# Советские плакаты

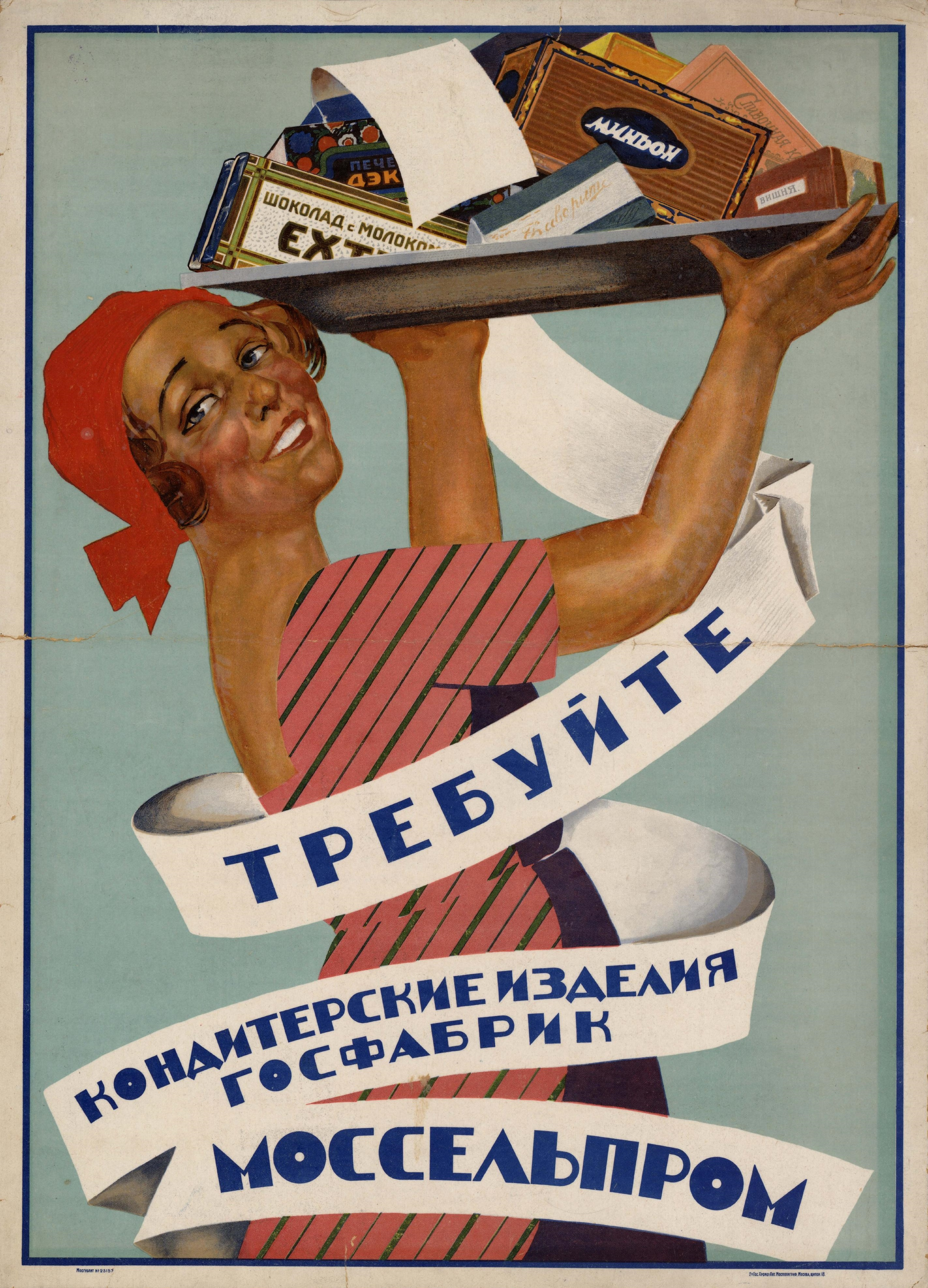
Неизвестный художник, 1928

Советские плакаты — наглядные пособия, создававшиеся в СССР, направленные к разъяснению определённого вопроса, как, например, отношения советской власти к текущим событиям в доступной форме. Совместно с радио и газетами являлись средствами агитации и пропаганды, воздействующими на сознание и настроение людей с целью побуждения их к политической или другой деятельности.
Характер советских плакатов менялся по мере исторического развития СССР, при этом содержавшаяся в них пропаганда сочетала общечеловеческие ценности (свобода, социальная справедливость), патриотизм, общеобразовательные элементы, призывы к здоровому образу жизни и так далее.
Советские плакаты, как правило, являются произведениями изобразительного искусства и отражают элементы советского культурного наследия.

## Жанры и тематики

### Политический плакат
- Революционные плакаты.

Отдельным видом советского политического плаката является антирелигиозный плакат. Наибольшее распространение такие плакаты получили в 1920—1930-е годы, а затем в хрущёвское время в конце 1950-х — начале 1960-х.
В годы Перестройки стали появляться плакаты, осуждающие некоторые направления советской внутренней политики 1920—1930-х годов, прежде всего сталинские репрессии, индустриализацию, коллективизацию, голод 1930-х годов («1929. Коллективизация» Е. Ваганова, «Не дадим повториться» Е. Цвика). Также в плакате эпохи гласности и перестройки нашла отражение критика правления Л. И. Брежнева, именуемая «застоем», международный изоляционизм СССР на протяжении долгих лет.

### Просветительский плакат
К просветительским плакатам относятся плакаты, пропагандирующие здоровый образ жизни, отказ от вредных привычек, спорт и спортивные мероприятия, соблюдение правил безопасности, культурное просвещение и преодоление безграмотности, успеваемость в учёбе, высокое качество или улучшение служебных обязанностей. В некотором роде просветительский плакат в СССР являлся разновидностью политического, поскольку отражал политику КПСС в отношении тех или иных социальных проблем.
Ещё с первых лет советской власти появилось большое количество плакатов, направленных на борьбу с пагубными привычками. На тему борьбы с пьянством и алкоголизмом было выпущено множество листов, среди которых наиболее известные: «Из рабочей гущи выгоним пьющих!» А. Черномордика и И. Янга (1929), «Стой. Последнее предупреждение» П. Соколова-Скаля (1929), «Долбанём!» В. Дени (1930), «Нет!» В. Говоркова (1950), «А ещё говорят, что мы свиньи…» А. Мосина (1958). Наибольший расцвет антиалкогольных плакатов пришёлся на годы Перестройки, когда был введён сухой закон и развёрнута повсеместная антиалкогольная кампания. В меньшем количестве выпускались плакаты о вреде курения. В конце 1980-х также стали появляться плакаты о вреде наркозависимости и искоренении наркомании.
Культуре обслуживания, повышению качества
С началом гражданской войны появилось огромное количество плакатов, посвящённых преодолению безграмотности, пропаганде книг и чтения, плакаты с призывами посещать библиотеки и избы-читальни. В годы НЭПа выпускались плакаты о борьбе с проституцией. Также в советские годы были распространены плакаты о борьбе с хулиганством и аморальным поведением. Для детских садов, детских домов и школ выпускались плакаты о прилежании и успеваемости в учёбе, о дисциплине и правильном поведении, образцовых октябрятах и пионерах.

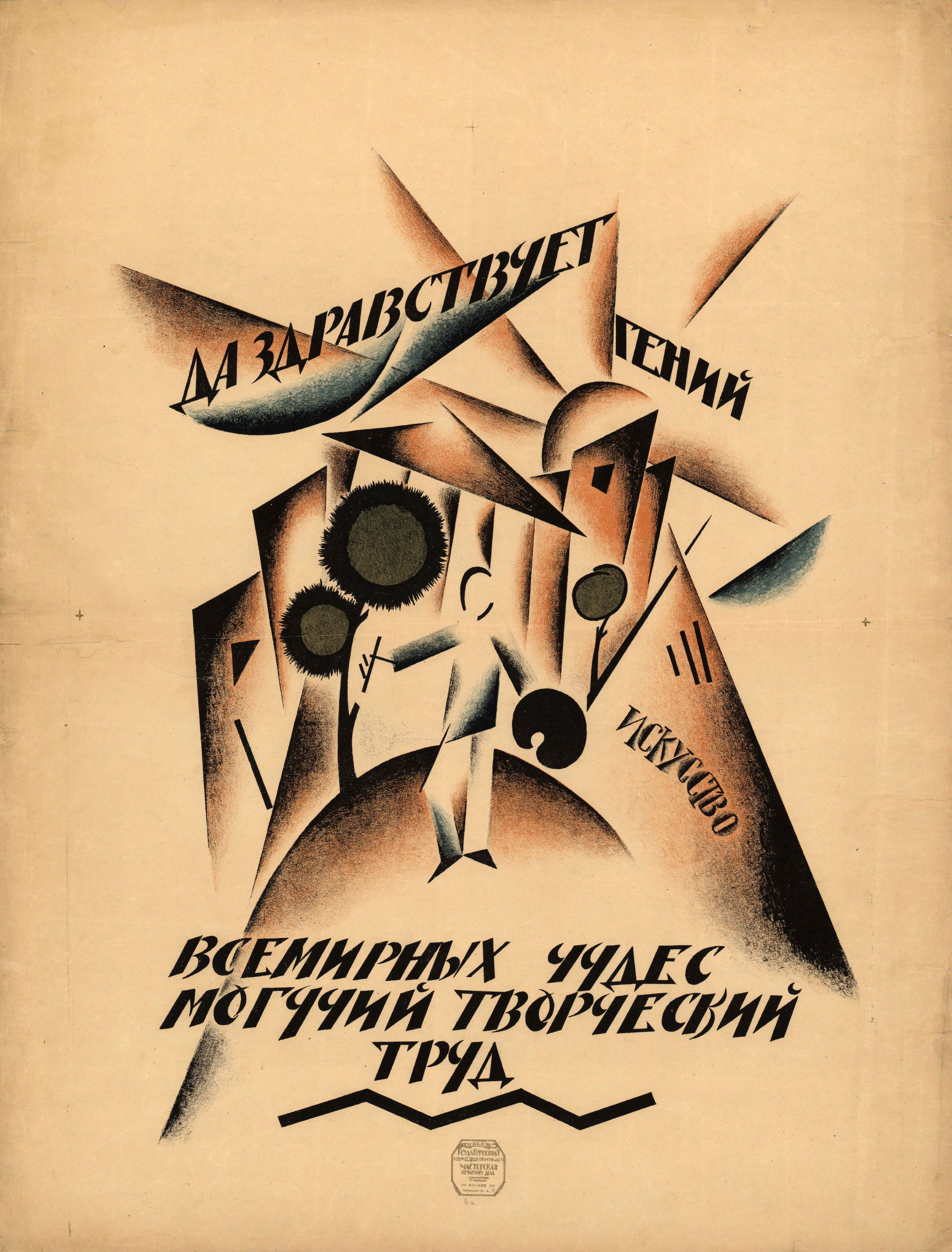
Неизвестный художник, примерно 1919—1921
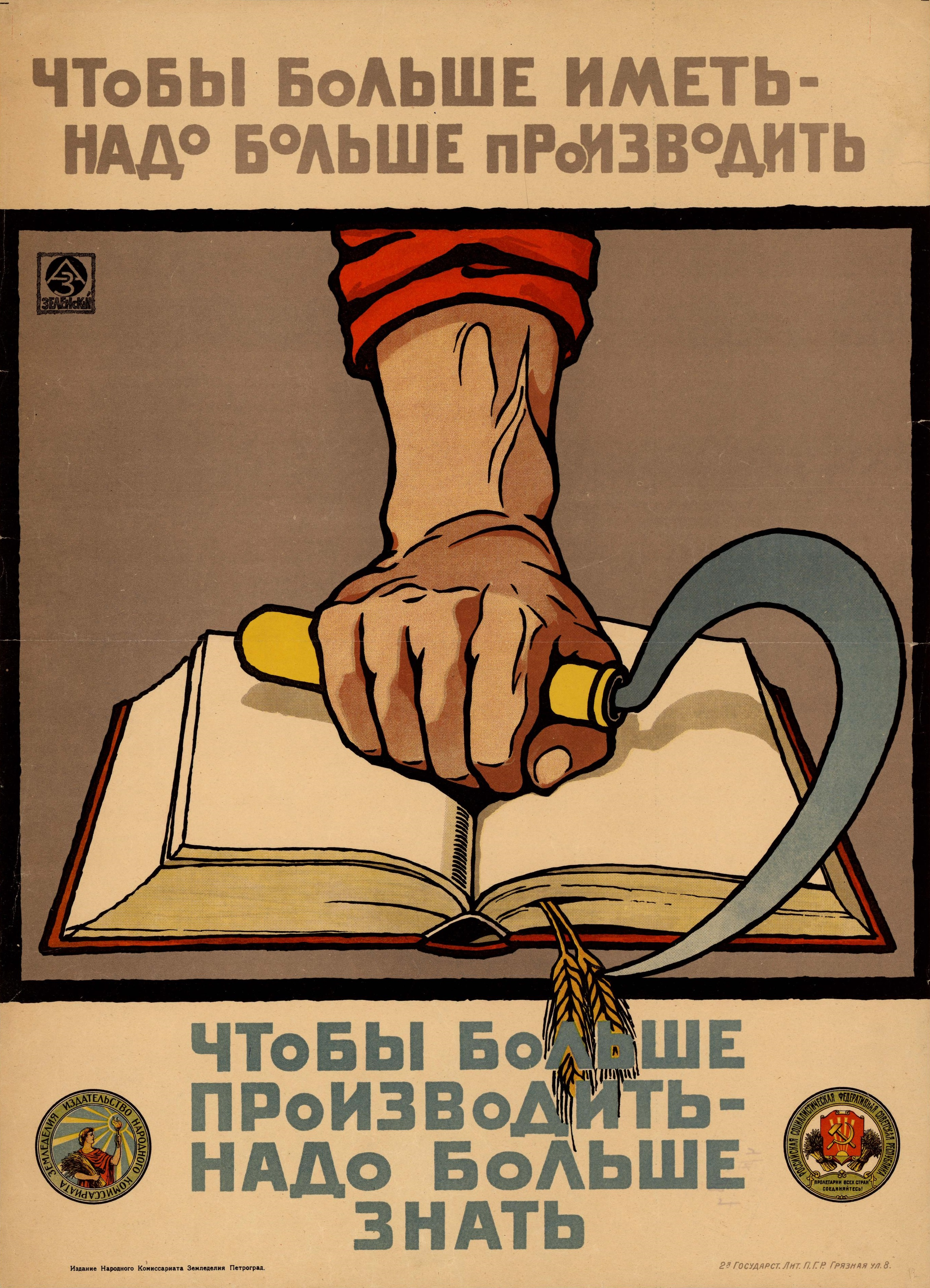
Александр Зеленский, 1920
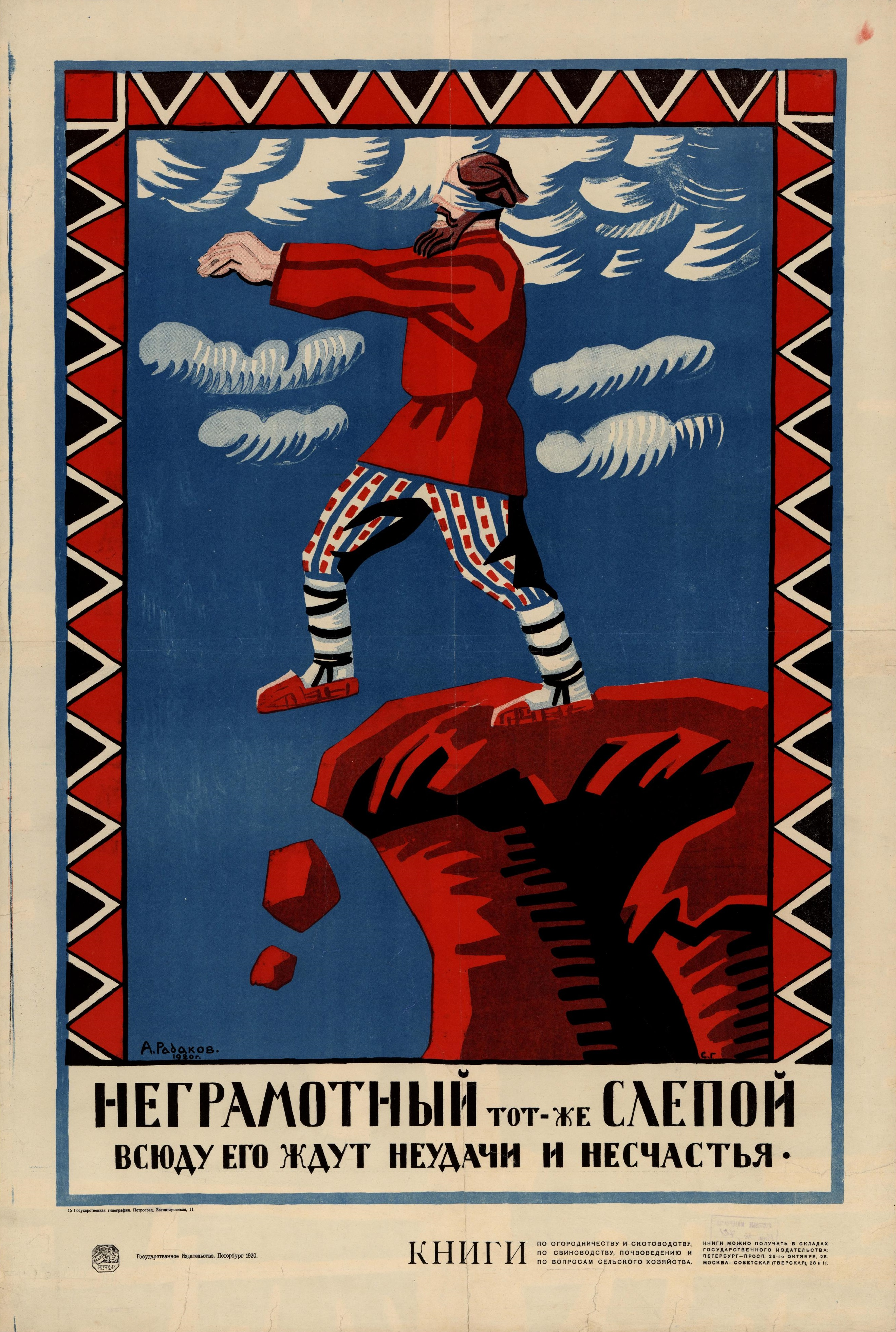
Алексей Радаков, 1920
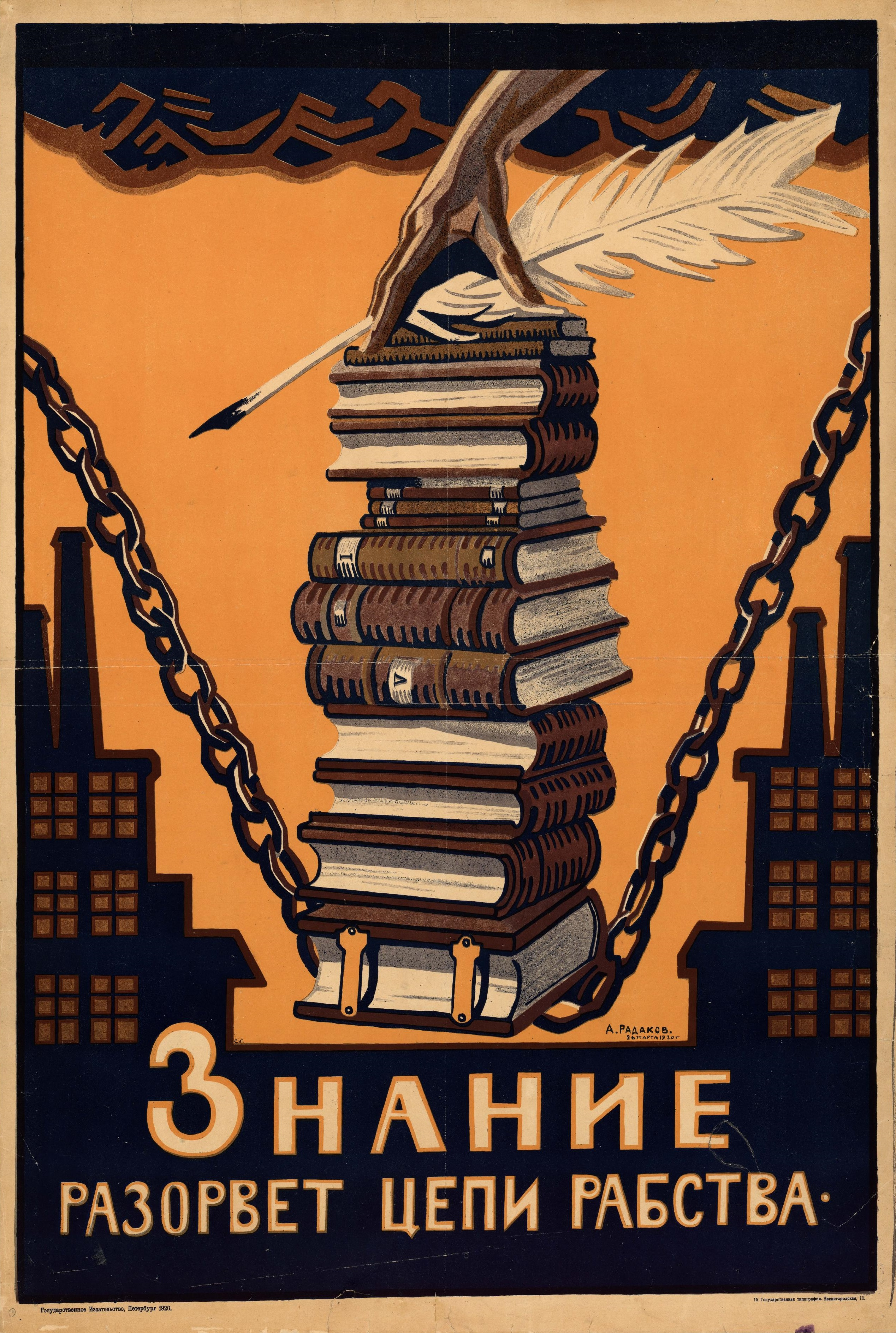
Алексей Радаков, 1920
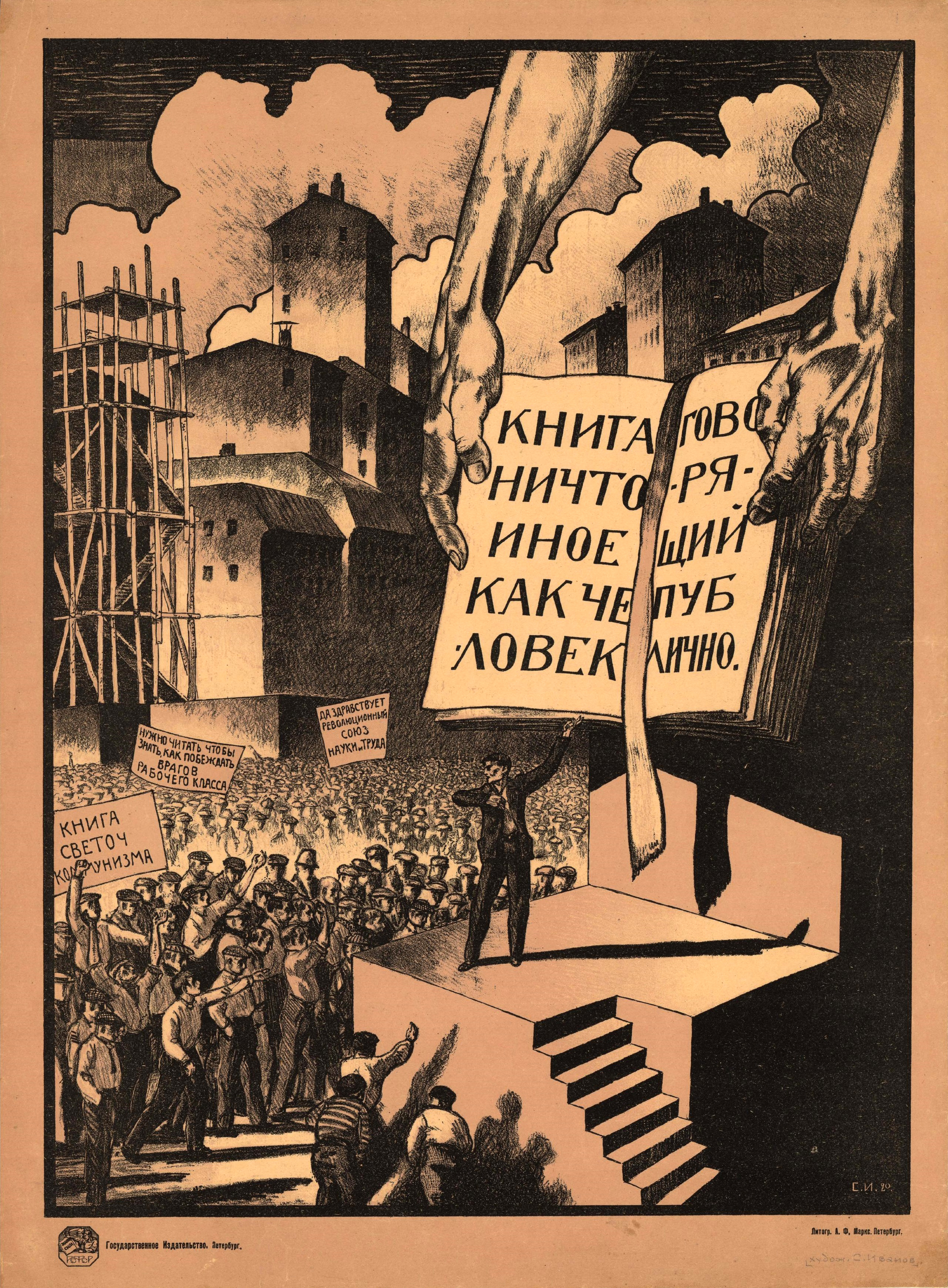
Сергей Иванов, 1920
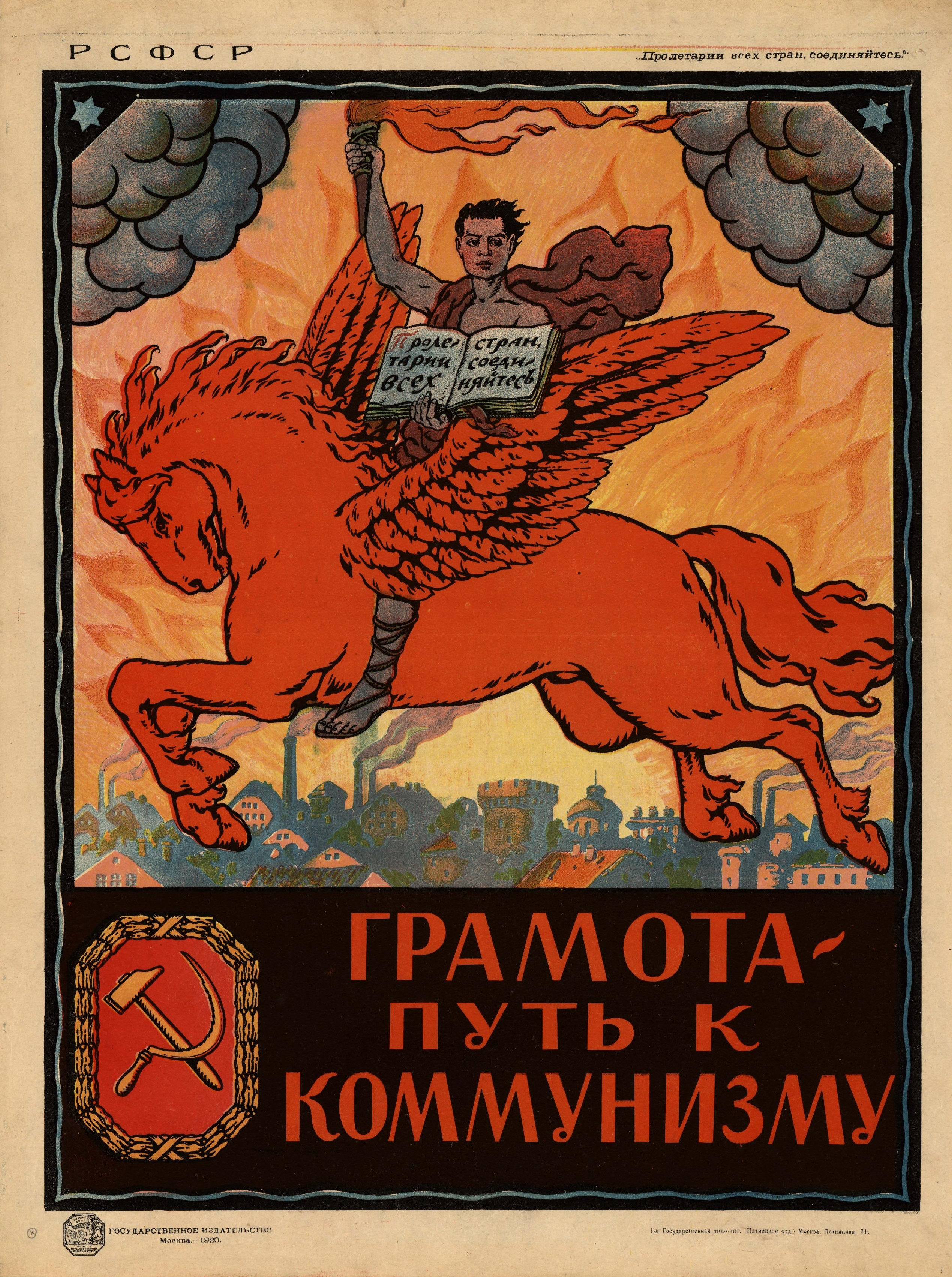
Неизвестный художник, 1920
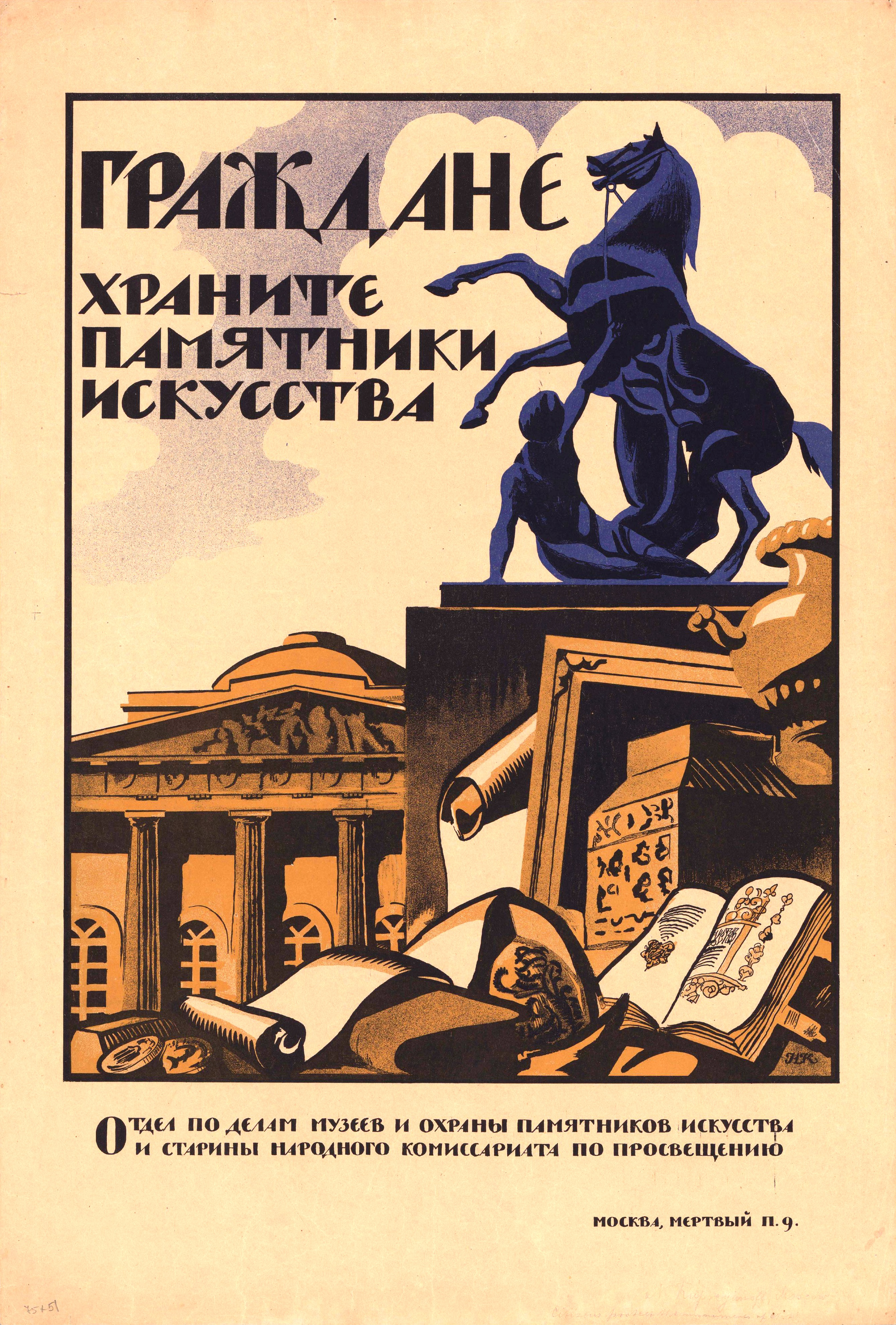
Николай Купреянов, 1920
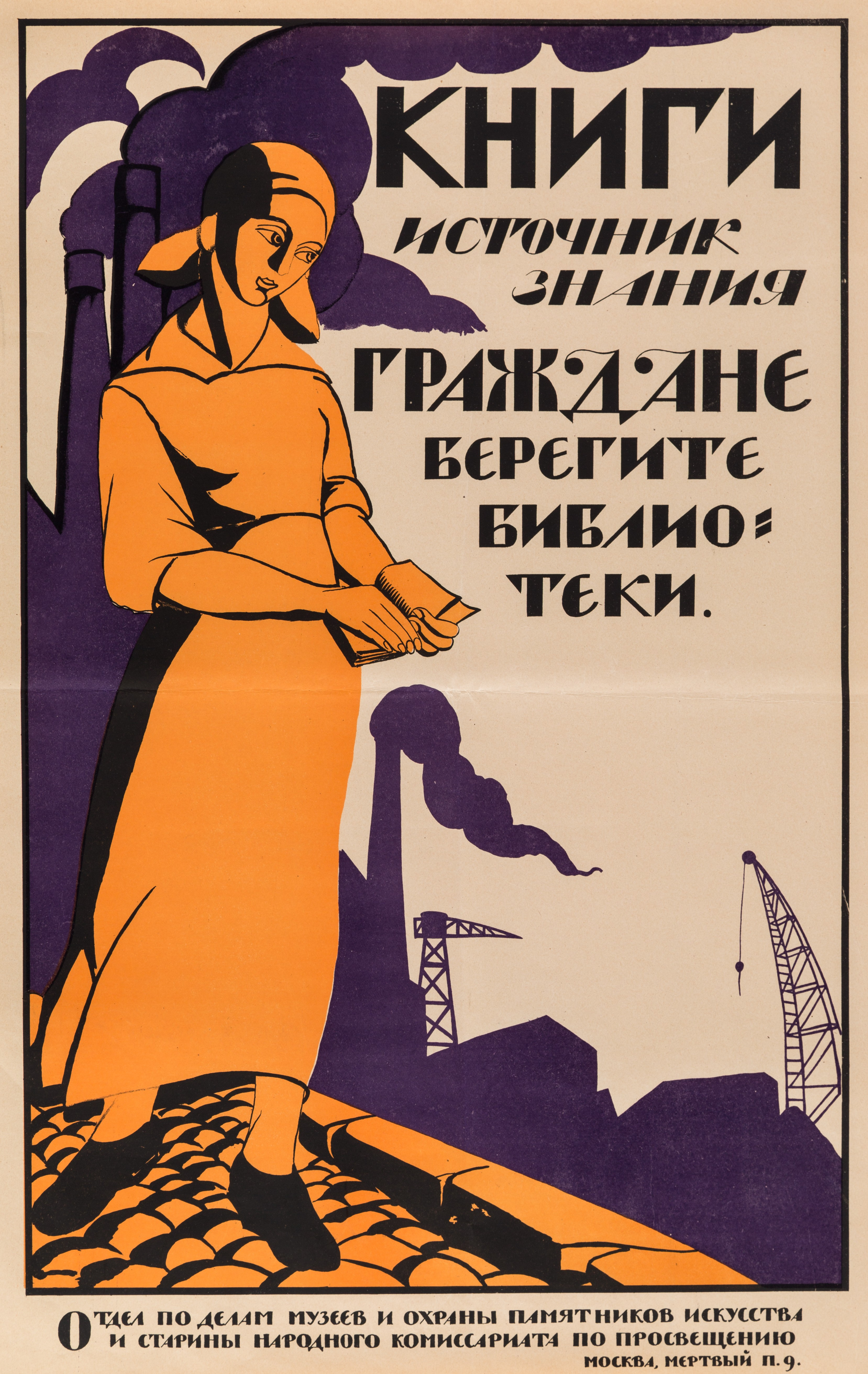
Николай Купреянов, 1920
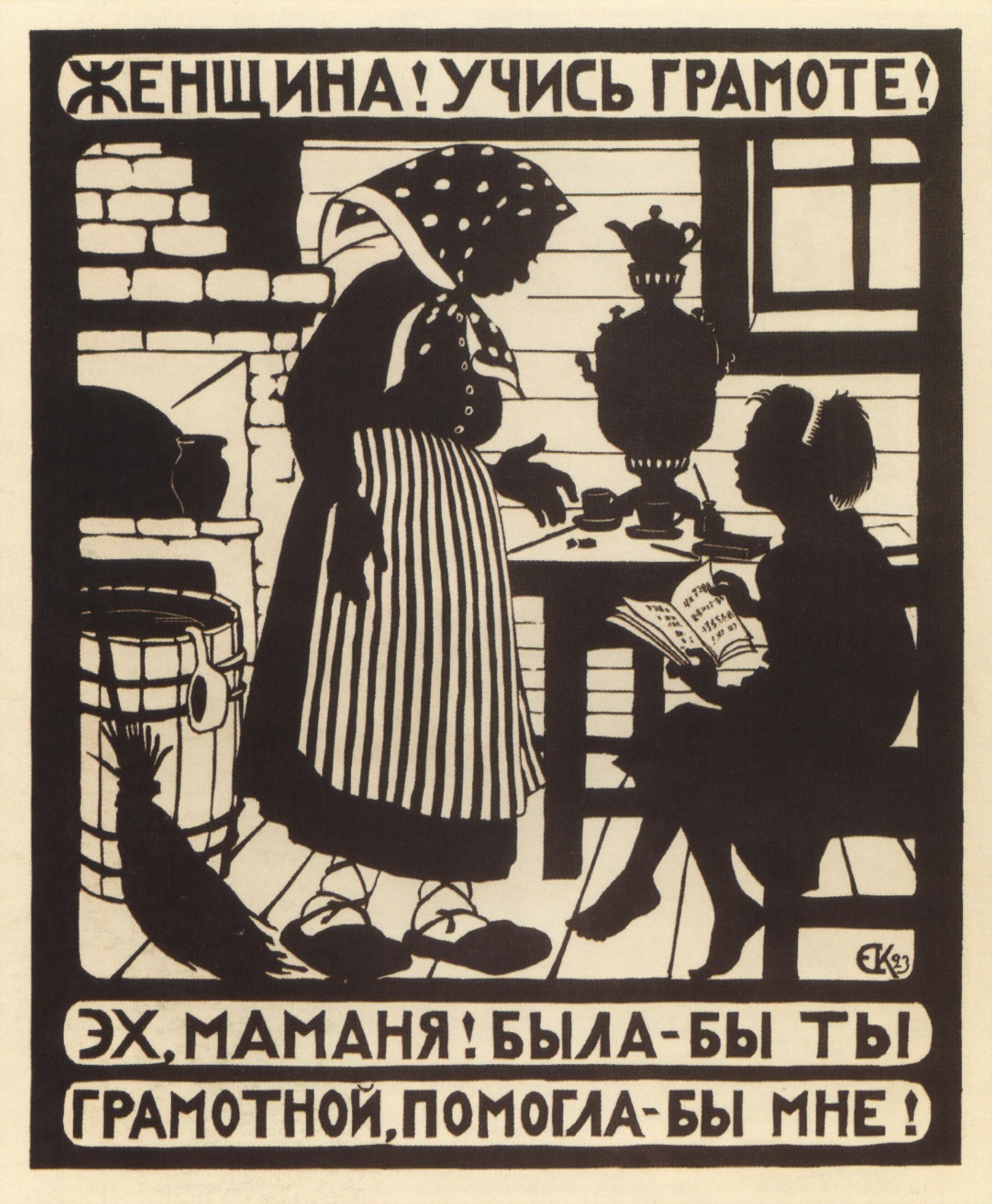
Елизавета Кругликова, 1923
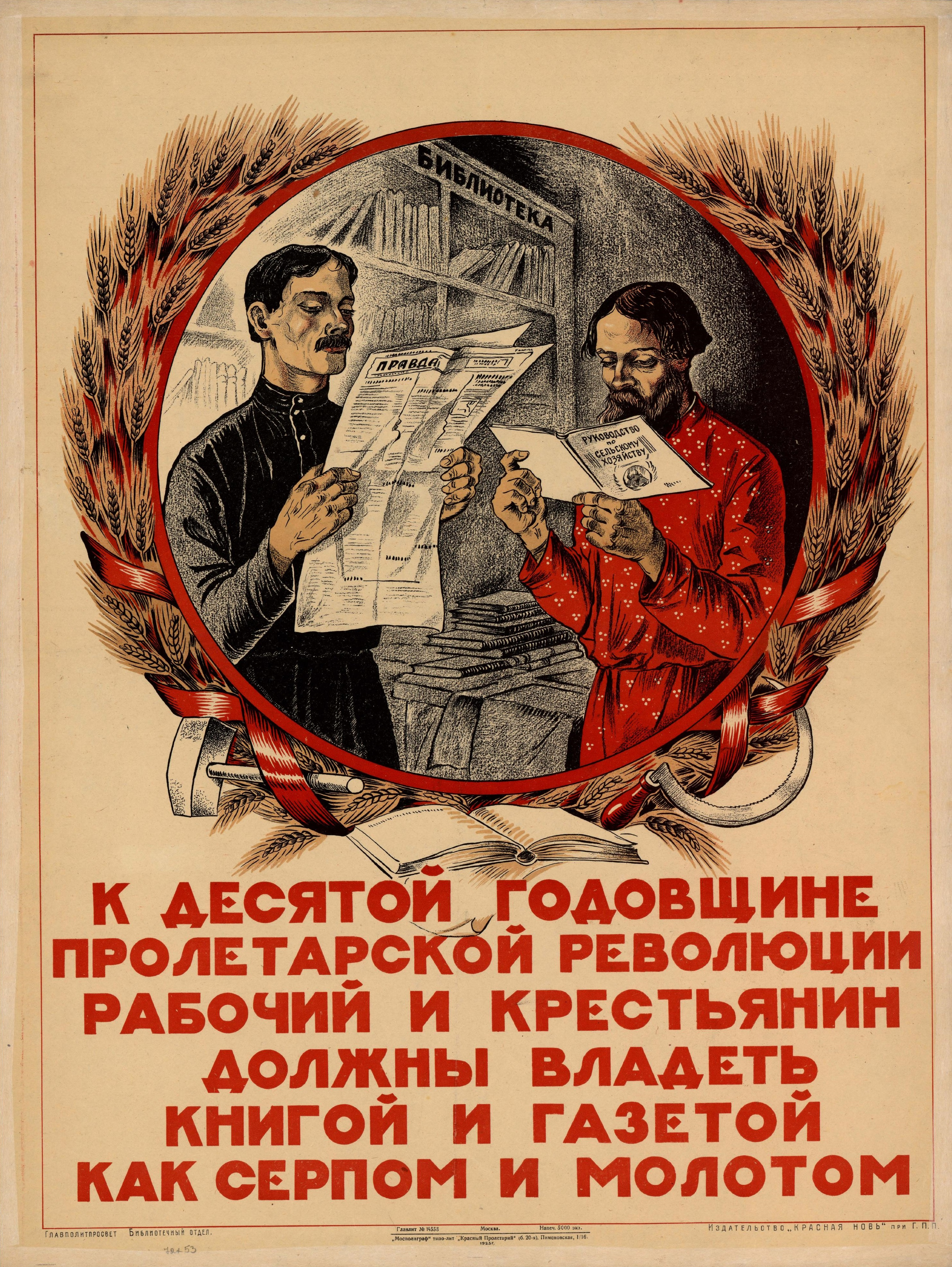
Неизвестный художник, 1923
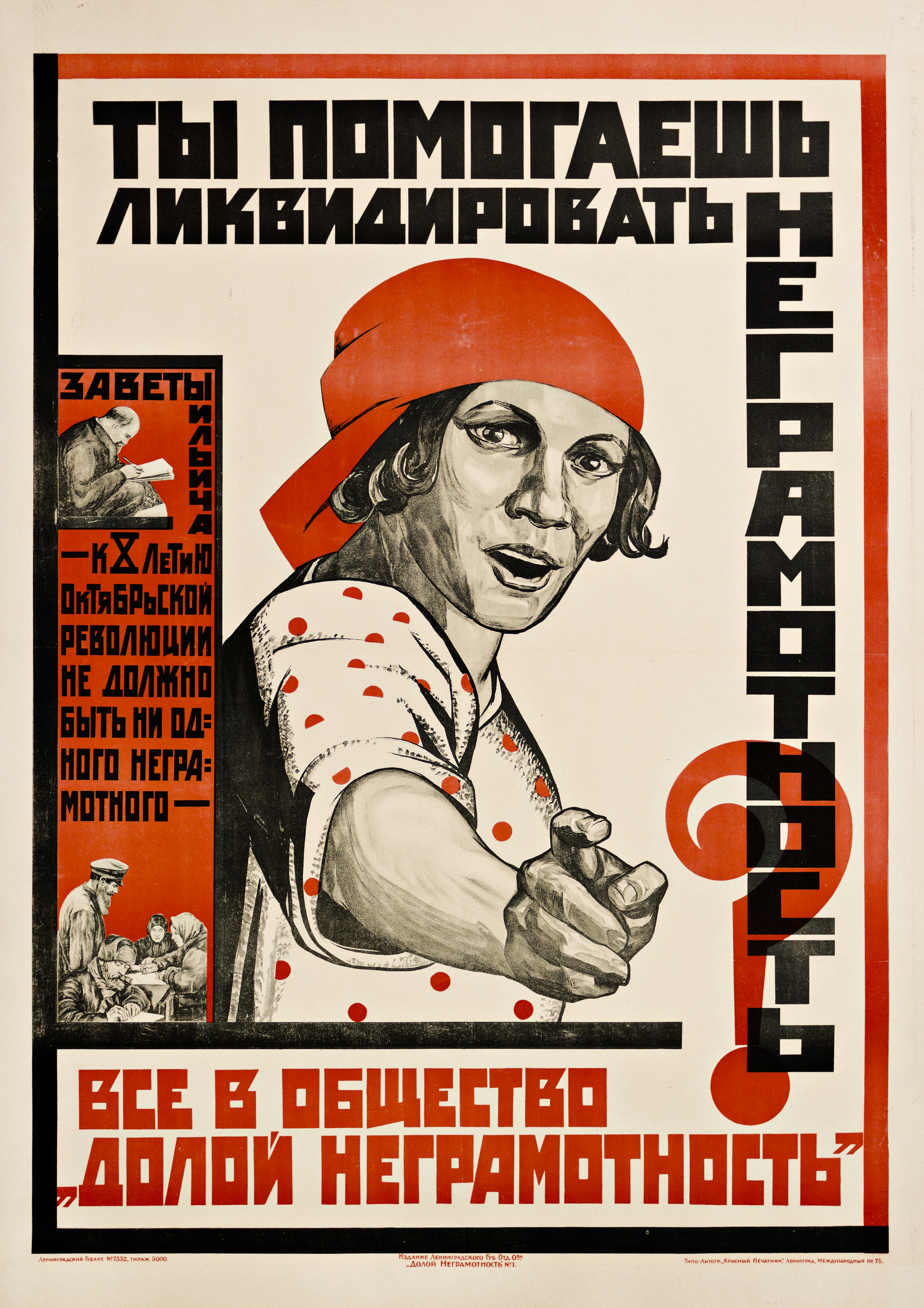
Неизвестный художник, 1923
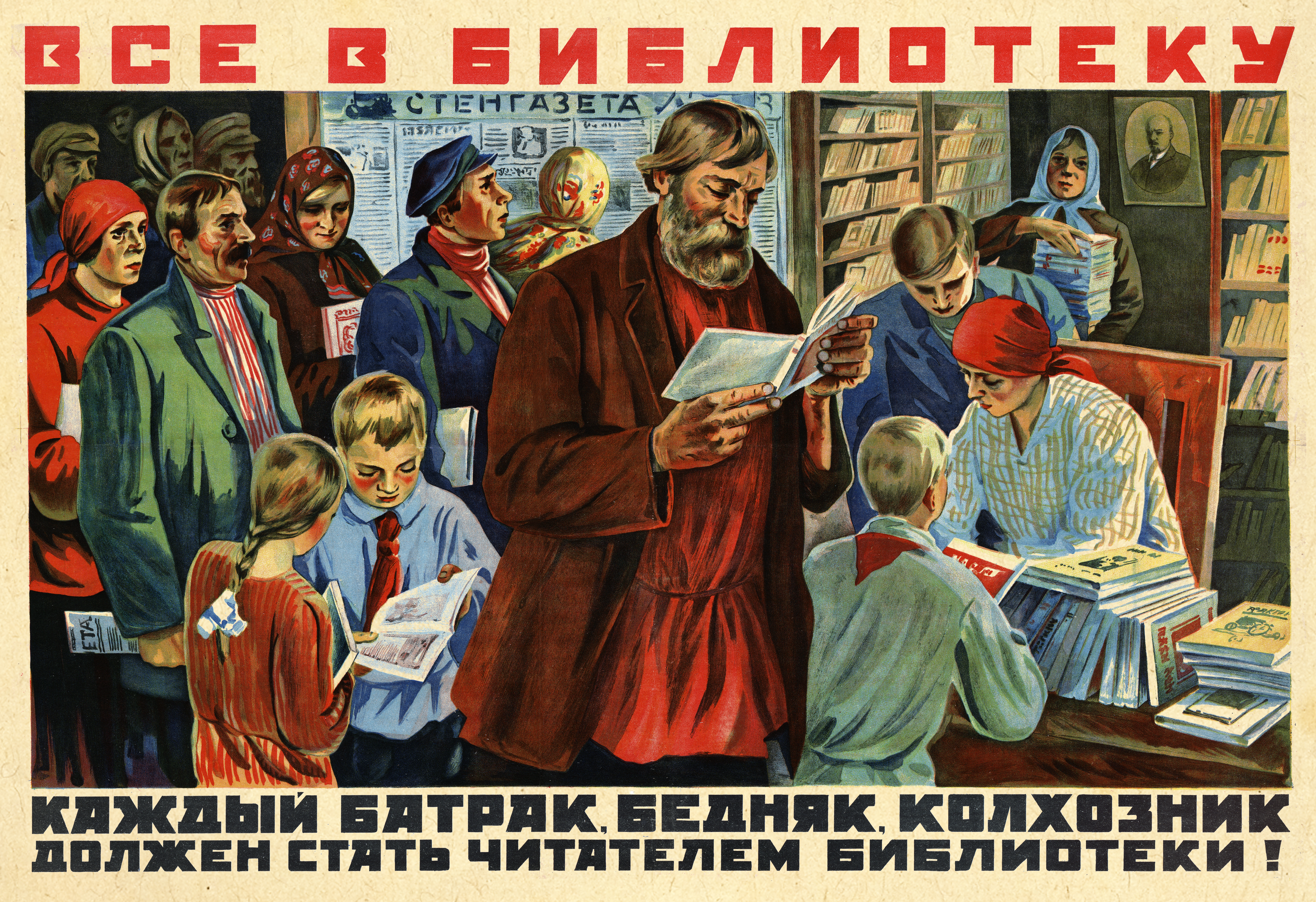
Неизвестный художник, 1929
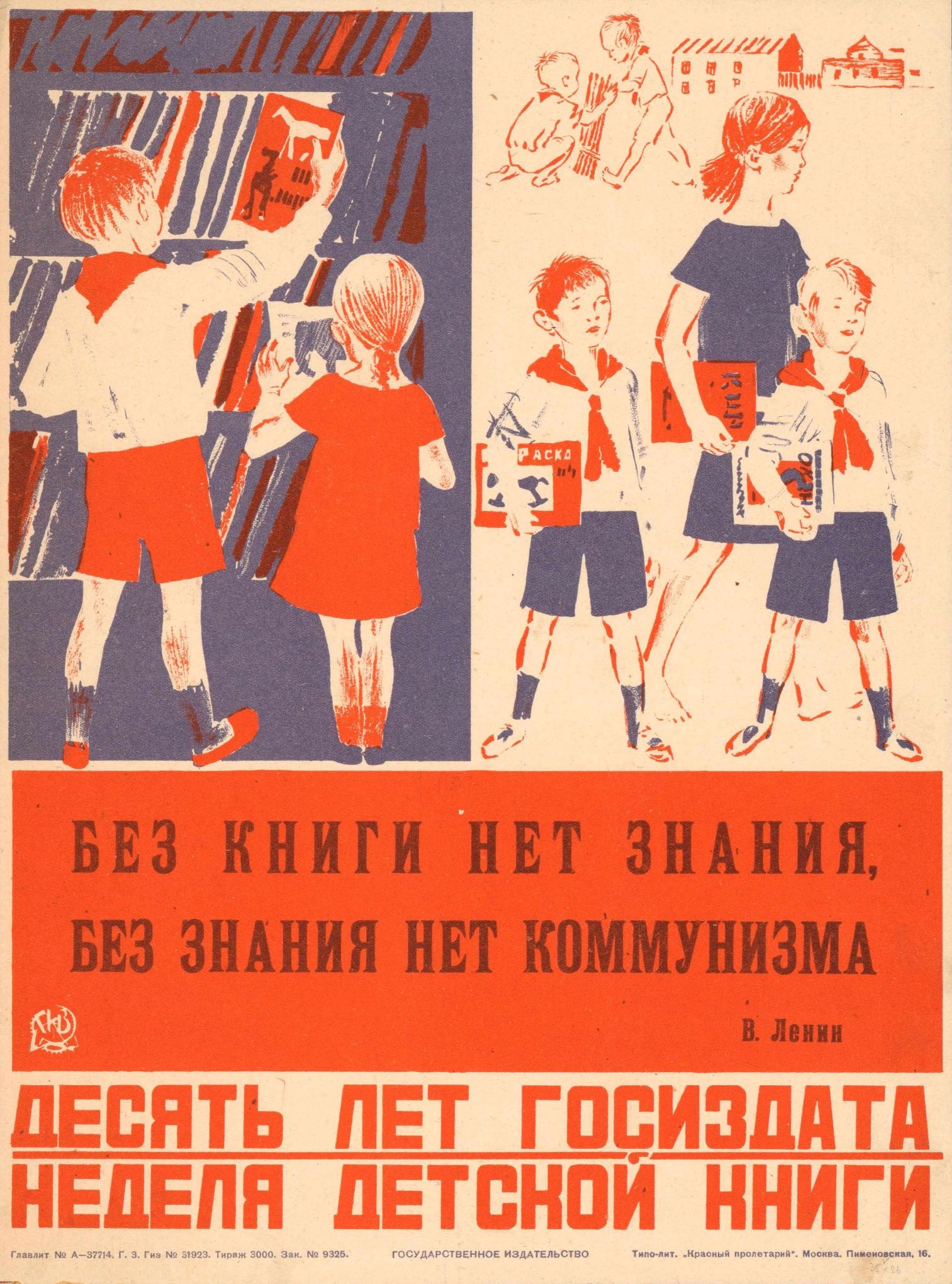
Неизвестный художник, 1929
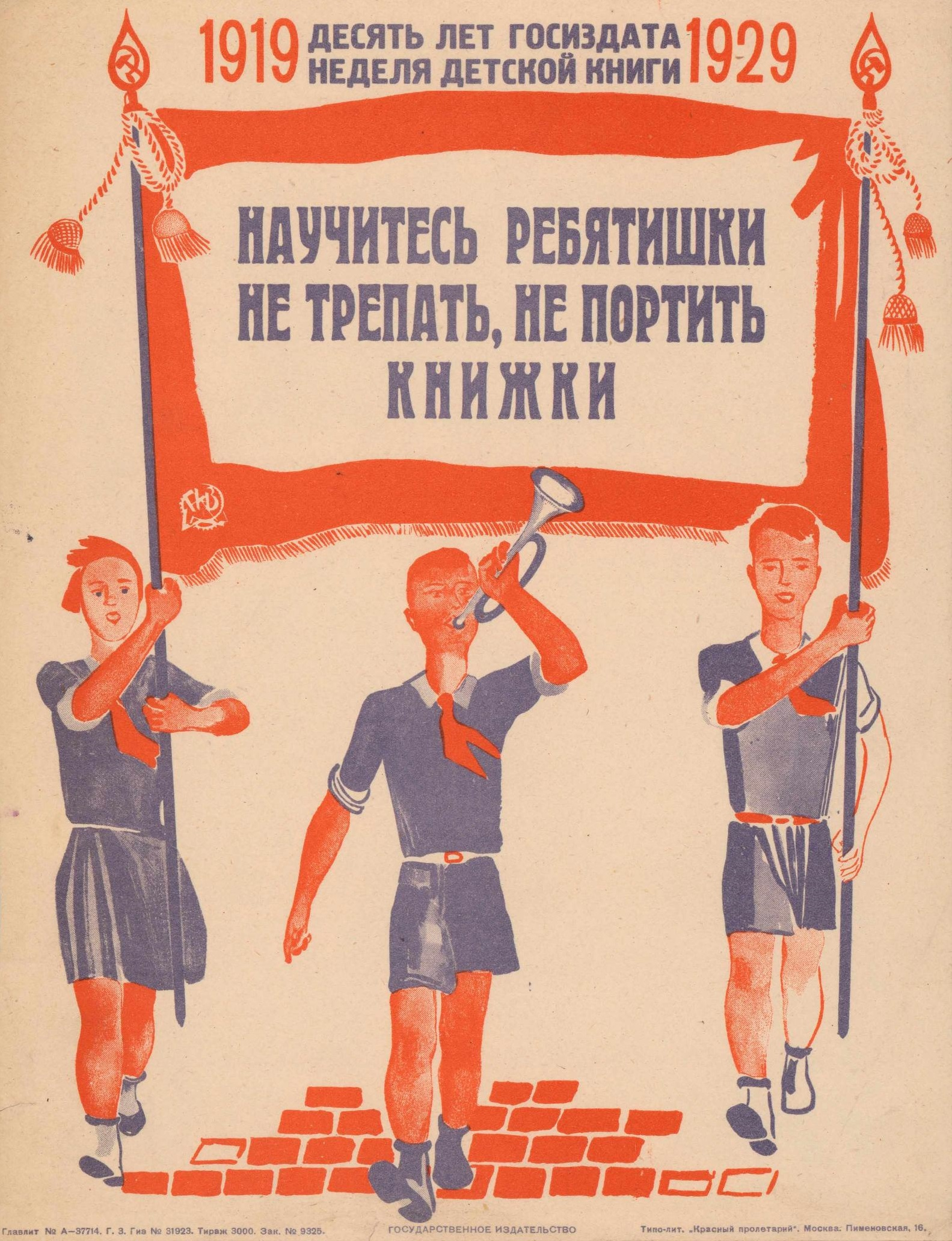
Неизвестный художник, 1929

Издавалось огромное количество плакатов по технике безопасности на производстве (заводах, фабриках шахтах и т. п.) и при строительных работах, плакатов о безопасности на дороге и соблюдении правил дорожного движения, о безопасности на речном железнодорожном транспорте, о соблюдении правил безопасности в быту (при пользовании электричеством, газовыми плитами, водопроводом), противопожарной безопасности, безопасности во время отдыха (например, не купаться в водоёмах в нетрезвом состоянии).
Особое место в ряду просветительских плакатов в советское время занимали плакаты, пропагандирующие здоровый образ жизни и соблюдение санитарно-гигиенических норм. Тематический охват их был самым разнообразным: вред абортов, вред беспорядочных половых связей, призывы своевременно обращаться к врачам, мыть руки перед едой, дружить с носовым платком, правильно питаться, правильно ухаживать за детьми, надевать головные уборы на солнце и множество других тем.

### Рекламный плакат
В СССР в большом количестве был налажен выпуск разнообразных рекламных плакатов. В первую очередь, это были торгово-рекламные плакаты, рекламирующие продукцию и услуги: продукты питания, алкогольные и безалкогольные напитки, одежду и обувь, бытовую технику, мебель, канцтовары, украшения, косметику и парфюмерию, средства гигиены, магазины и рестораны, личный транспорт, услуги (например, такси или услуги доставки товаров на дом). Сюда же относятся плакаты, рекламирующие ряд государственных организаций, таких как «Аэрофлот».

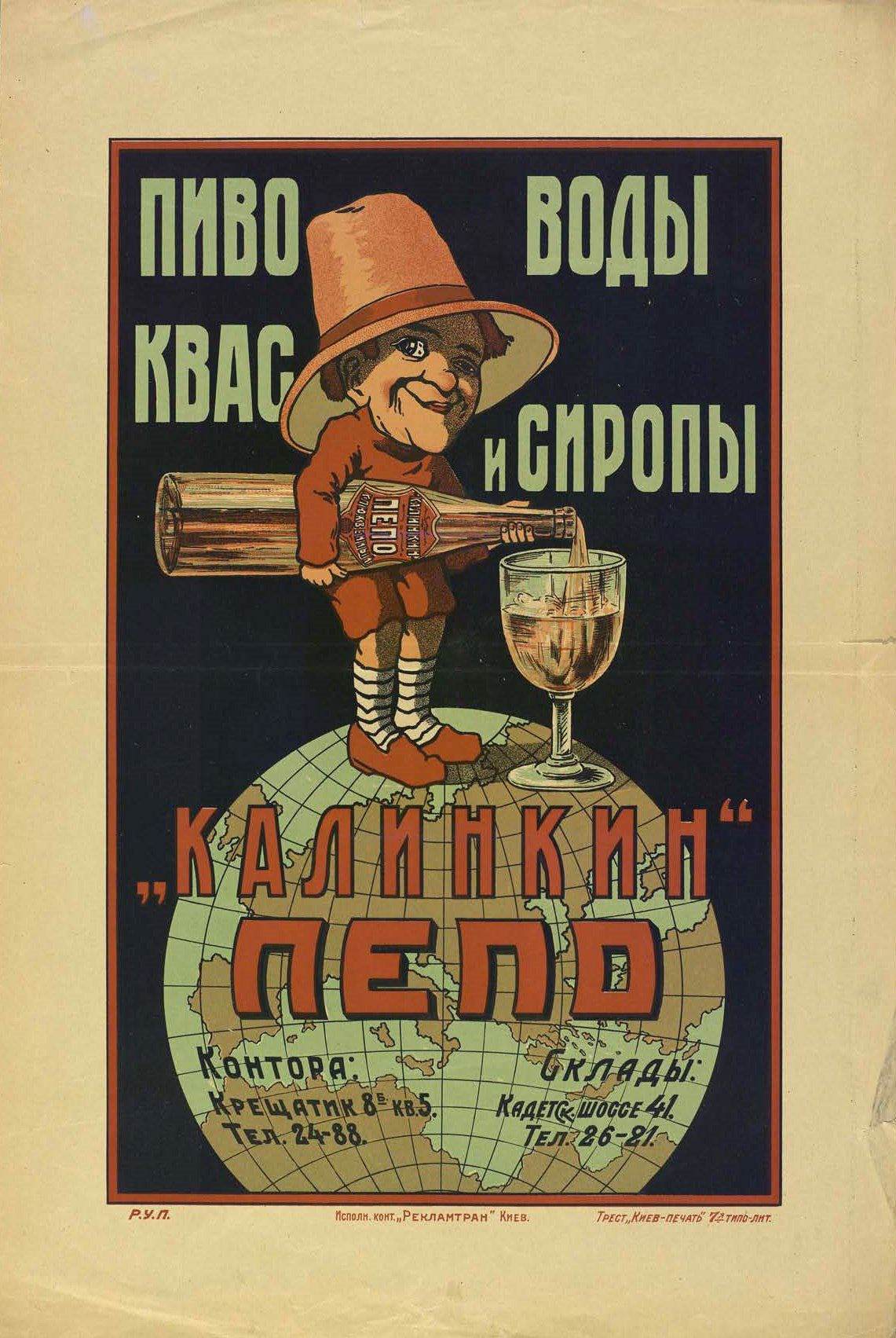
Неизвестный художник, 1920-е годы
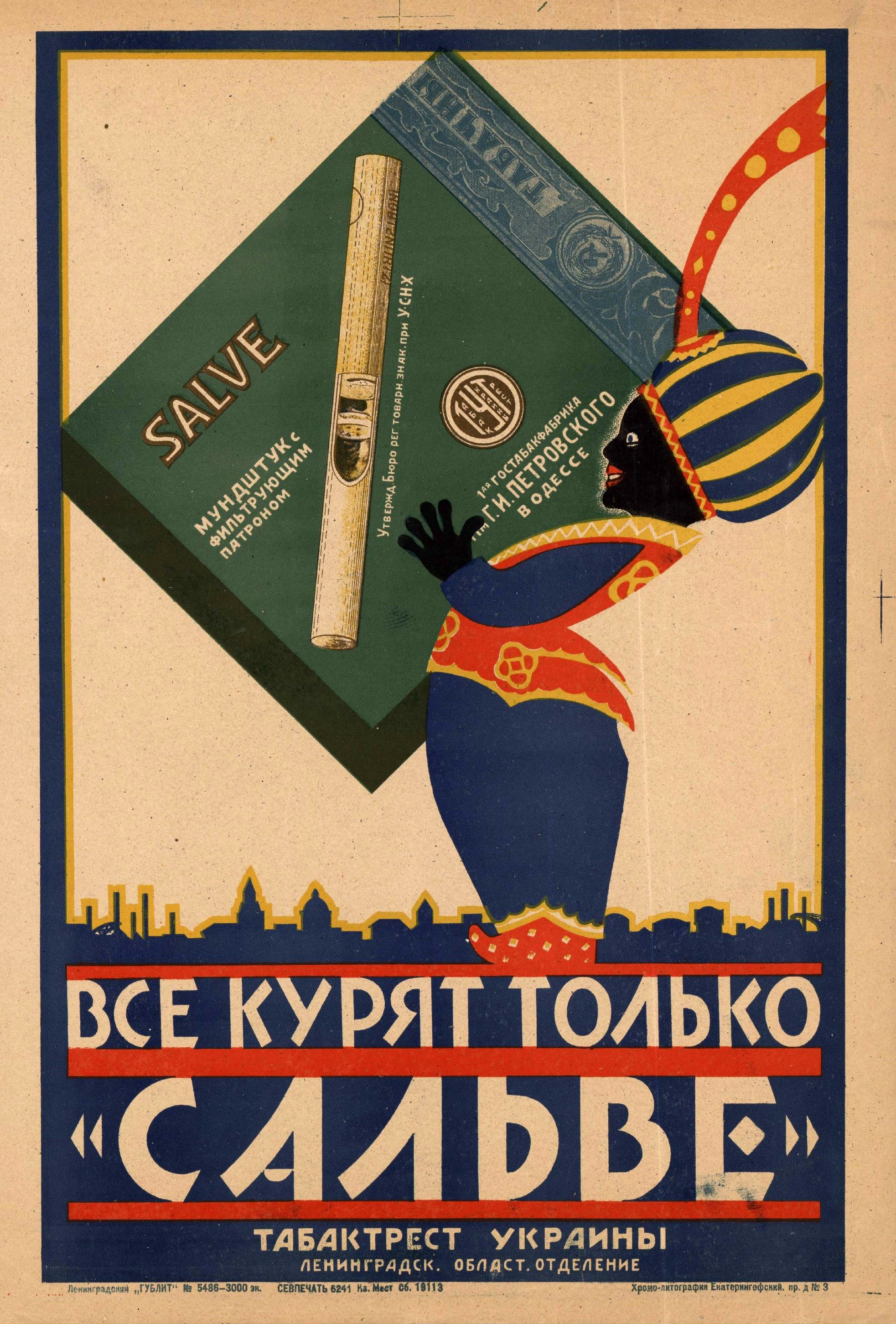
Неизвестный художник, 1920-е годы
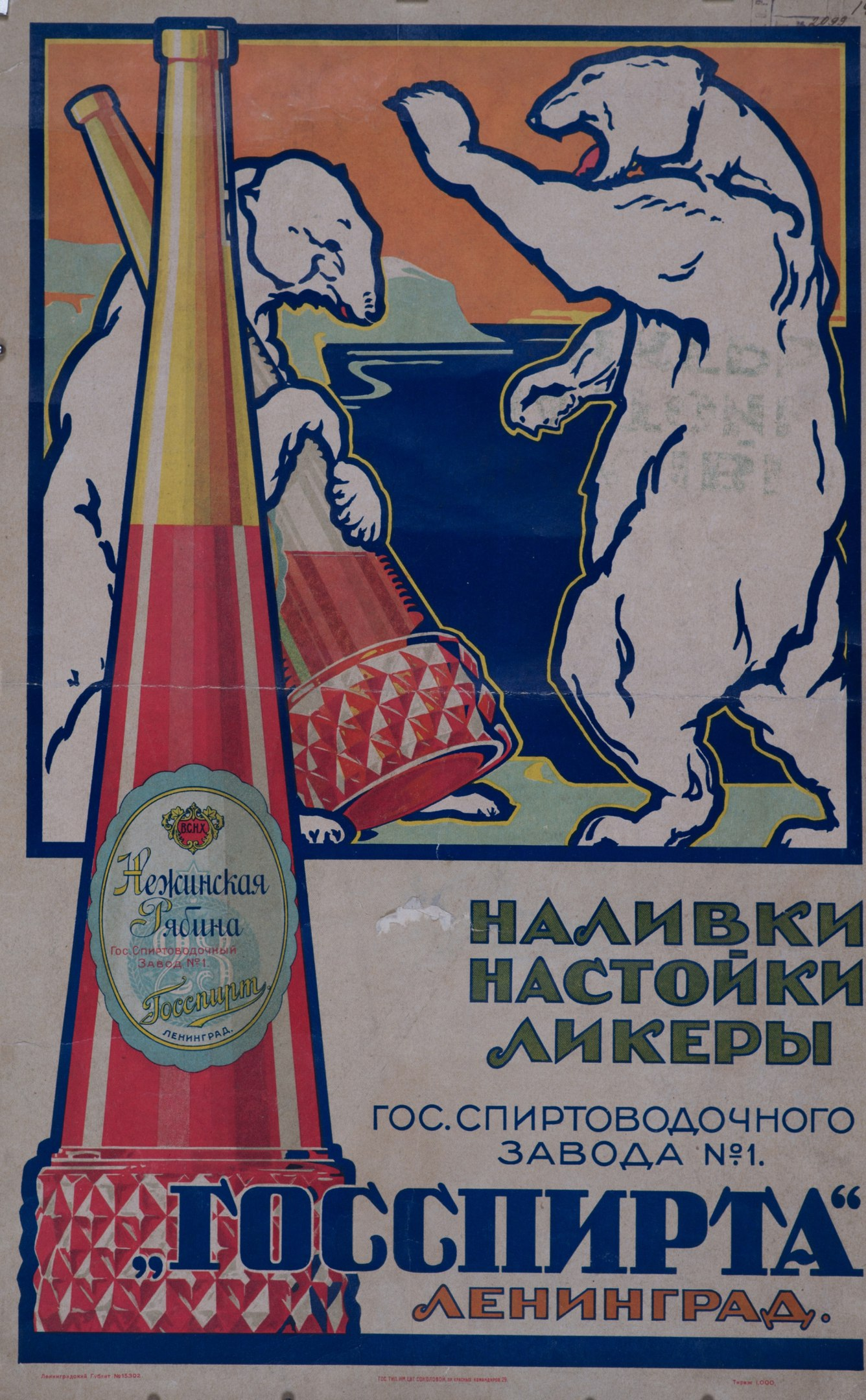
Неизвестный художник, 1920-е годы
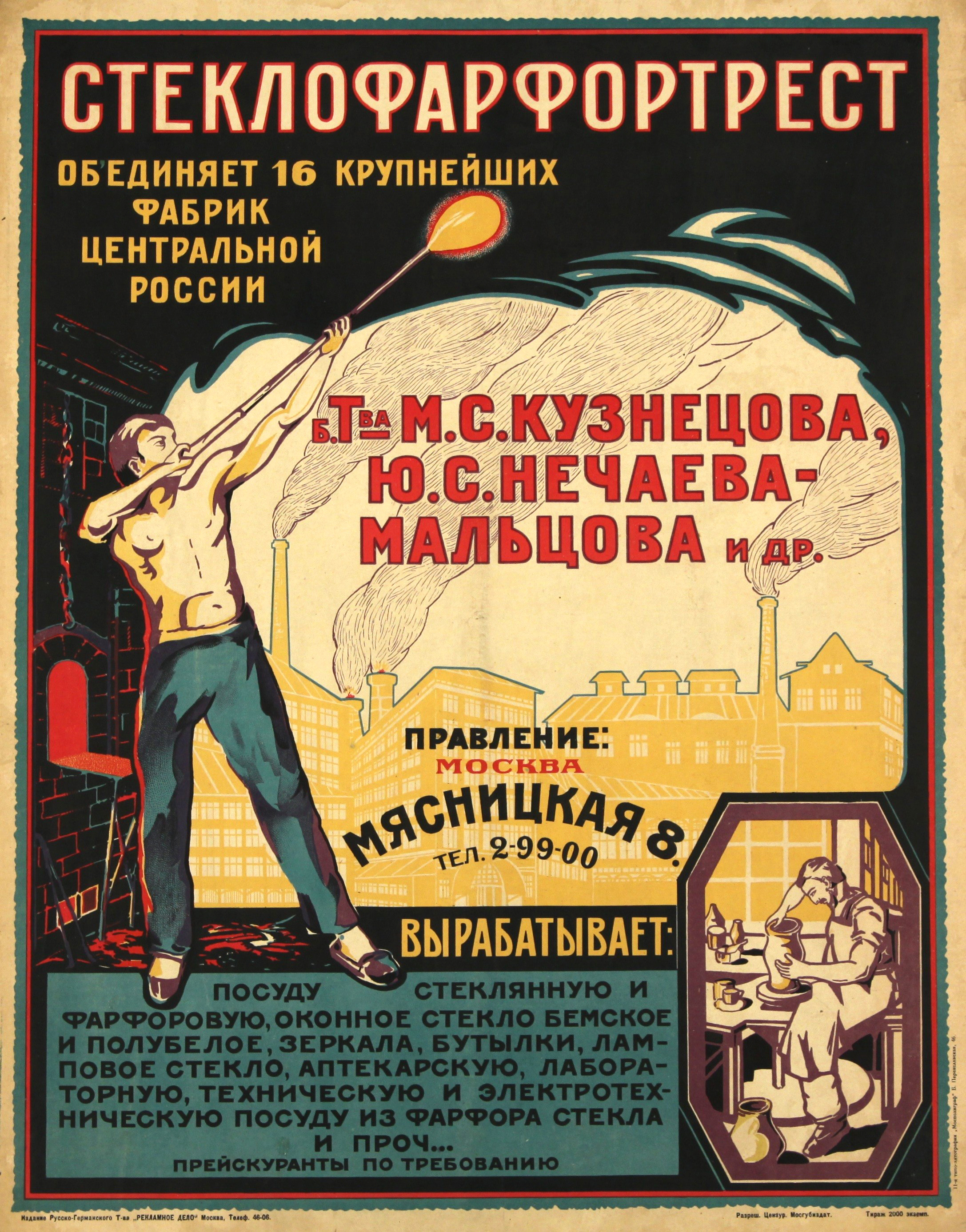
Неизвестный художник, 1920-е годы
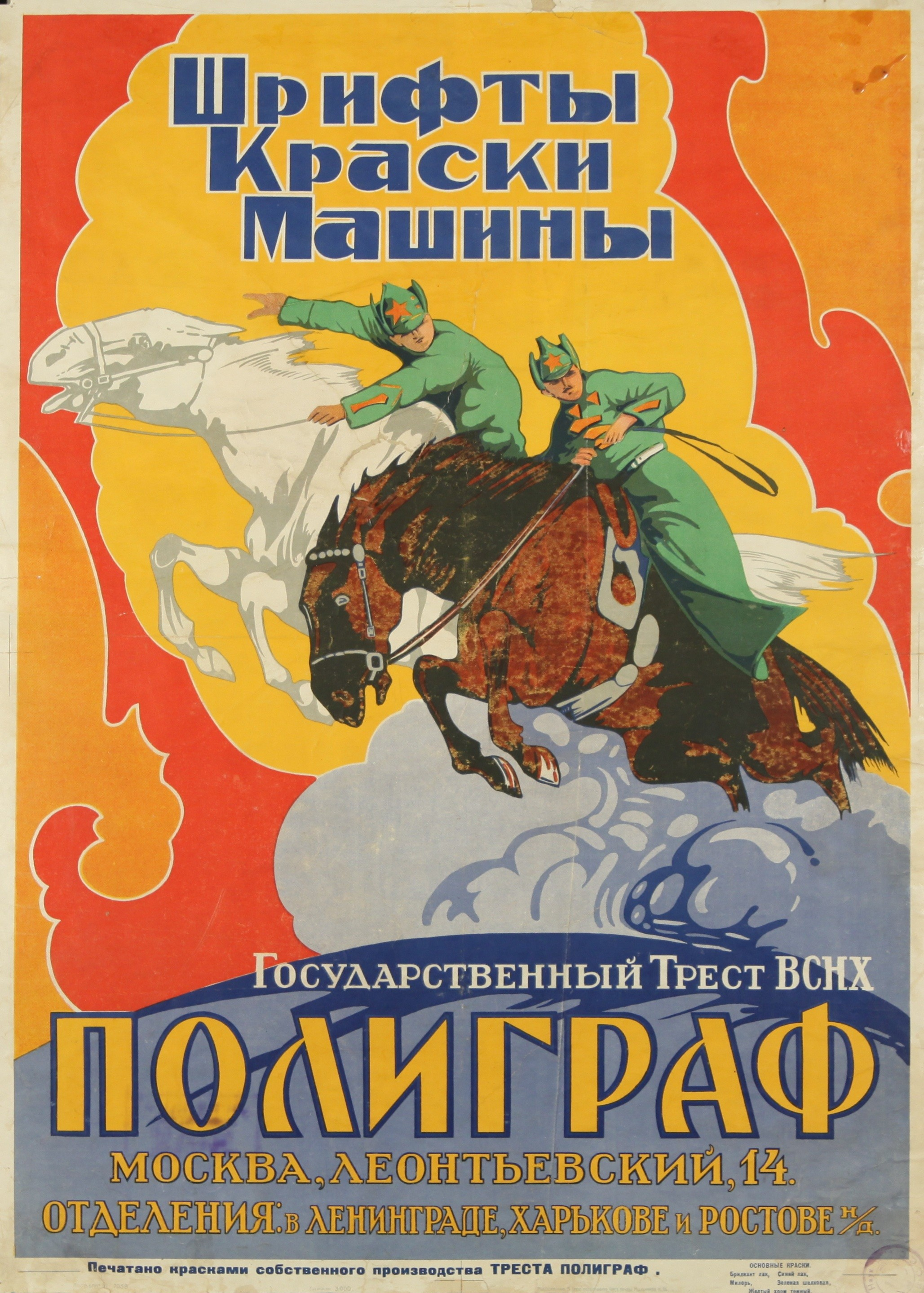
Неизвестный художник, 1920-е годы
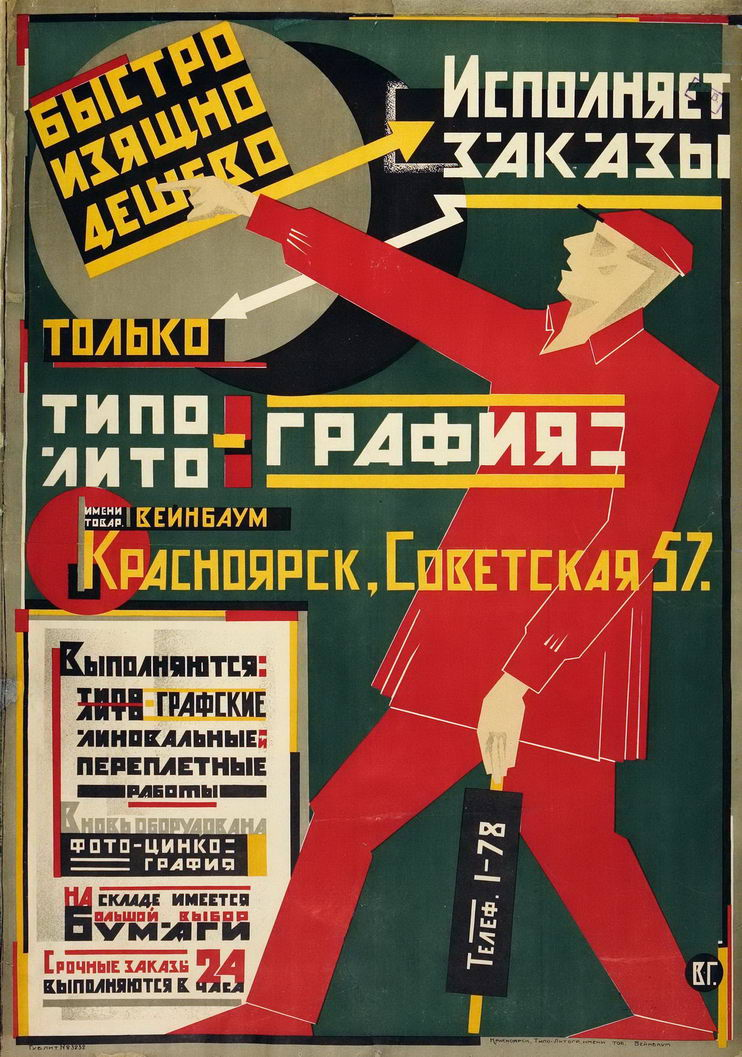
Неизвестный художник, 1925
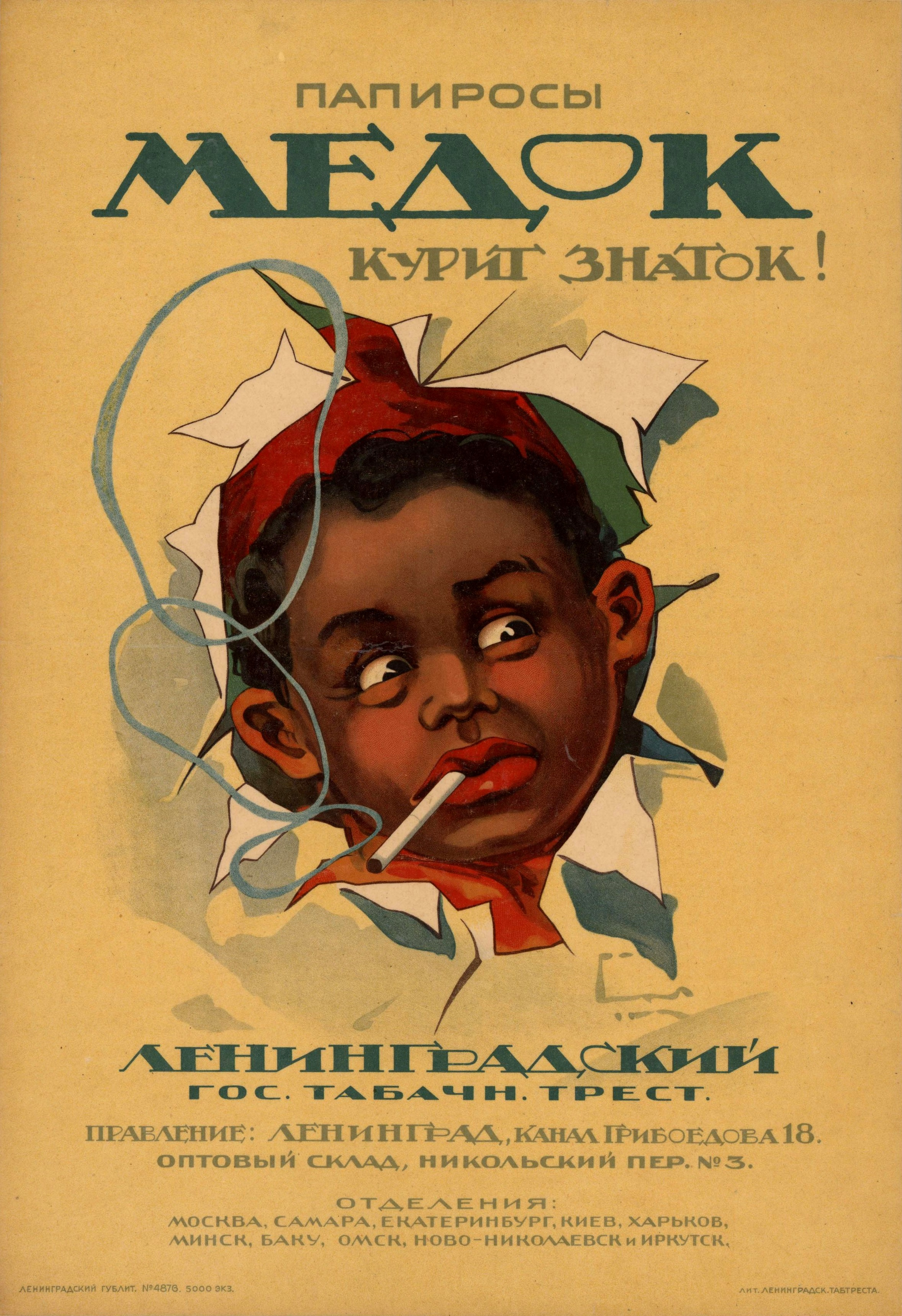
Александр Зеленский, 1925
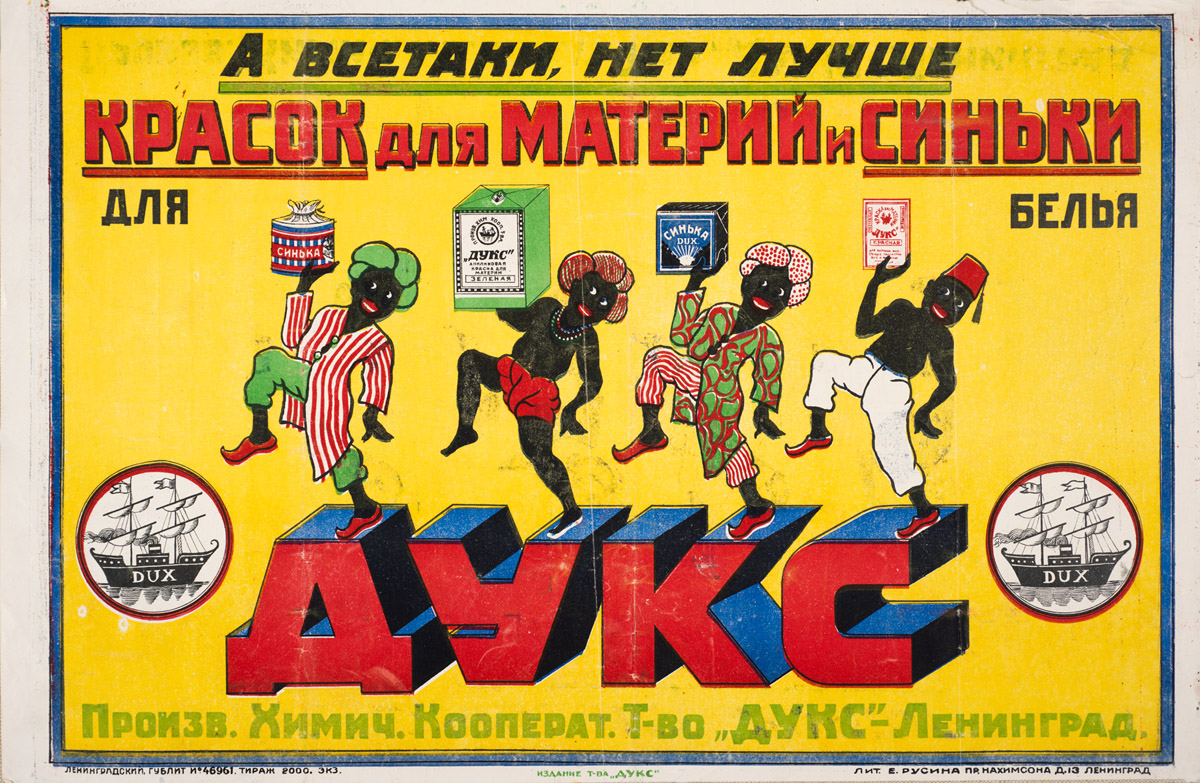
Неизвестный художник, 1925
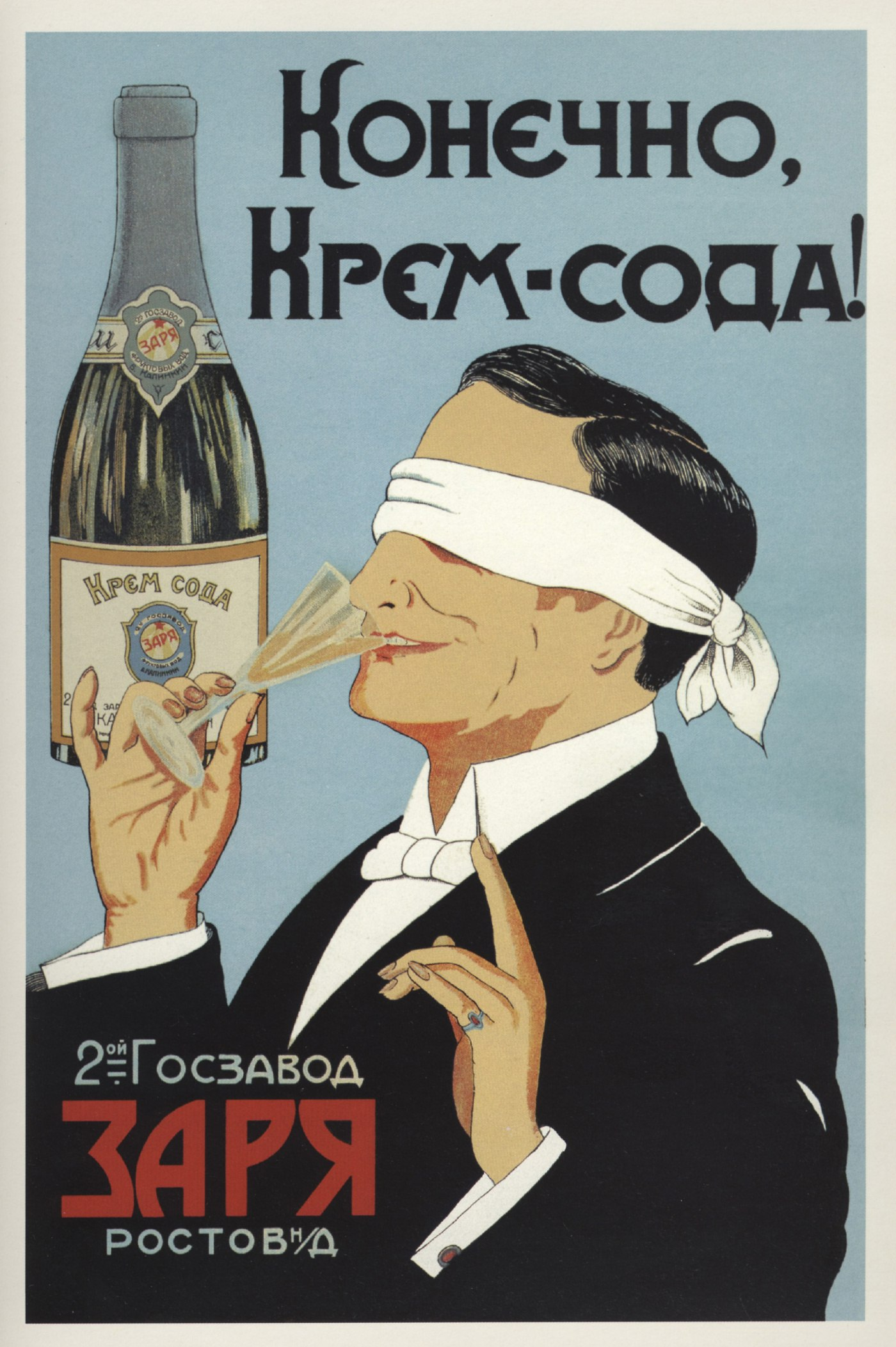
Неизвестный художник, 1926
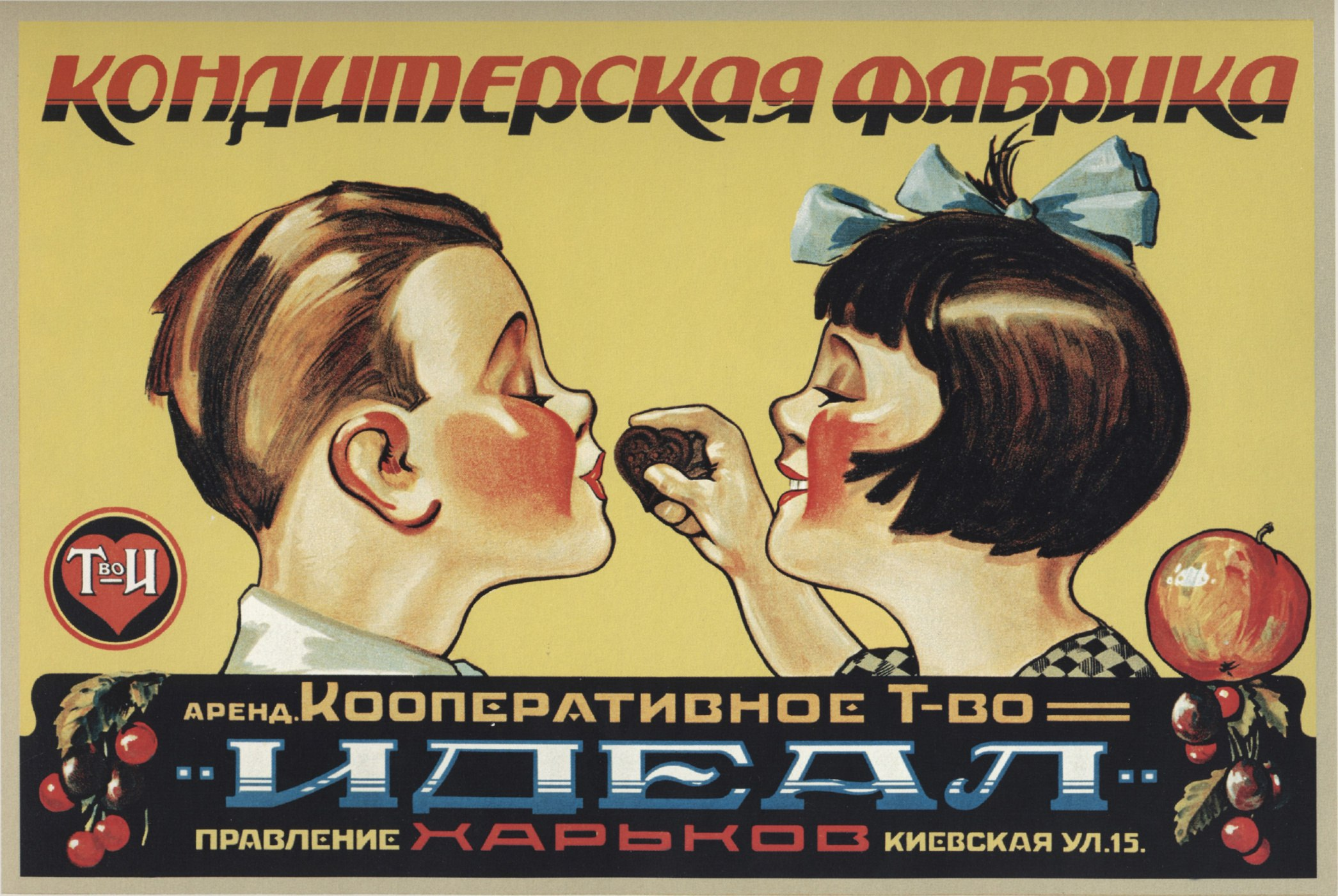
Неизвестный художник, 1927
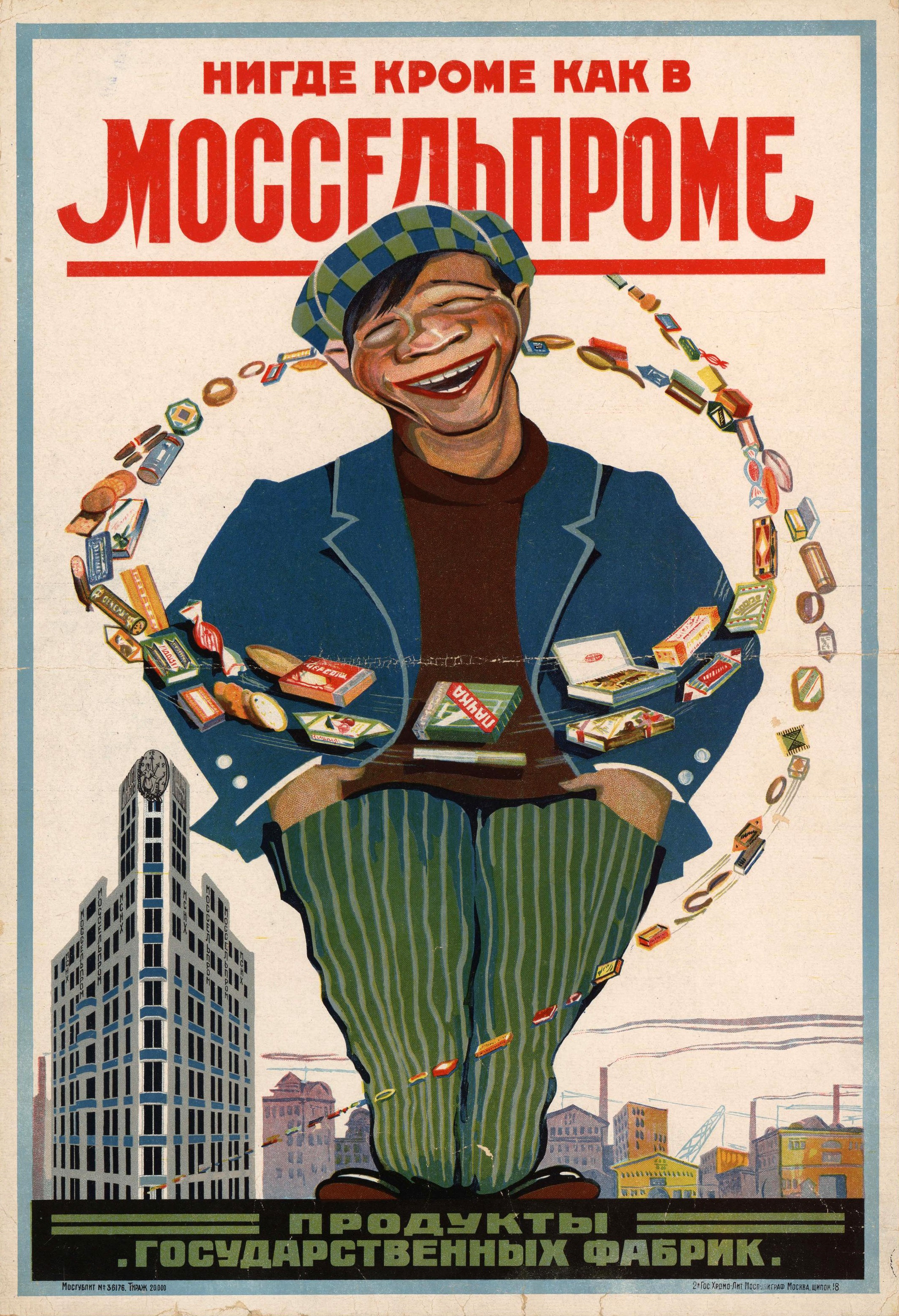
Неизвестный художник, 1927
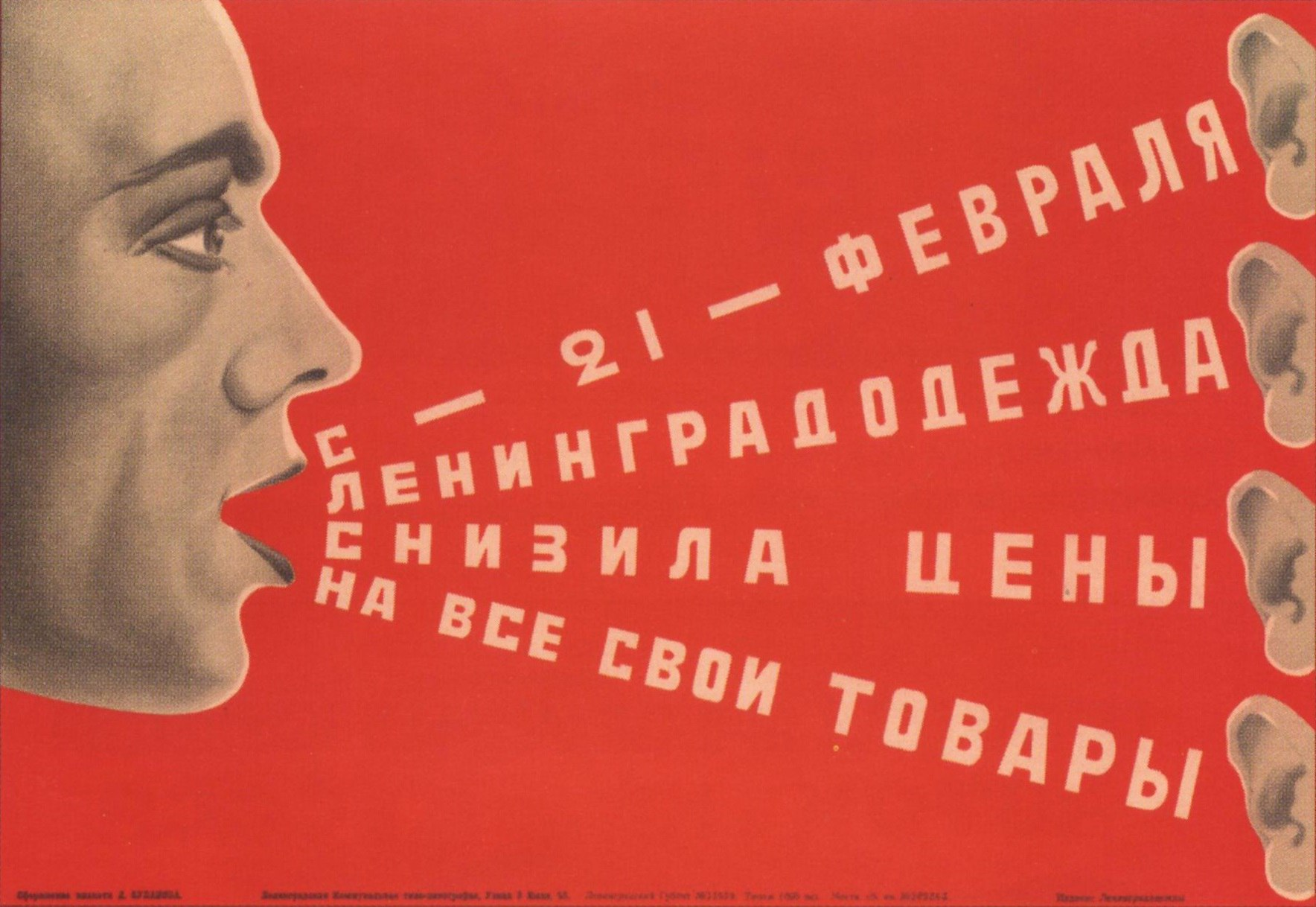
Дмитрий Буланов, 1927
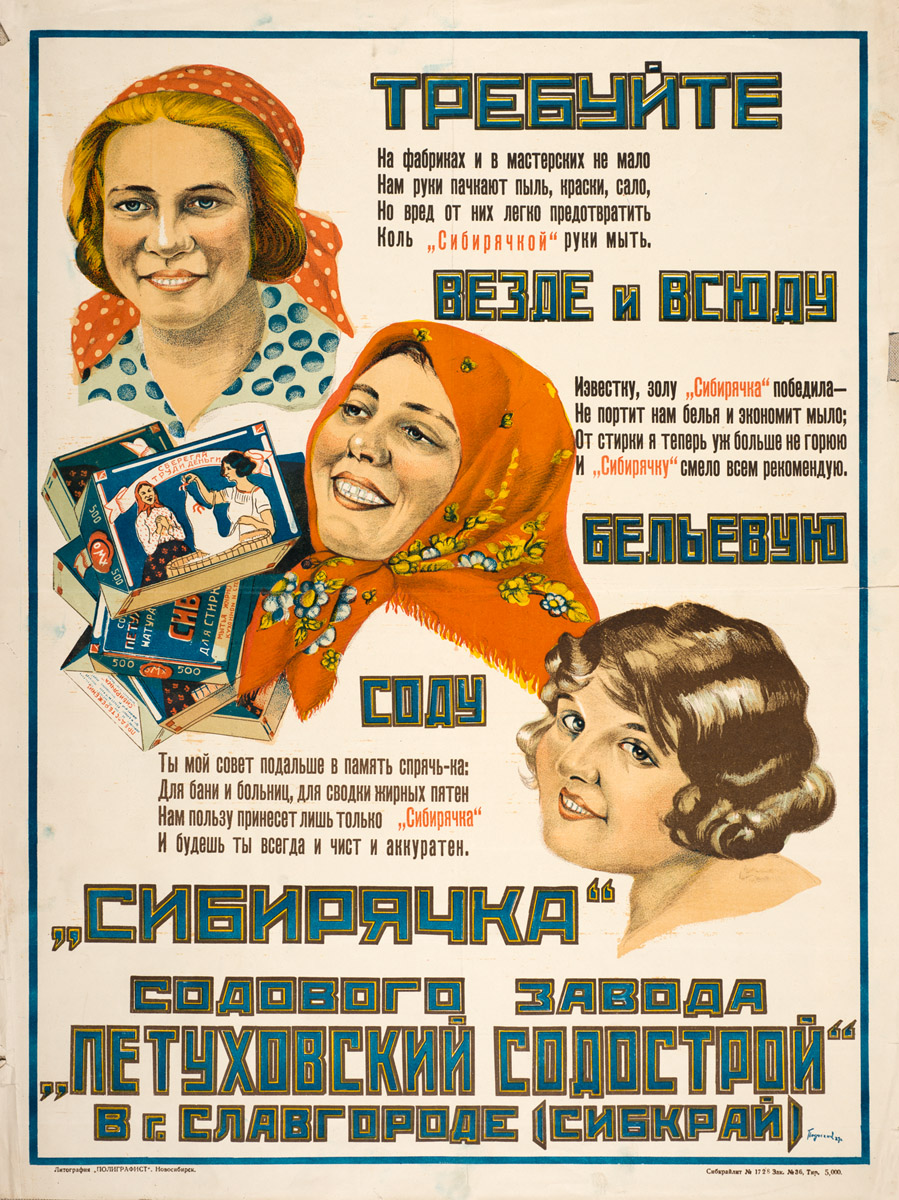
Неизвестный художник, 1927
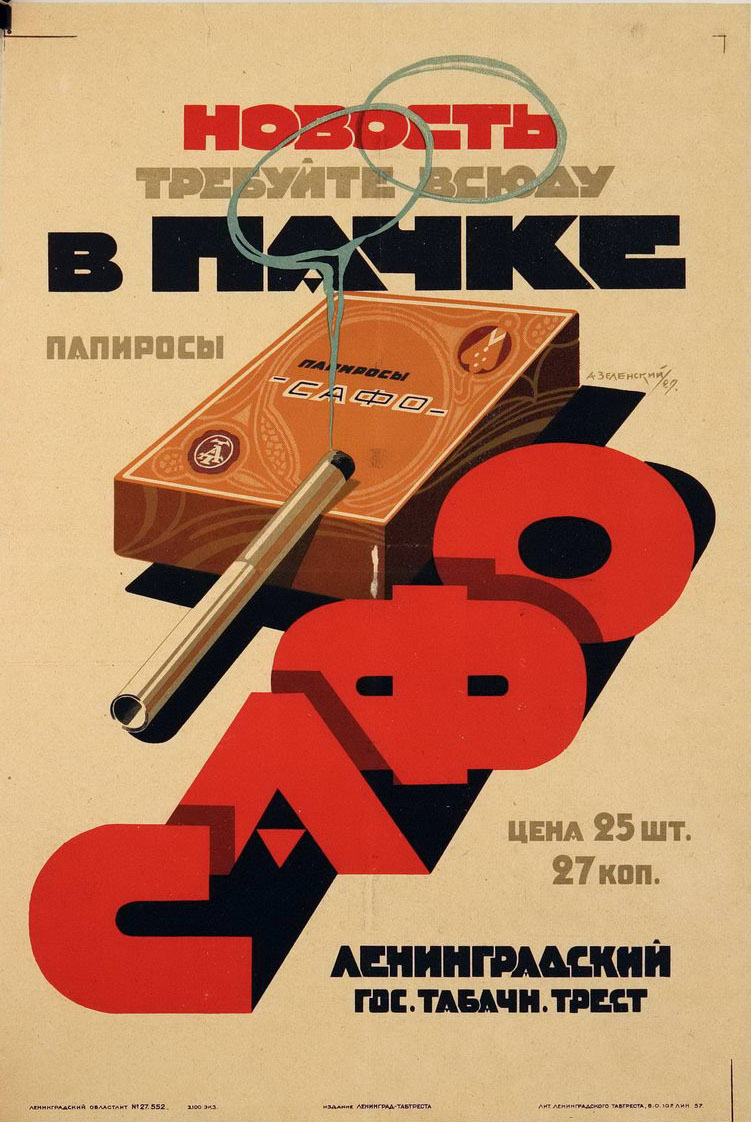
Александр Зеленский, 1927
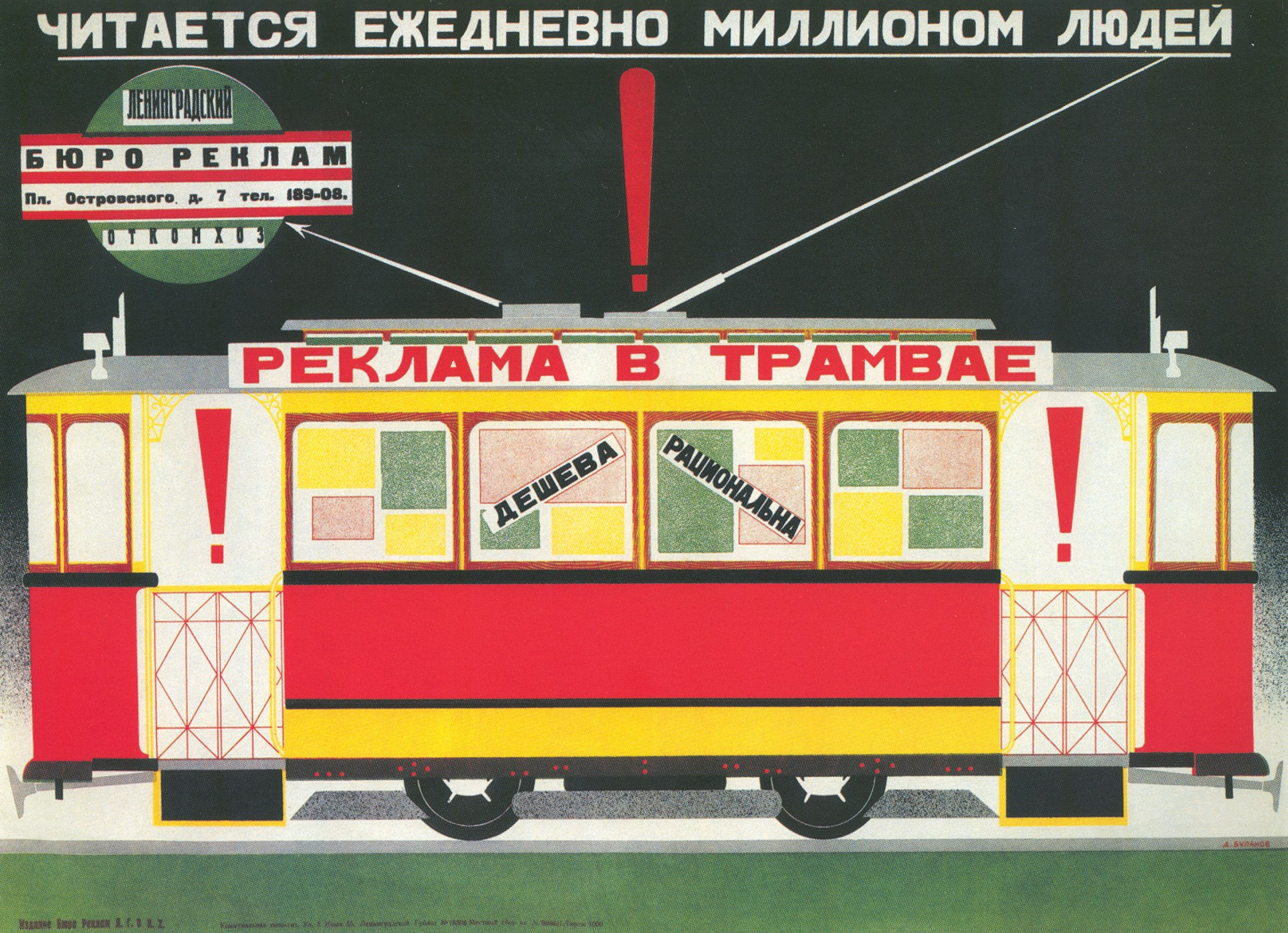
Дмитрий Буланов, 1927
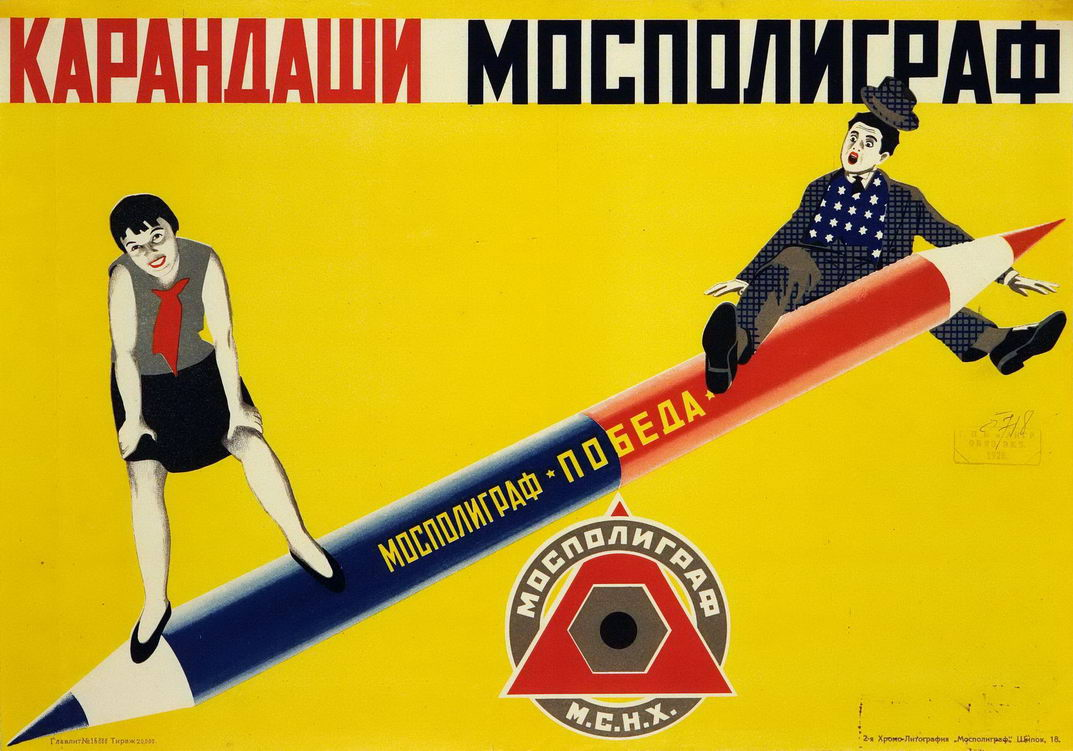
Неизвестный художник, 1928
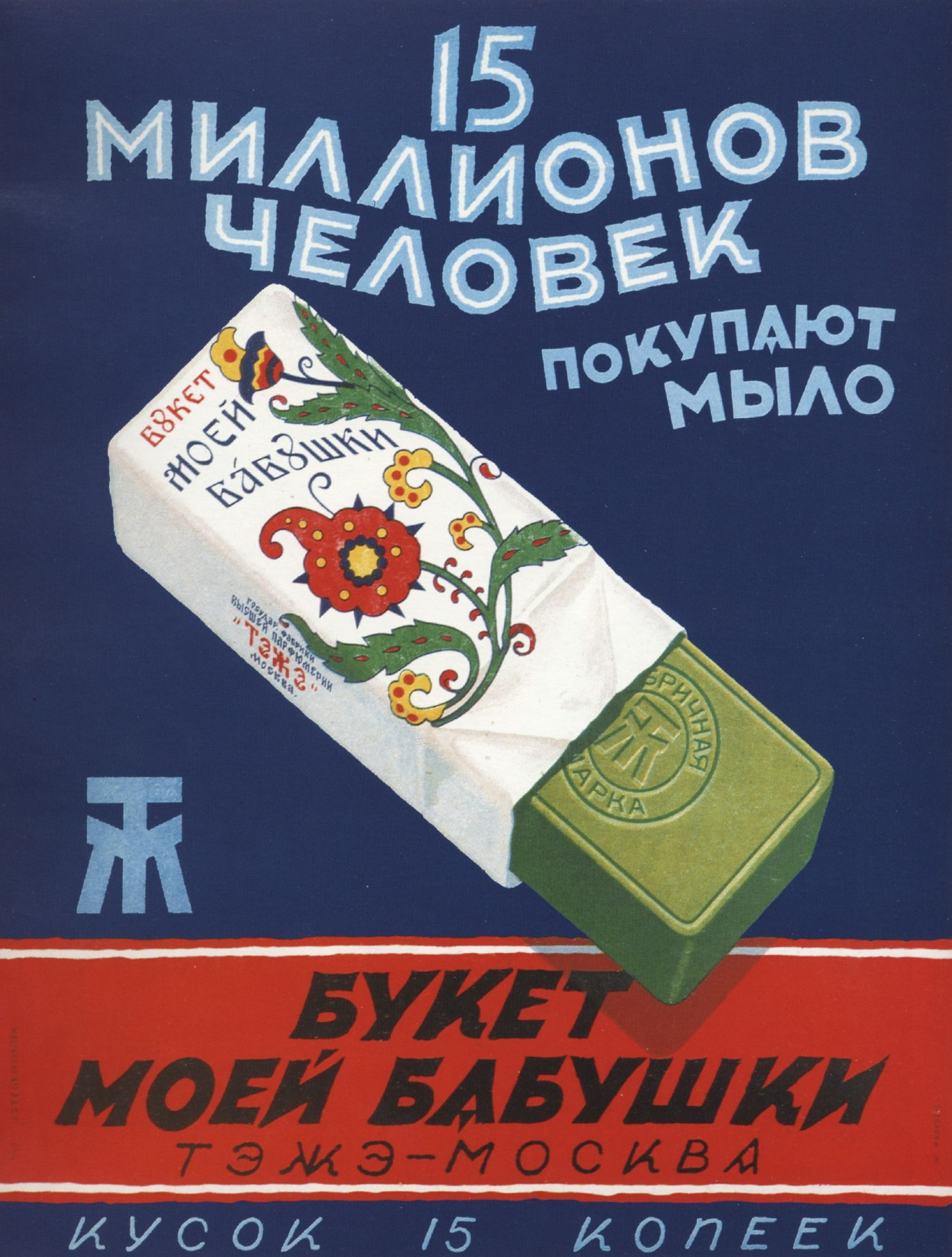
Неизвестный художник, 1928
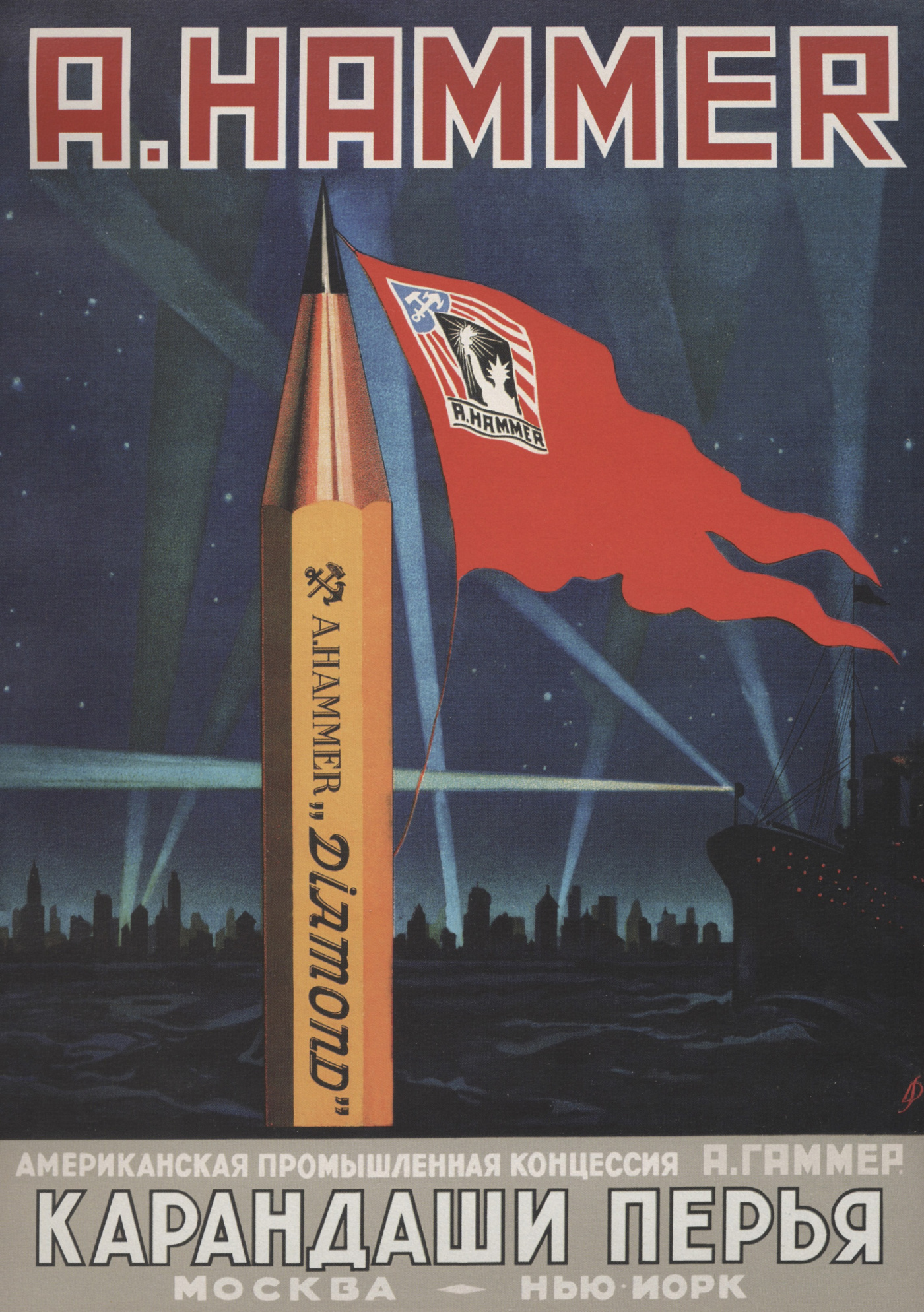
Неизвестный художник, 1928
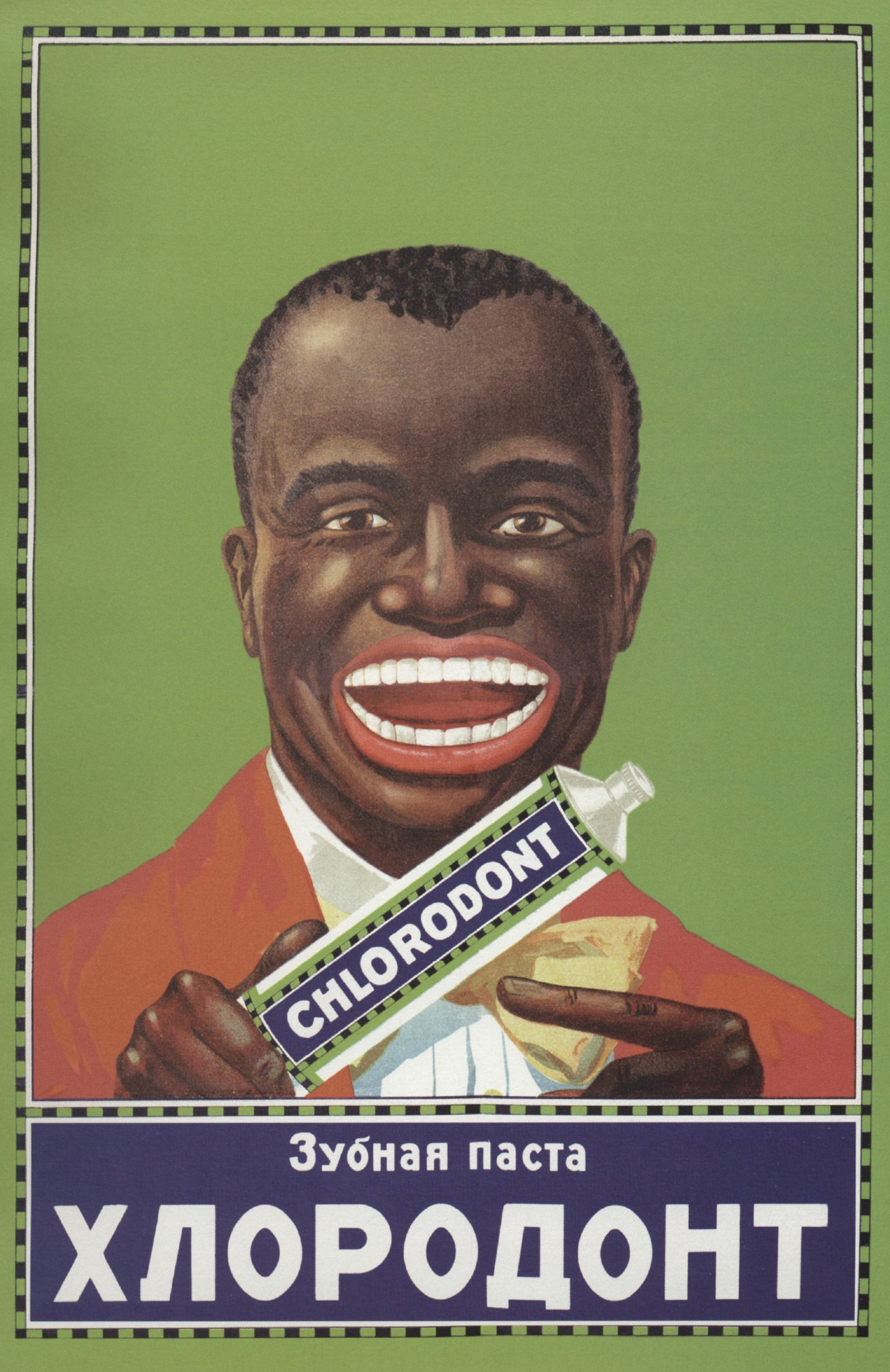
Неизвестный художник, 1929. Реклама зубной пасты Хлородонт
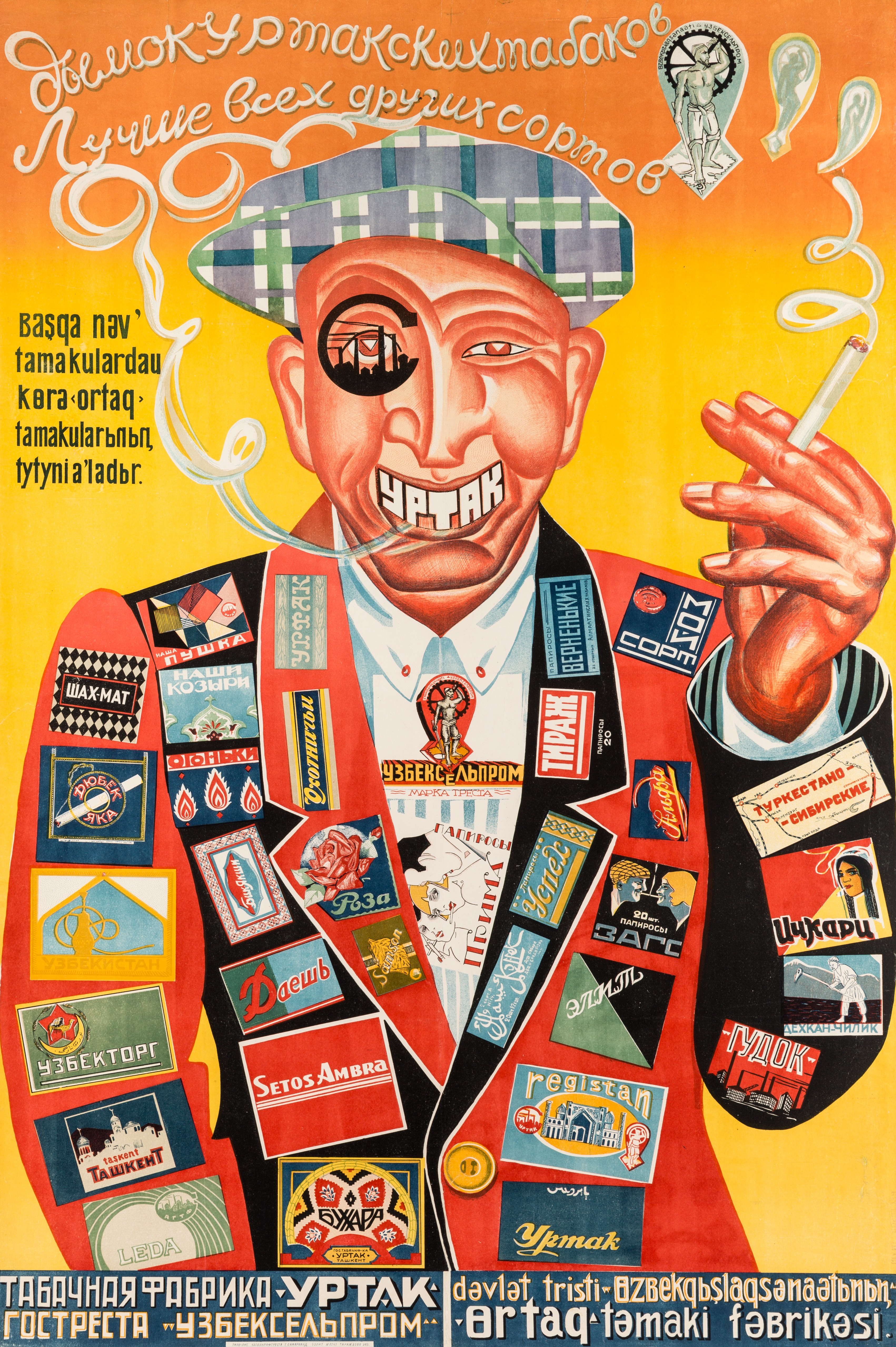
Неизвестный художник, 1929
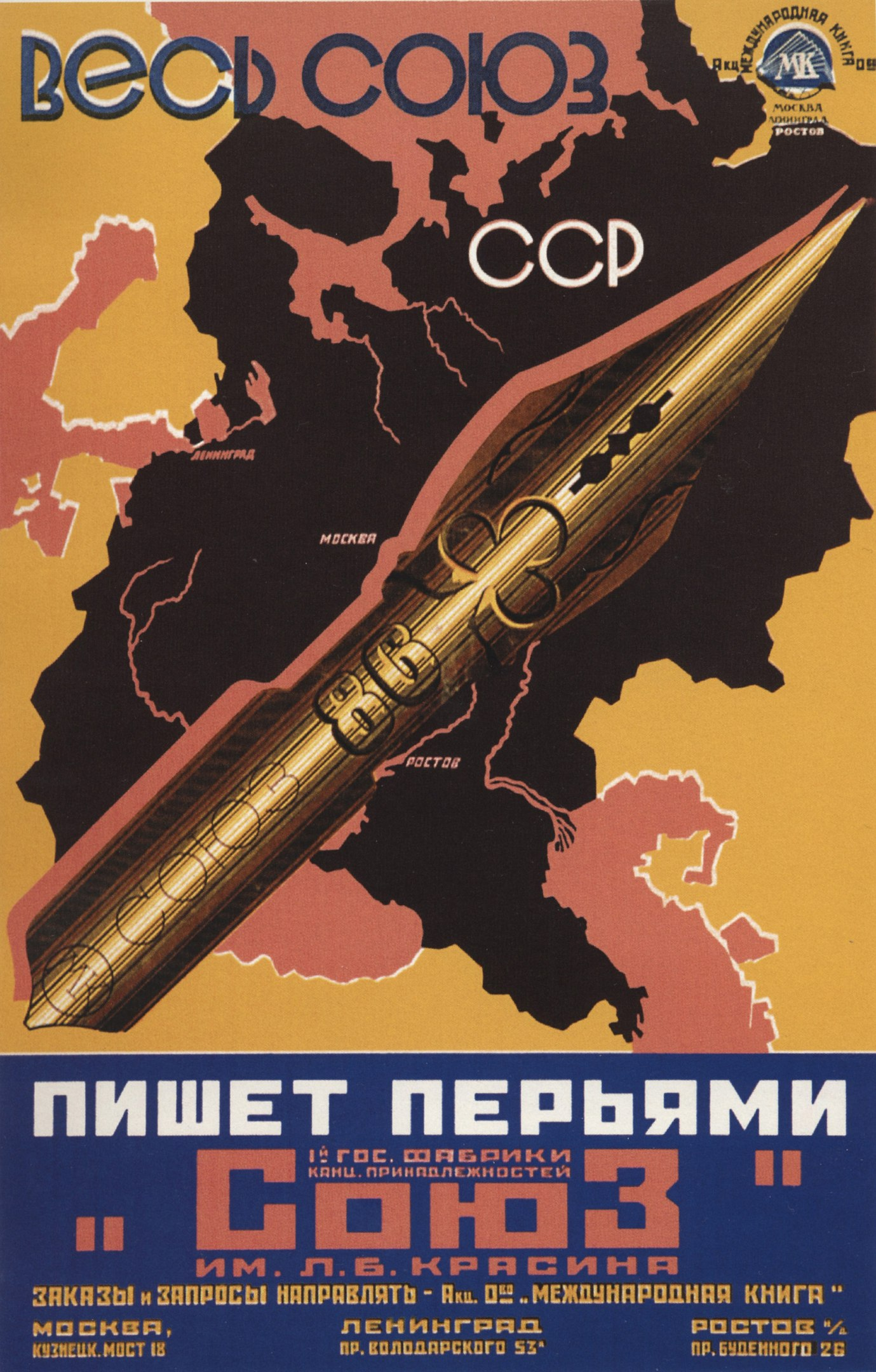
Неизвестный художник, 1929
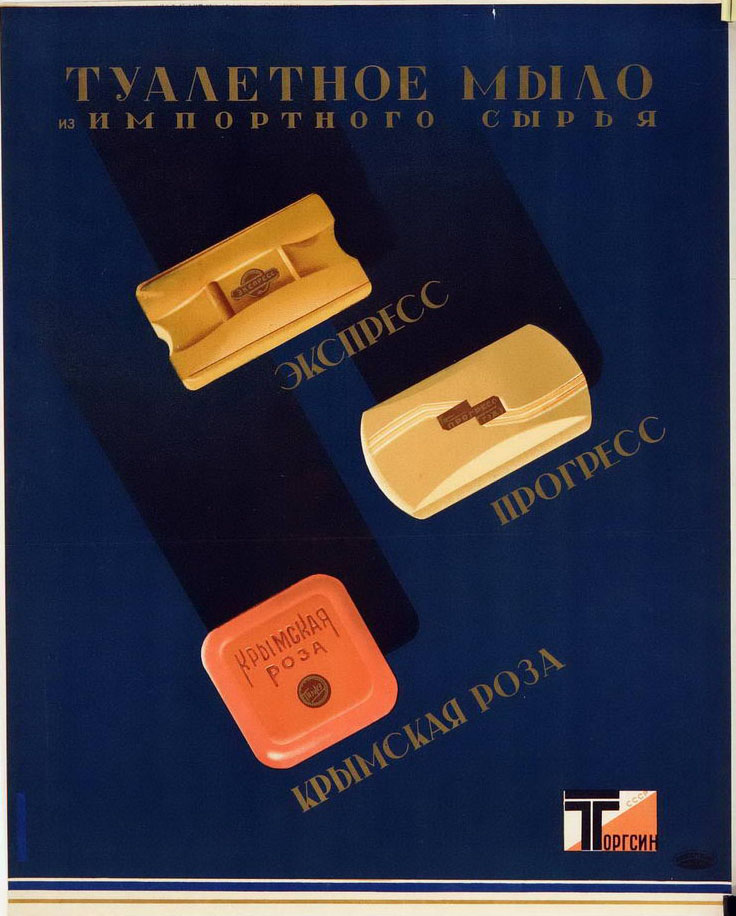
Неизвестный художник, 1936
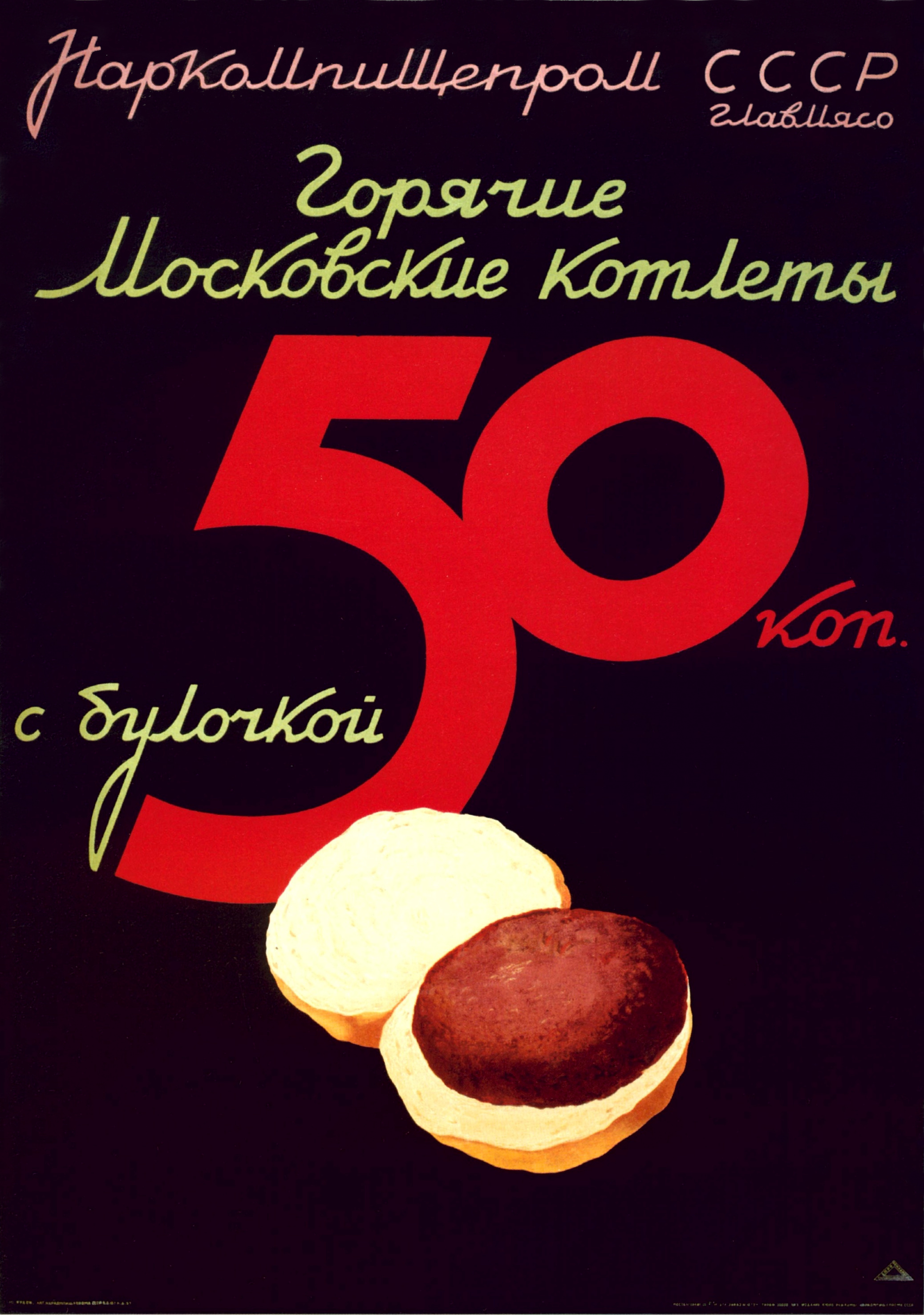
Неизвестный художник, 1937
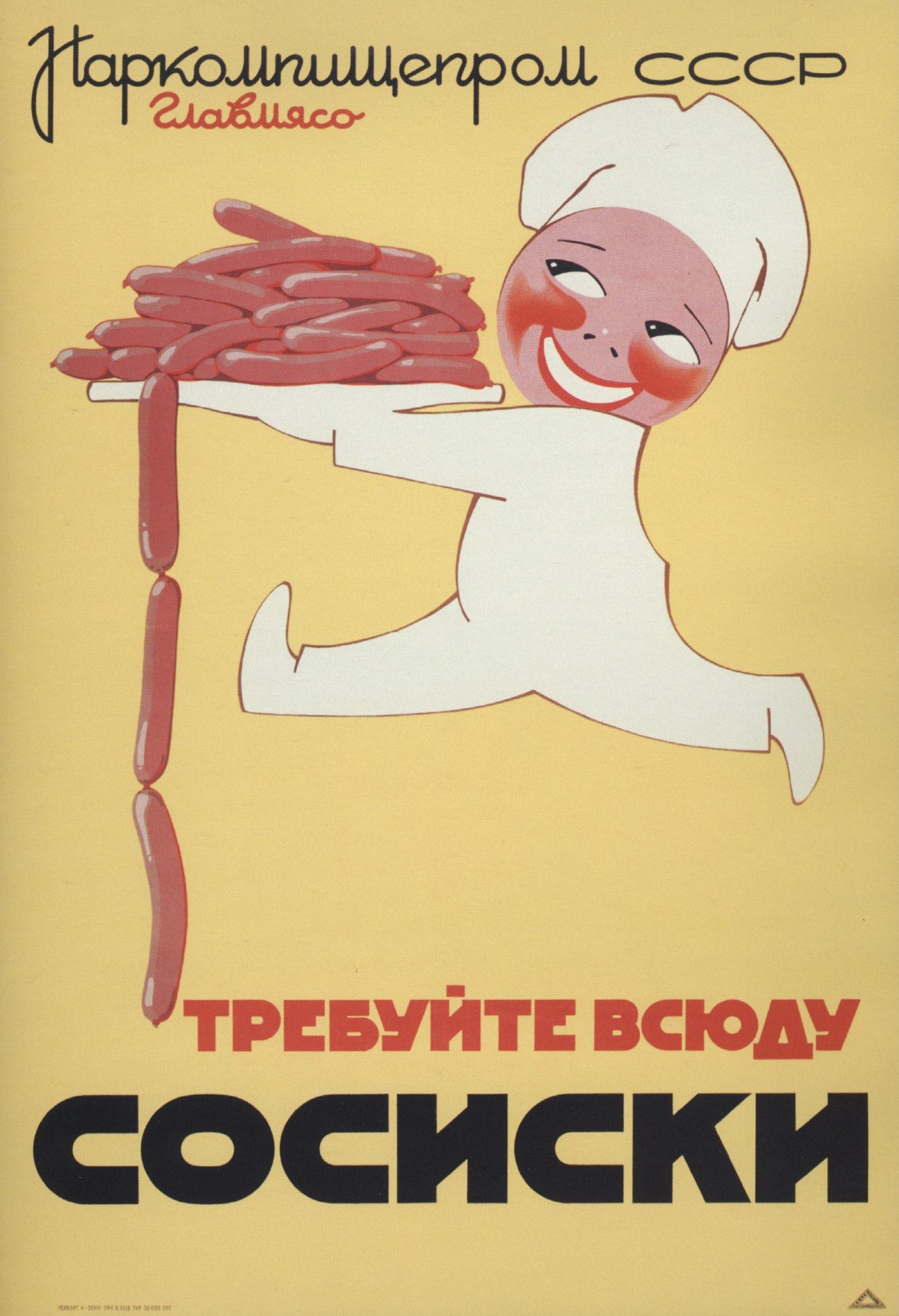
Неизвестный художник, 1937
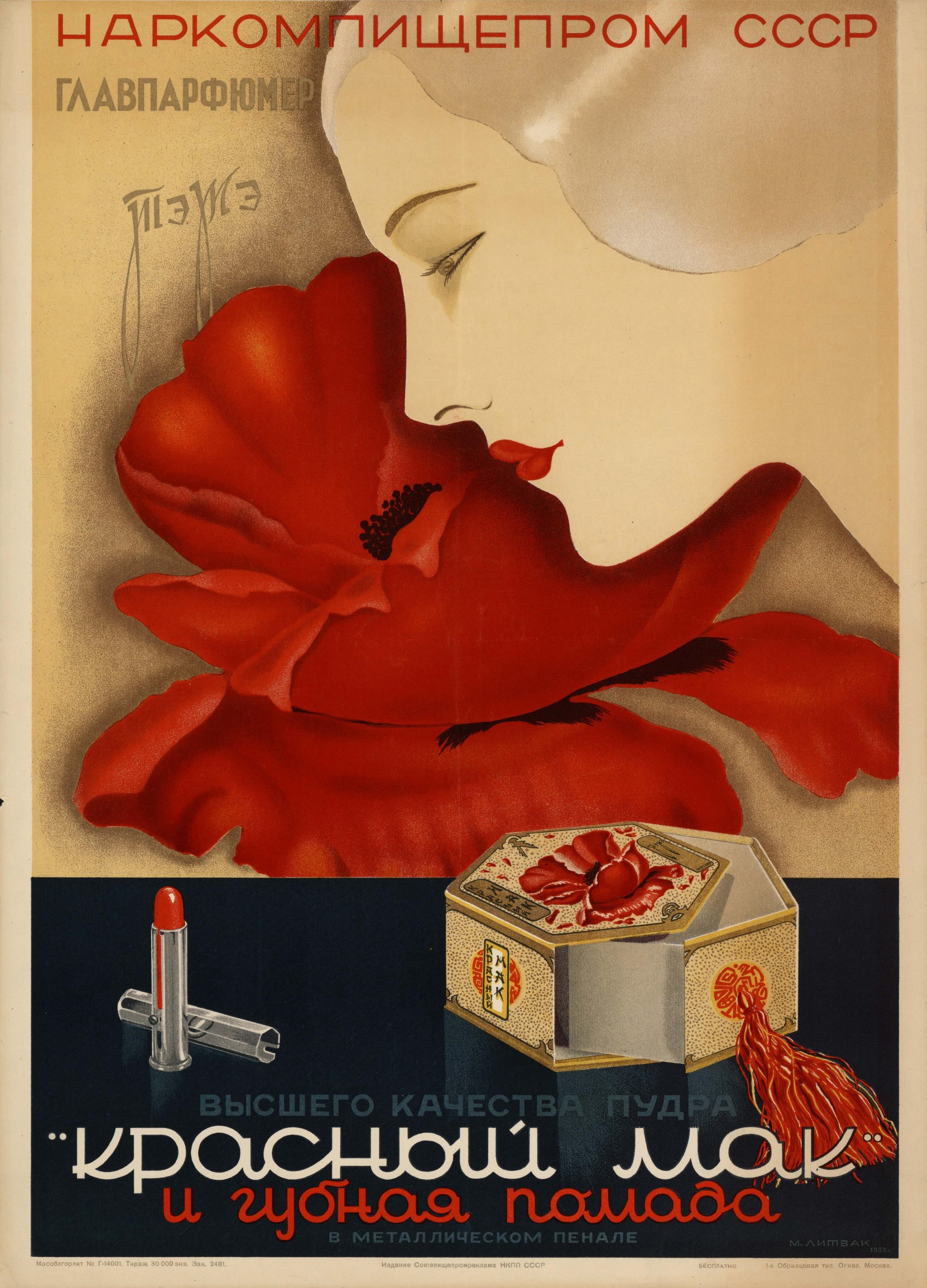
Максим Литвак, 1938
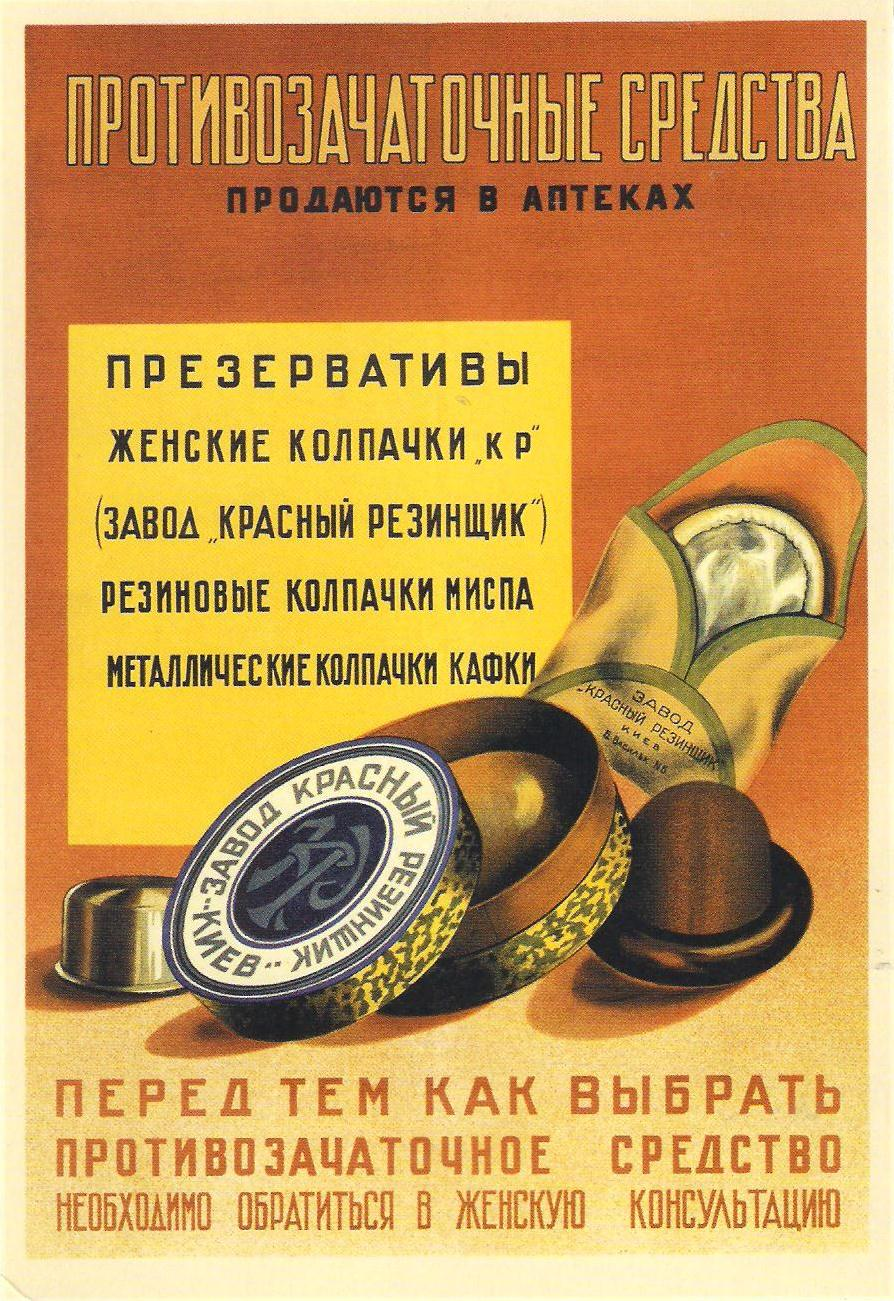
Неизвестный художник, 1938
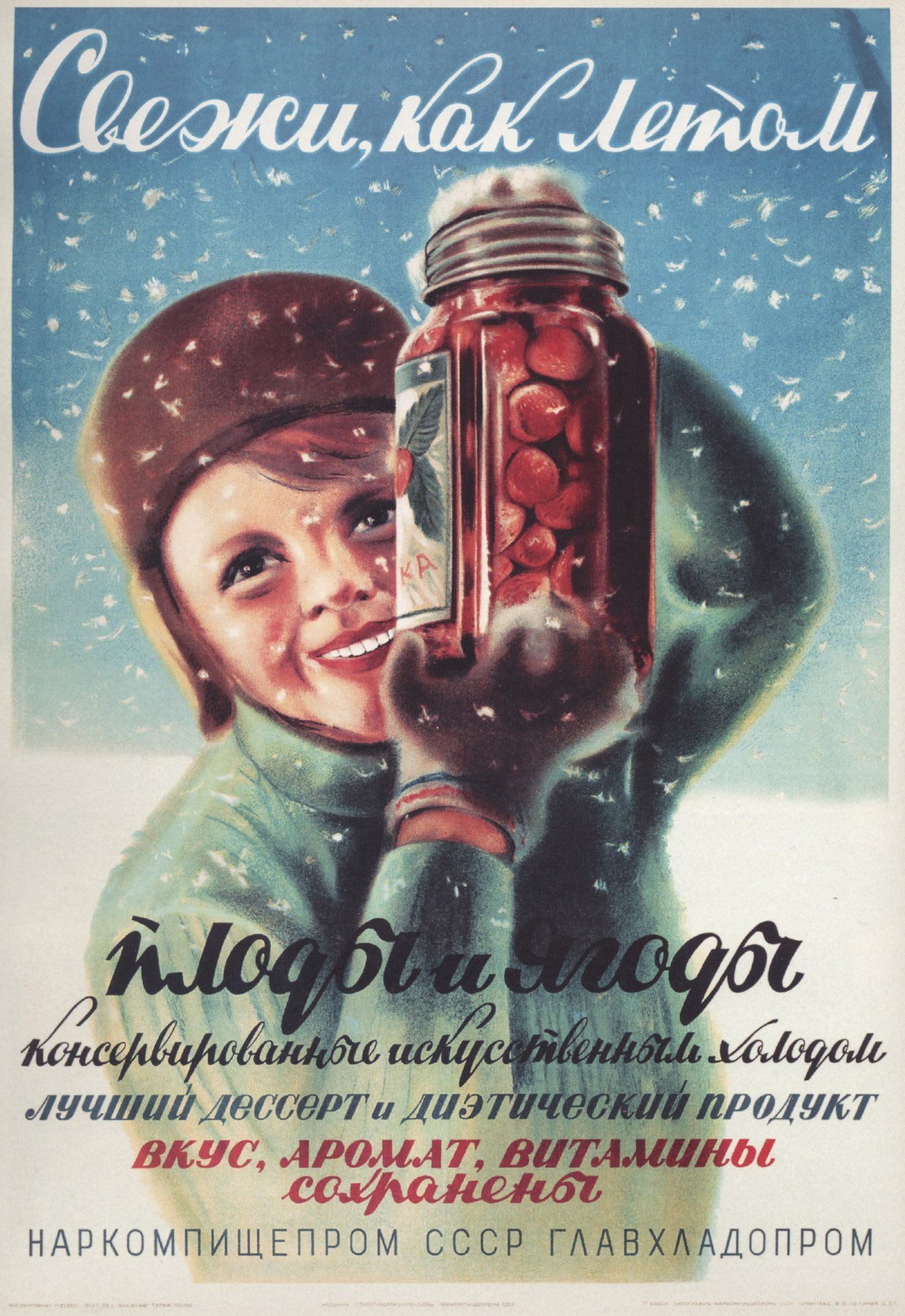
Неизвестный художник, 1938
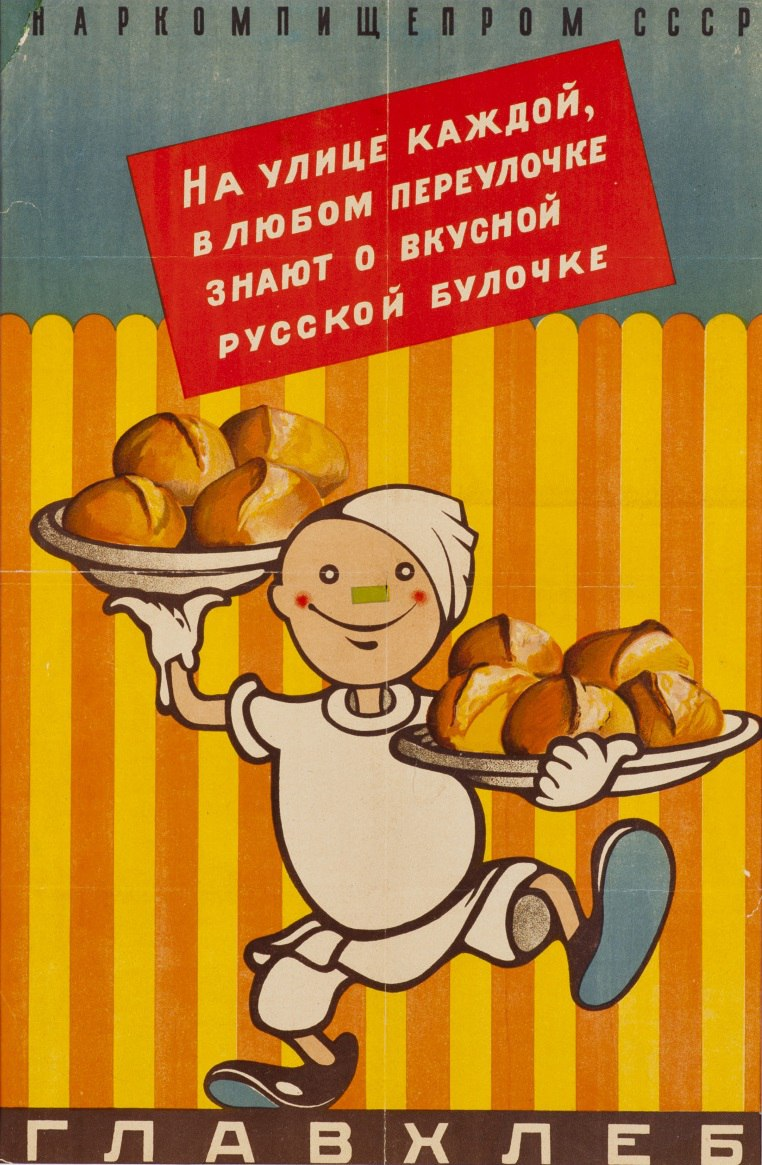
Неизвестный художник, 1930-е
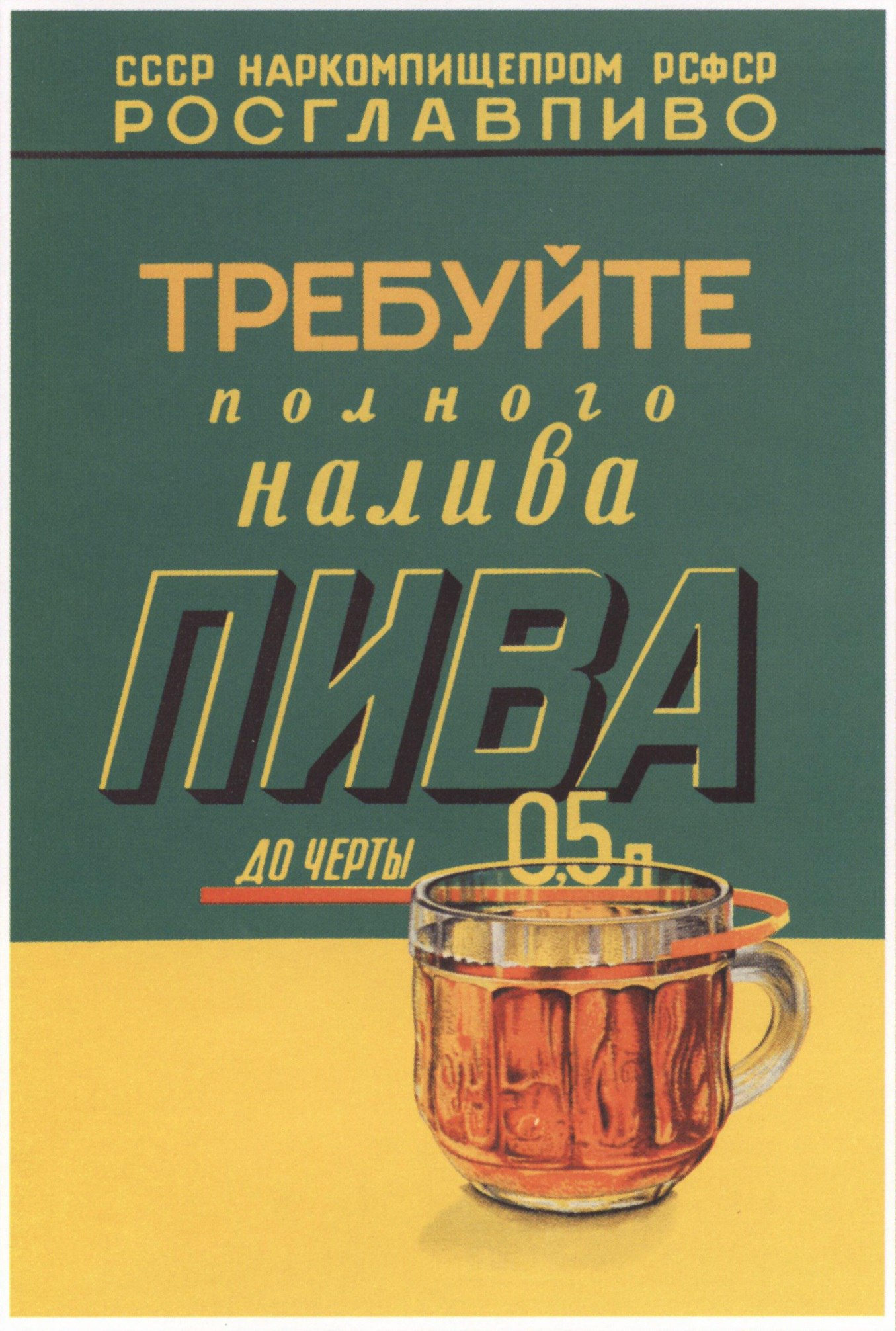
Неизвестный художник, 1940

Издательская реклама также находила своё применение в советской плакатной графике. С помощью плакатов рекламировались газеты, журналы, брошюры, книги, подписные издания, продукция определённых издательств.
Ещё одна разновидность рекламного плаката, распространённого в СССР — туристический. Туристические плакаты призывали развивать туризм, путешествовать по стране, рекламировали определённые курорты, санатории, профилактории, базы отдыха. Помимо этого по заказу «Интуриста» «Внешторгиздат» выпускал плакаты на иностранных языках с призывами посетить СССР и его конкретные регионы и города.

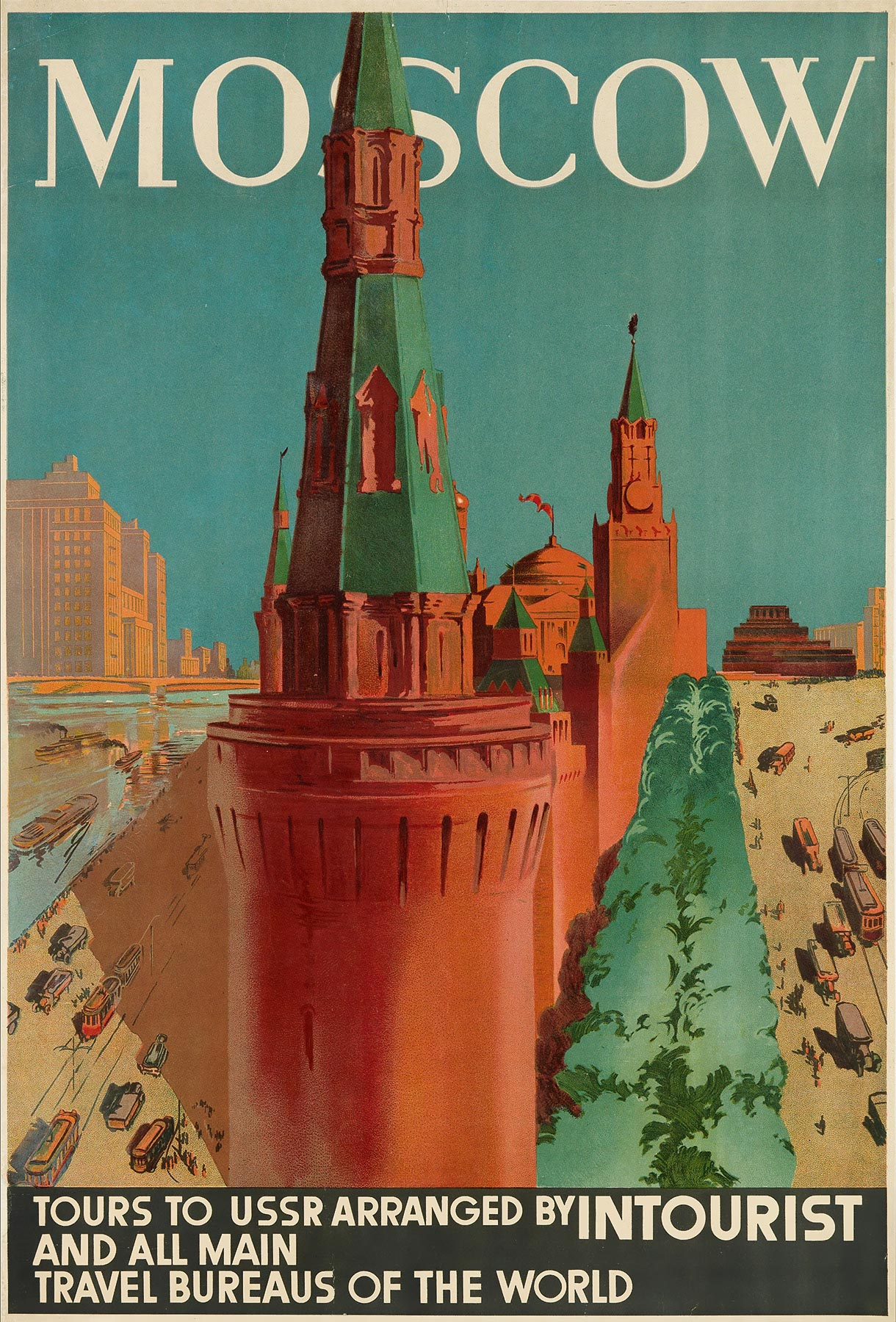
Неизвестный художник, 1930
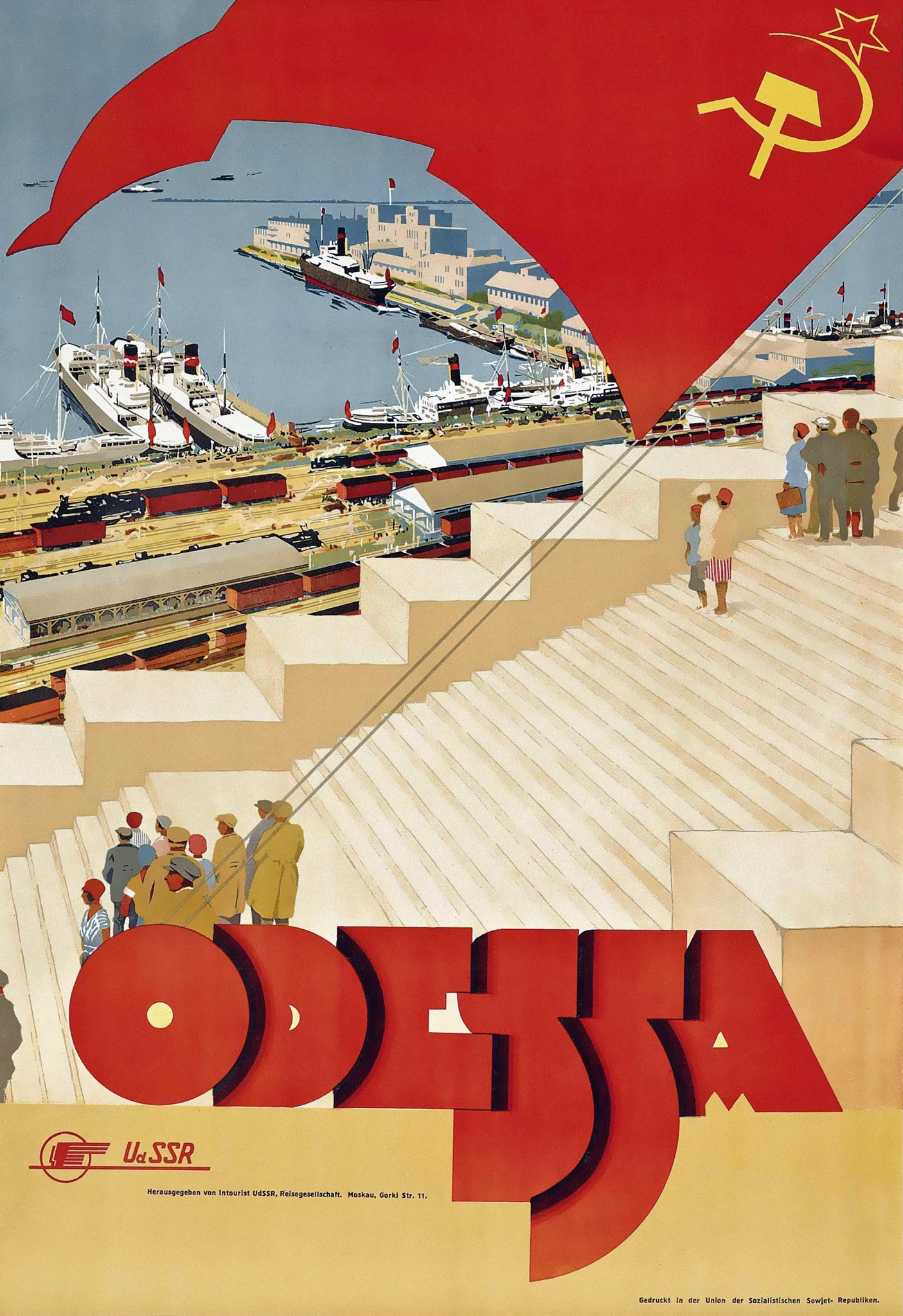
Неизвестный художник, 1930
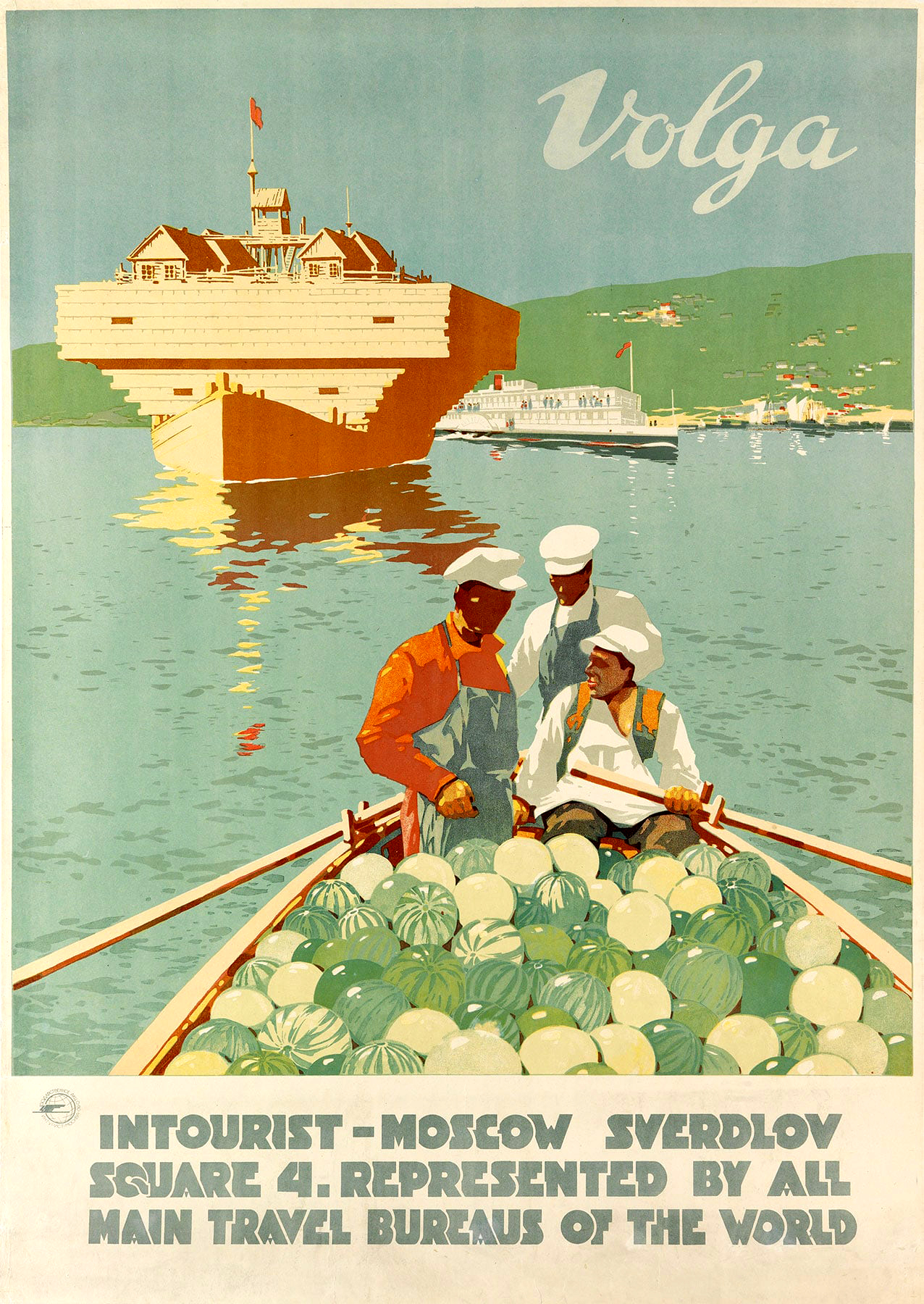
Неизвестный художник, 1931
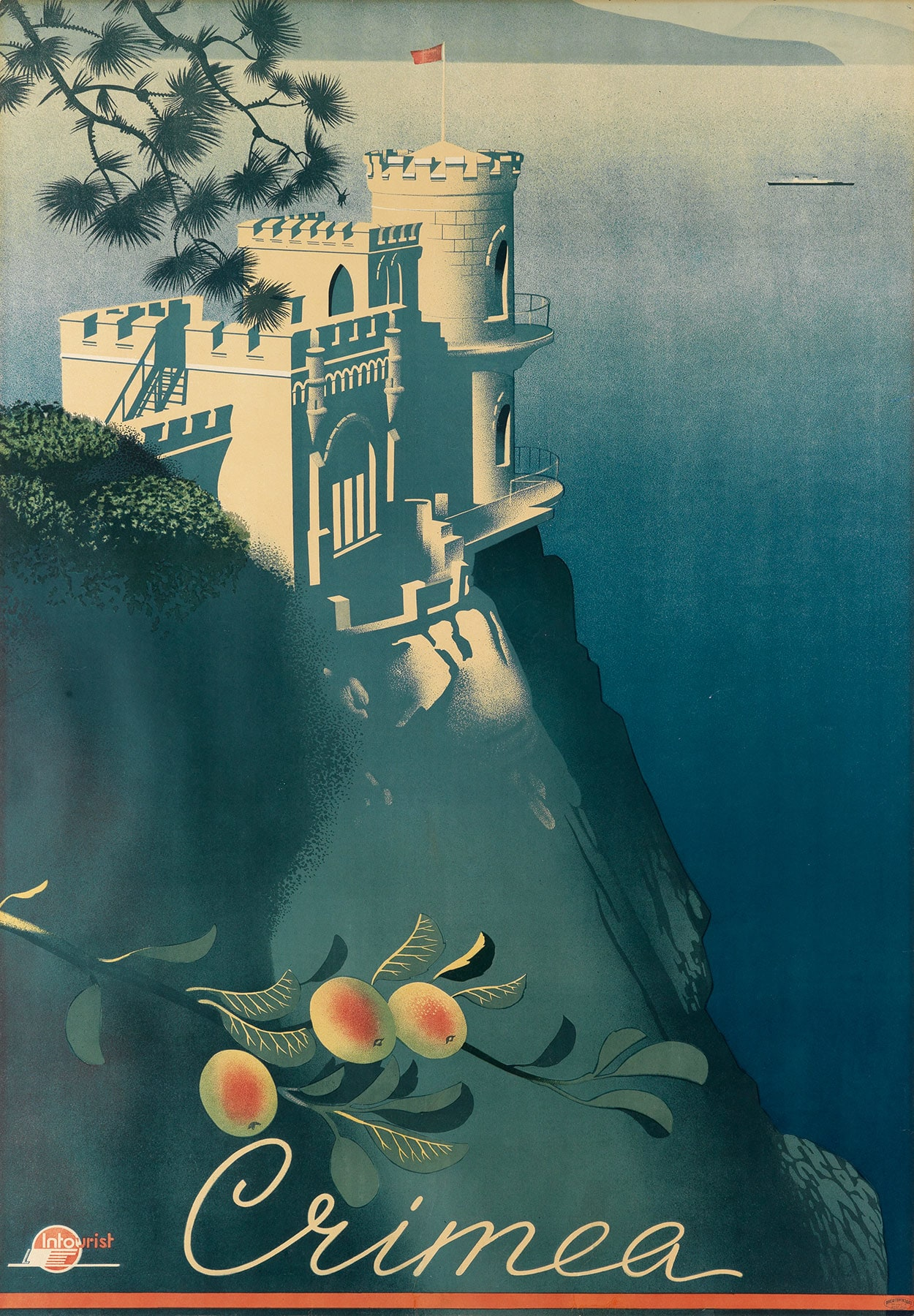
Неизвестный художник, 1935
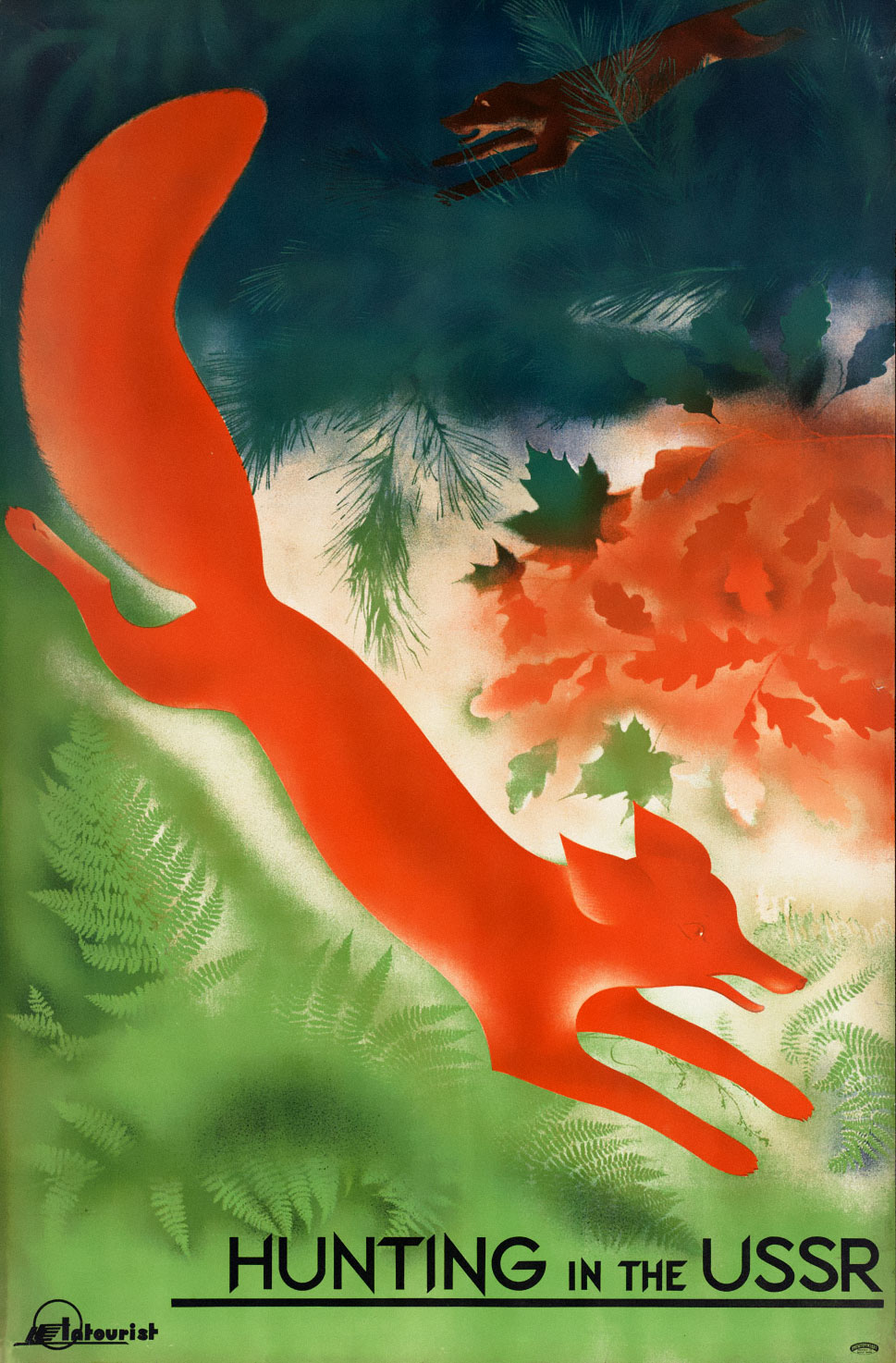
Неизвестный художник, 1935
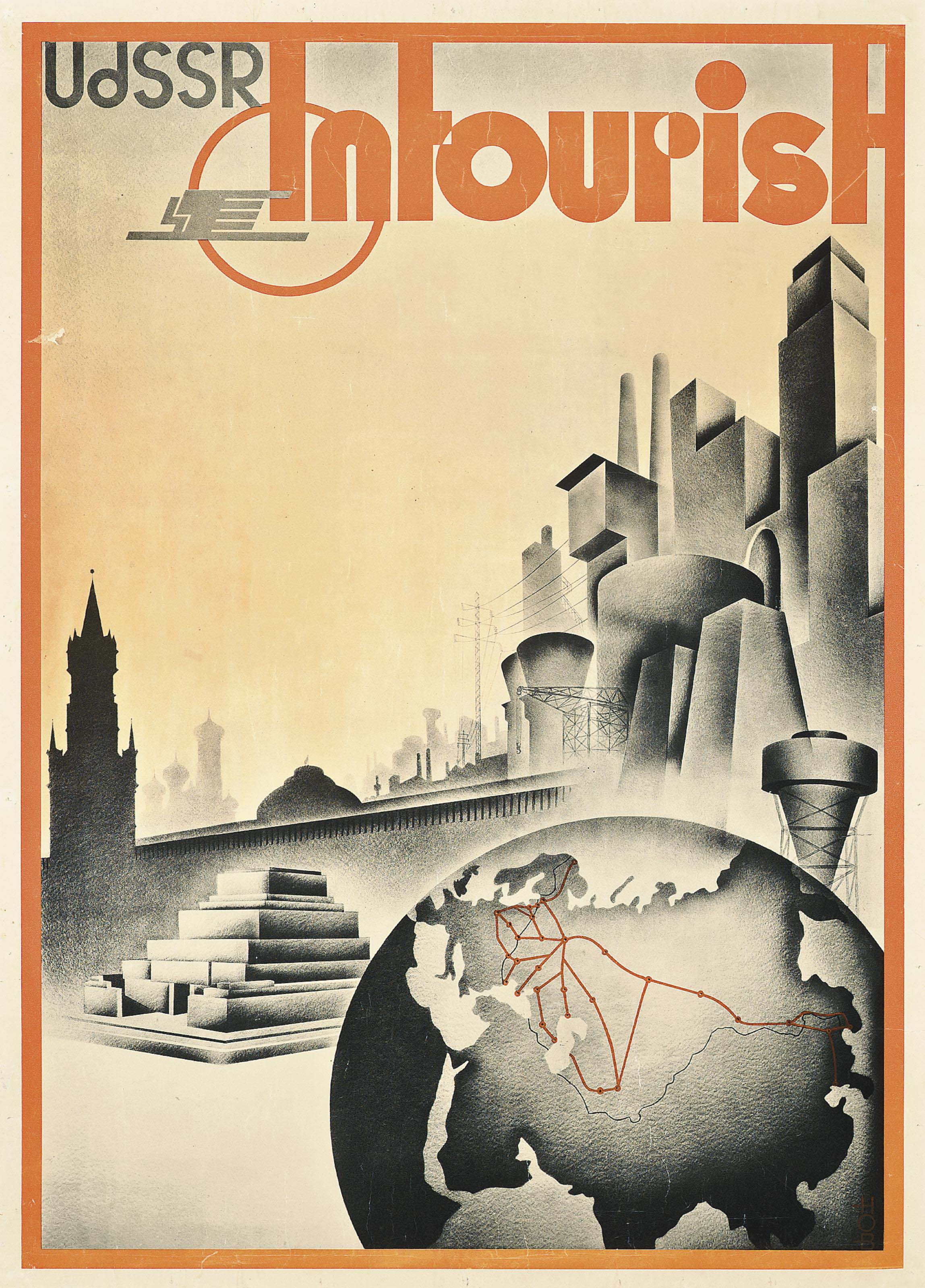
Неизвестный художник, 1935
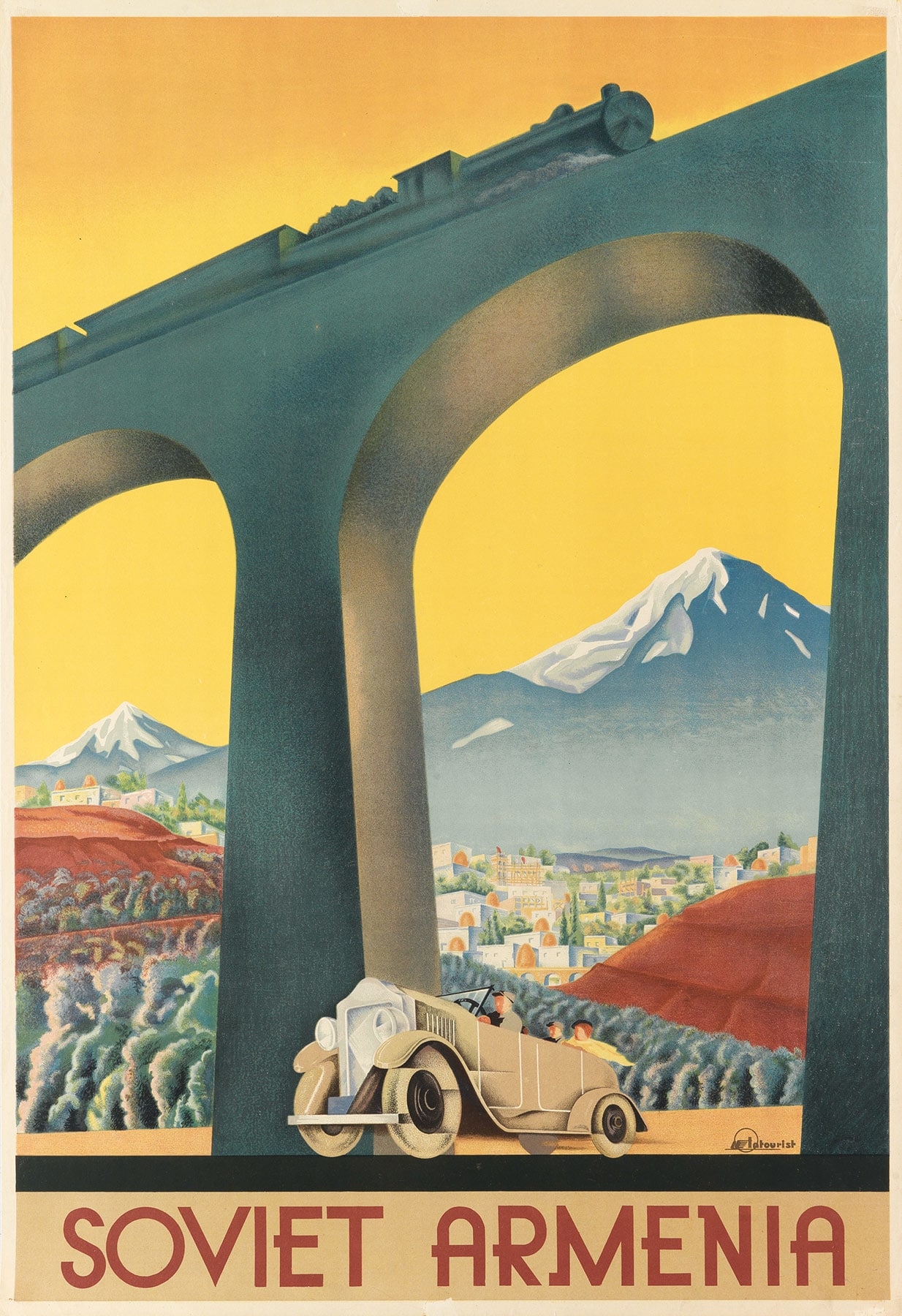
Сергей Игумнов, 1935
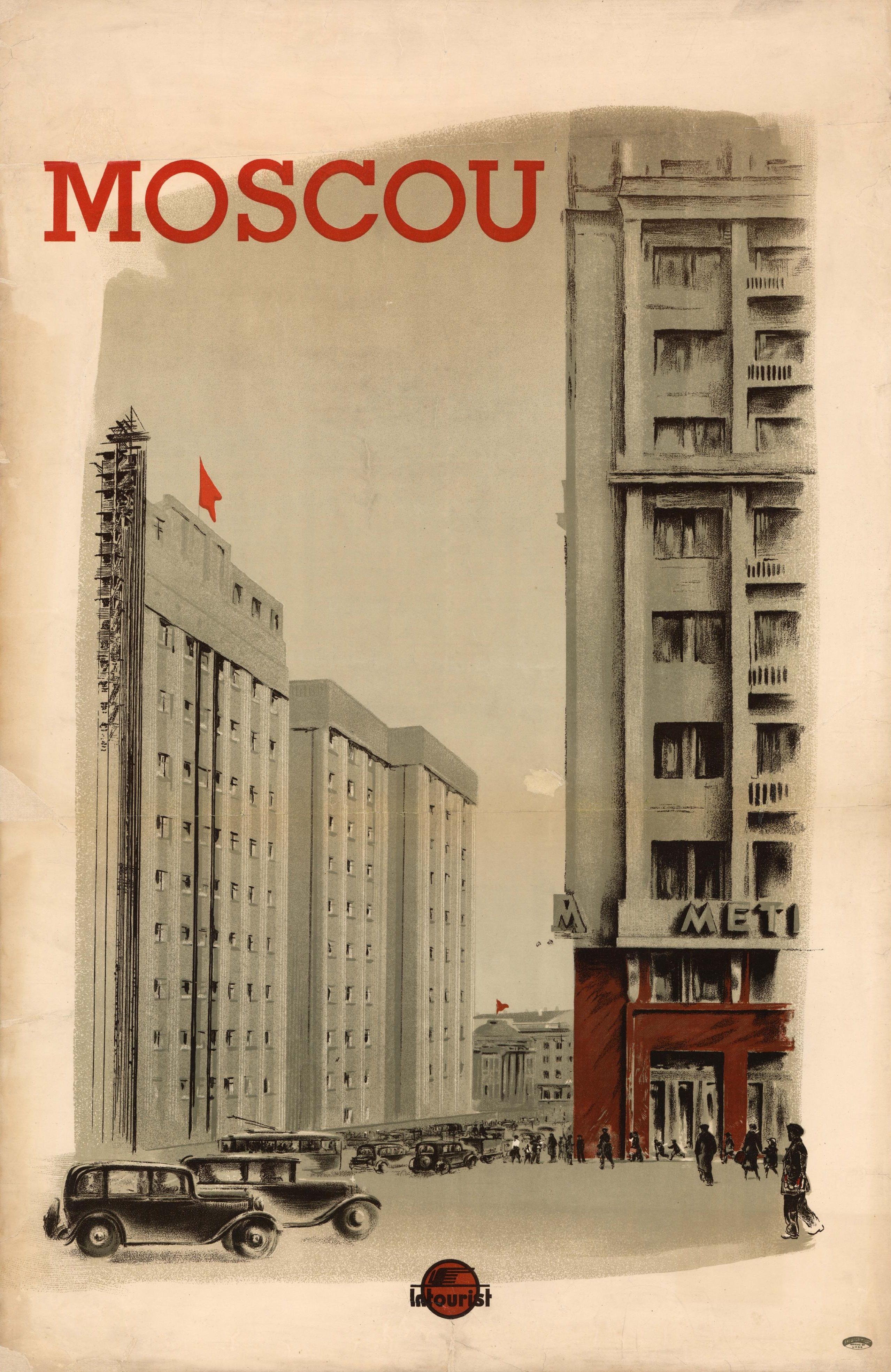
Неизвестный художник, 1936
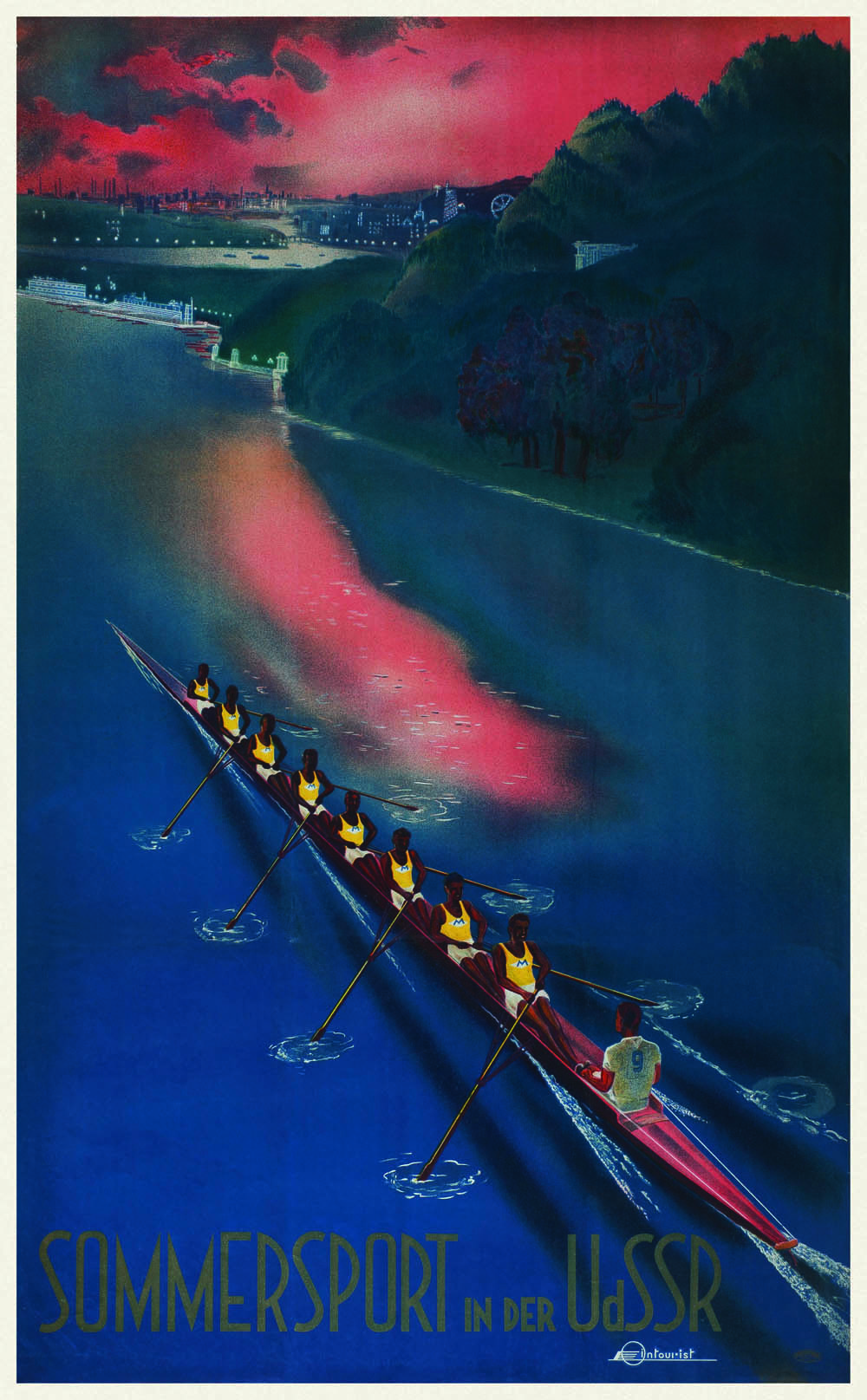
Неизвестный художник, 1930-е
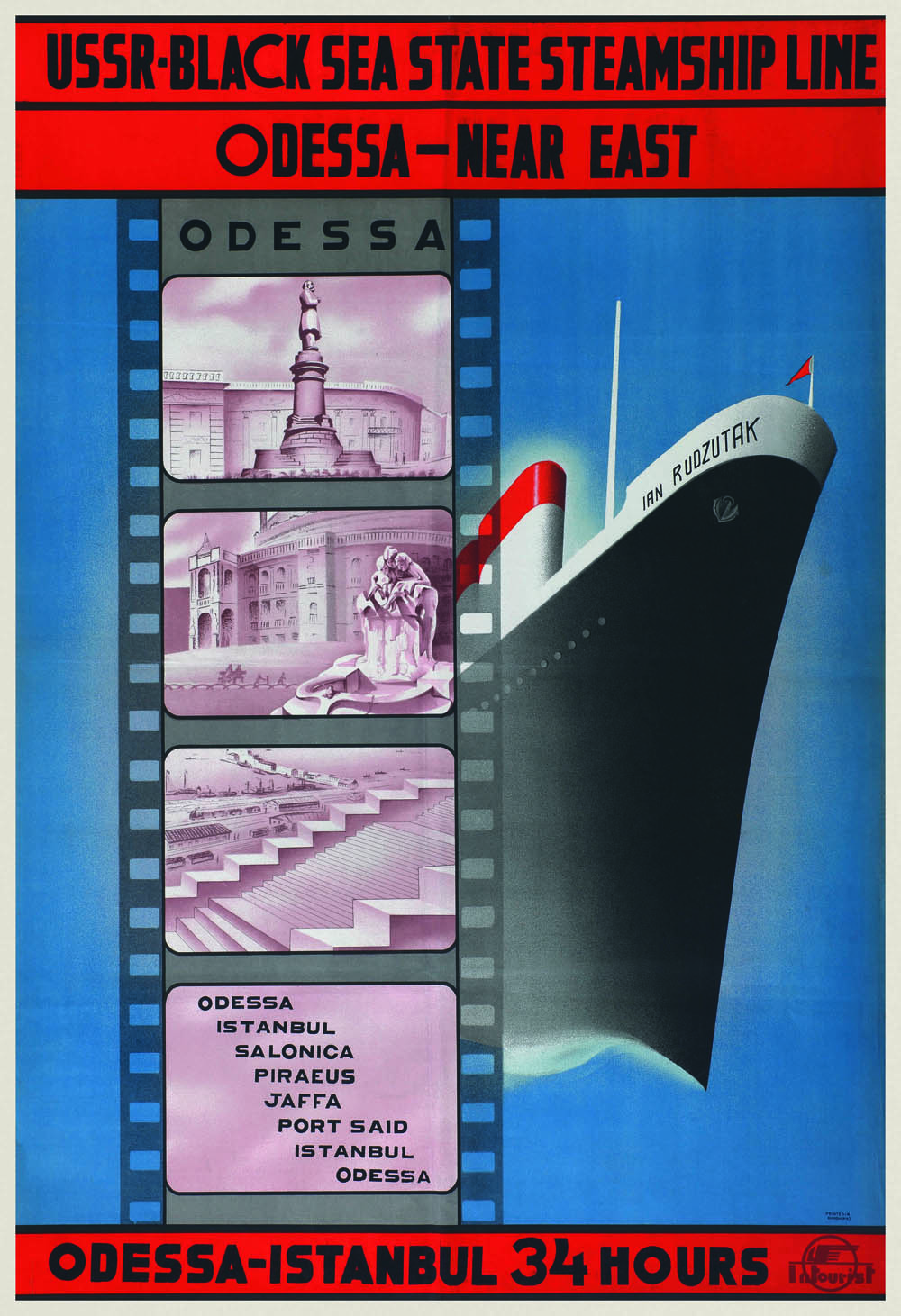
Неизвестный художник, 1930-е
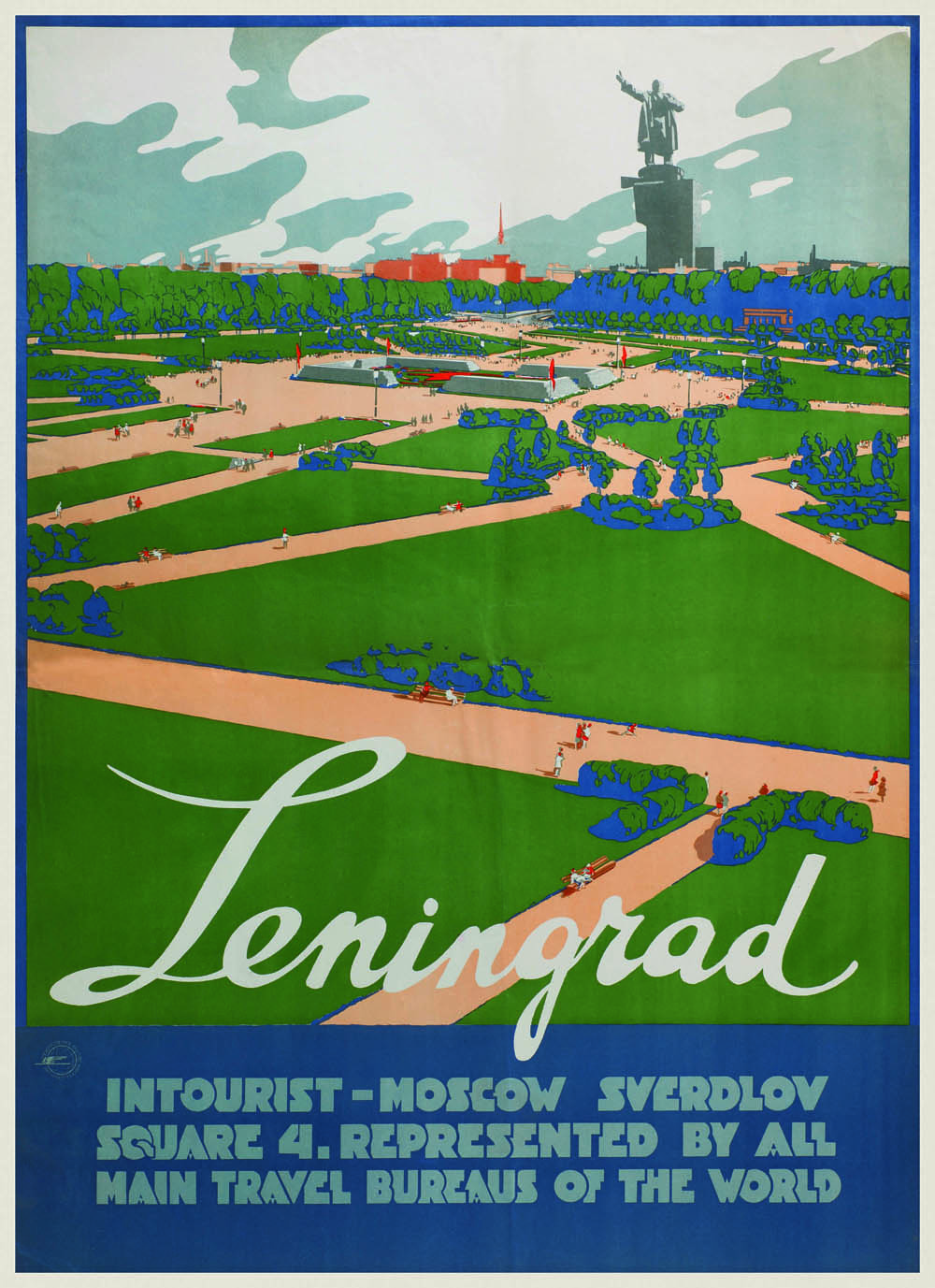
Неизвестный художник, 1930-е

Особое место в ряду советских рекламных плакатов занимают зрелищно-рекламные плакаты, рекламирующие культурно-развлекательные мероприятия: театральные спектакли, кино (фильмы и кинофестивали), цирковые представления, оперы, балет, оперетты, концерты, гастроли, фестивали, смотры художественной самодеятельности, выставки и другие развлекательные зрелища. Самыми массовыми по тиражам и охвату рекламируемой зрелищной продукции были плакаты к фильмам, то есть киноплакаты. С начала 1920-х годов при киностудиях, а затем в специализированных издательствах по выпуску кинорекламы был налажен массовый выпуск киноплакатов. Часто к одному и тому же фильму разными художниками выполнялись несколько рекламных киноплакатов. Как и в случае с туристическим плакатом, помимо киноплакатов, предназначенных для советского кинозрителя, по заказу объединения «Совэкспортфильм» выпускались иноязычные киноплакаты для западных стран.

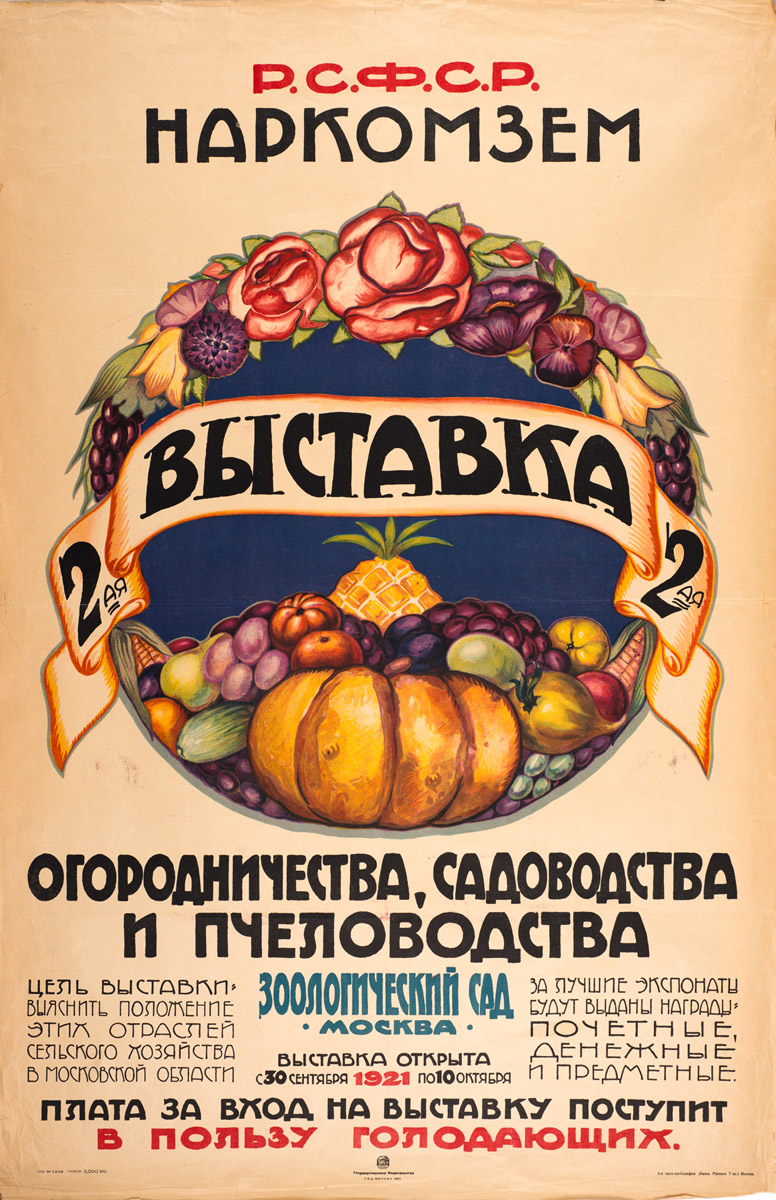
Неизвестный художник, 1921
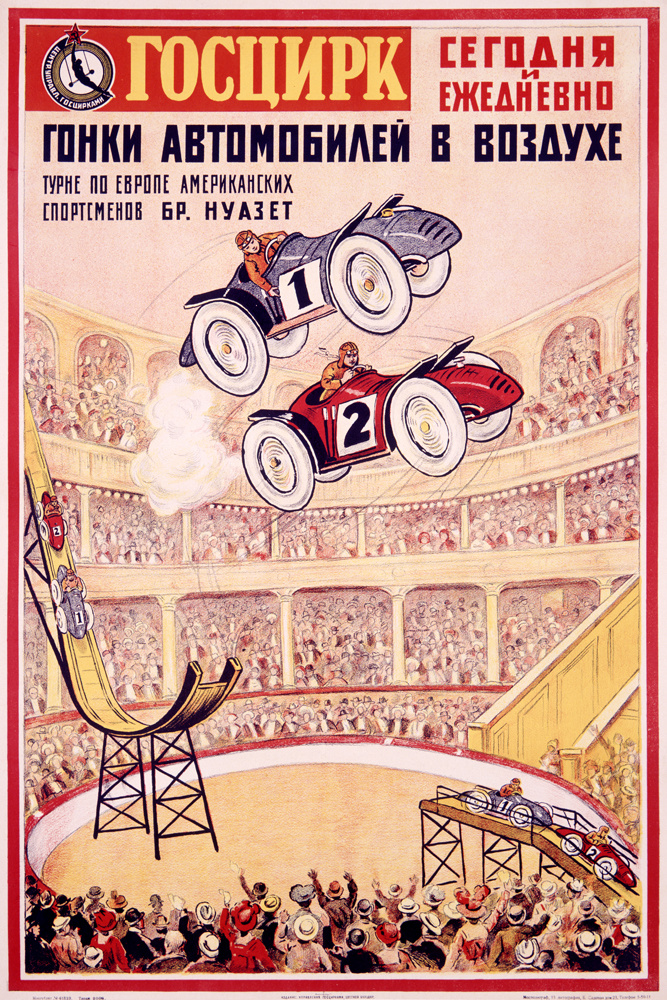
Неизвестный художник, 1920-е
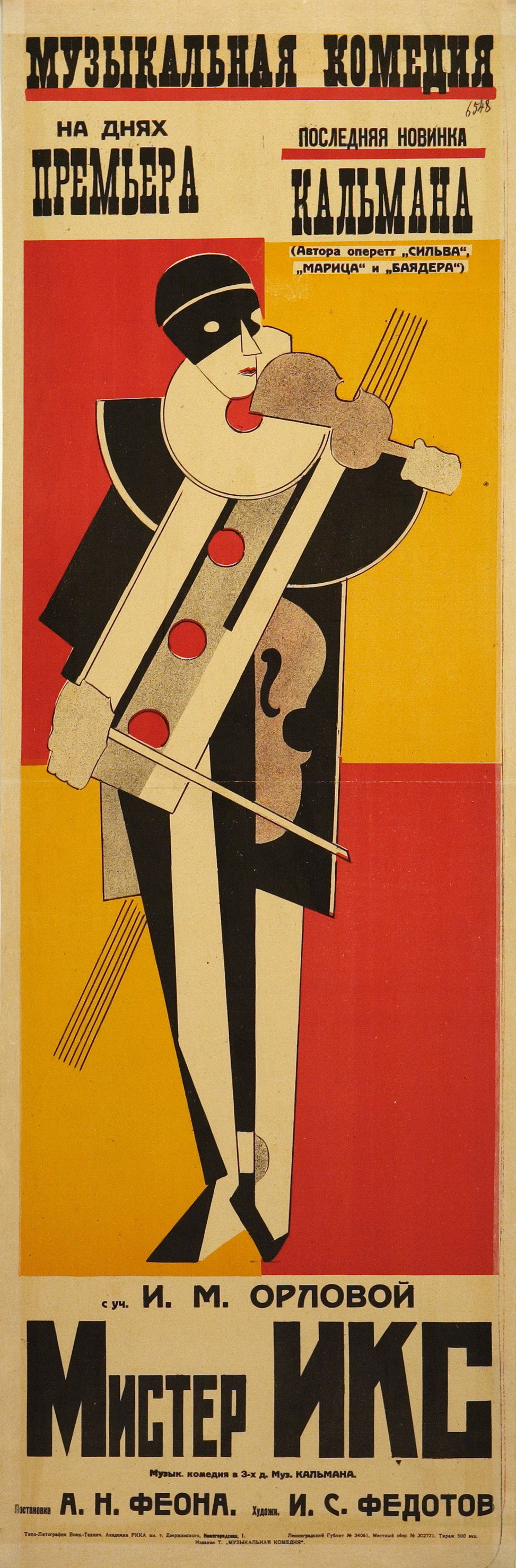
Неизвестный художник, 1920-е
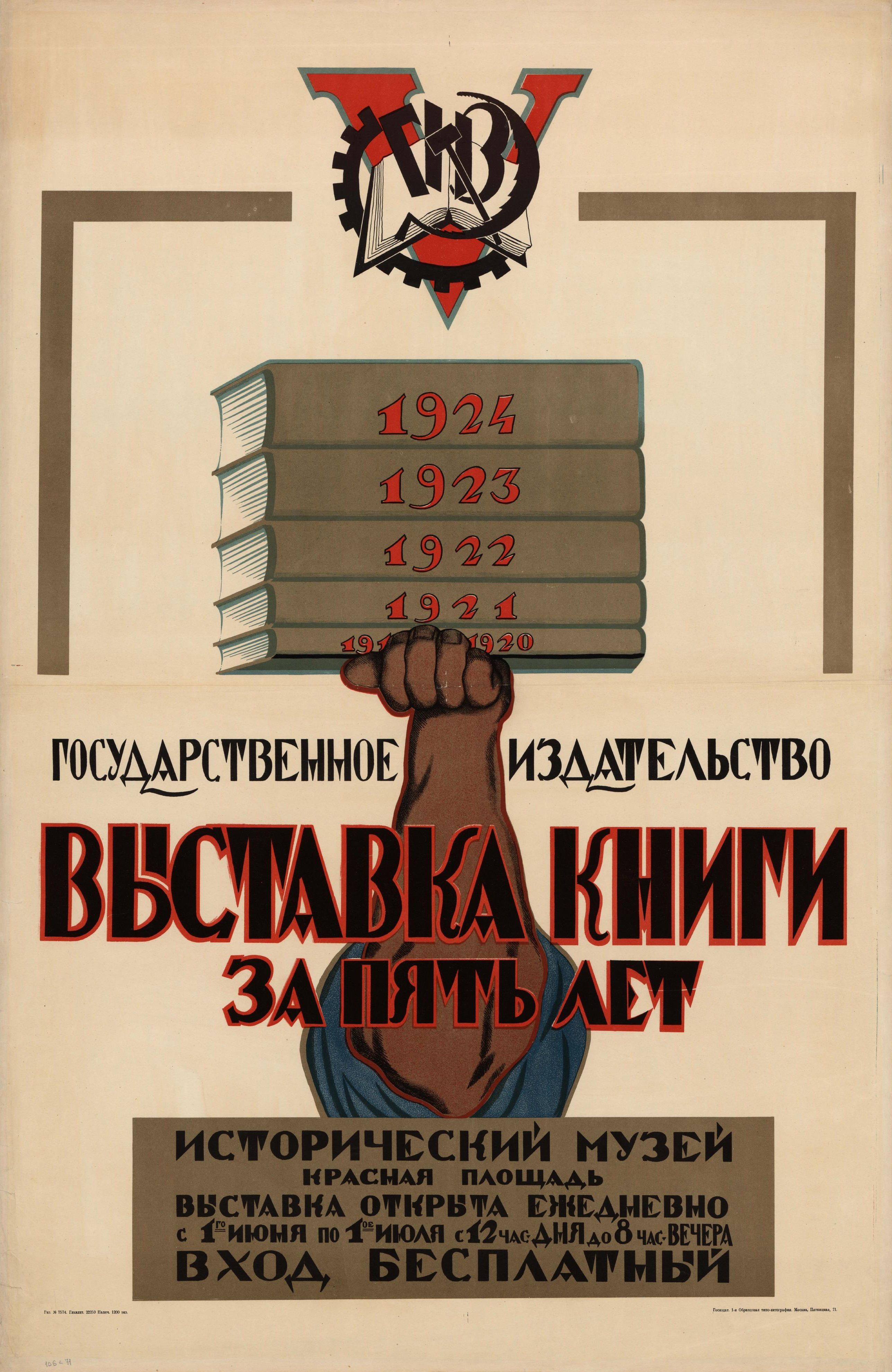
Неизвестный художник, 1924
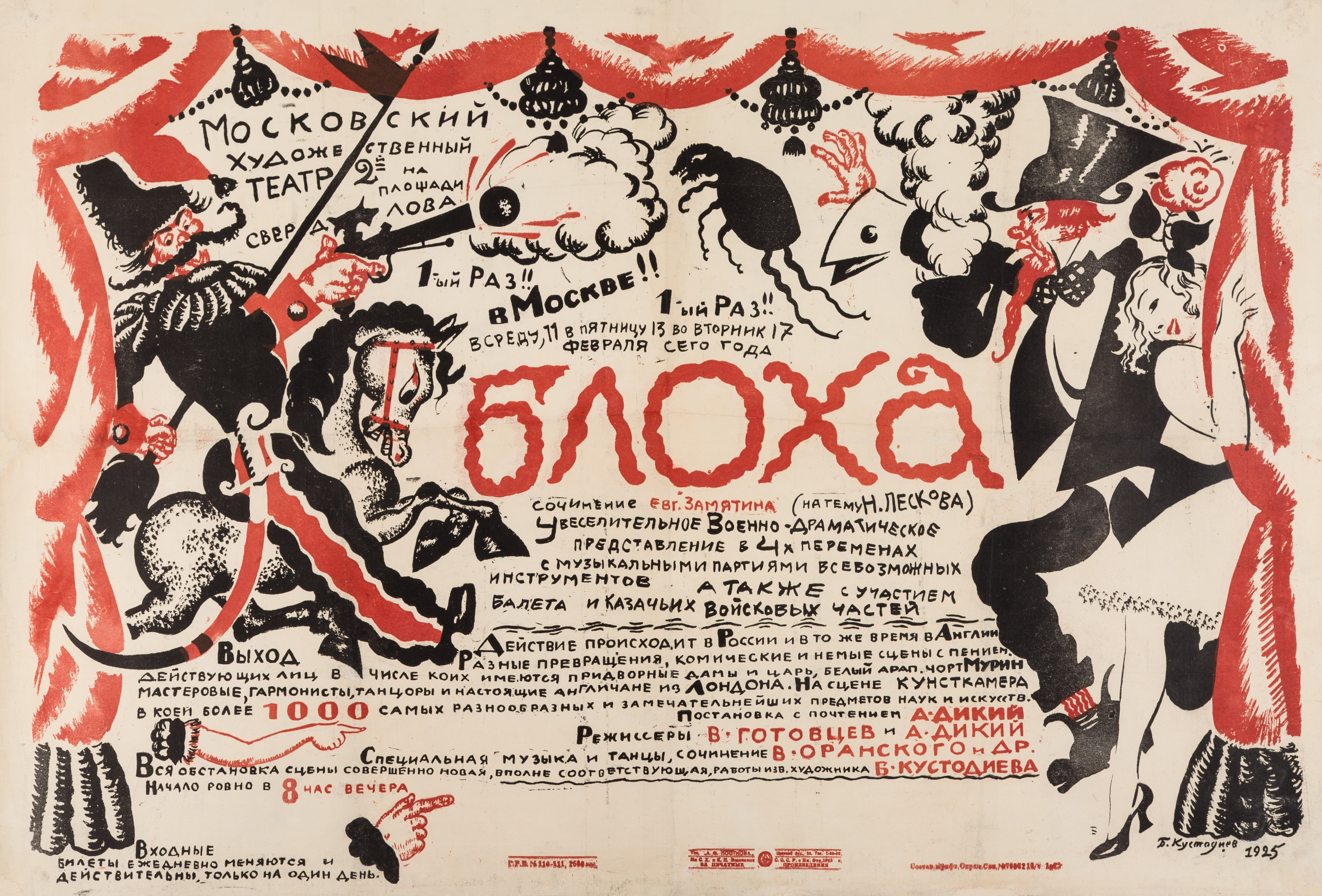
Борис Кустодиев, 1925
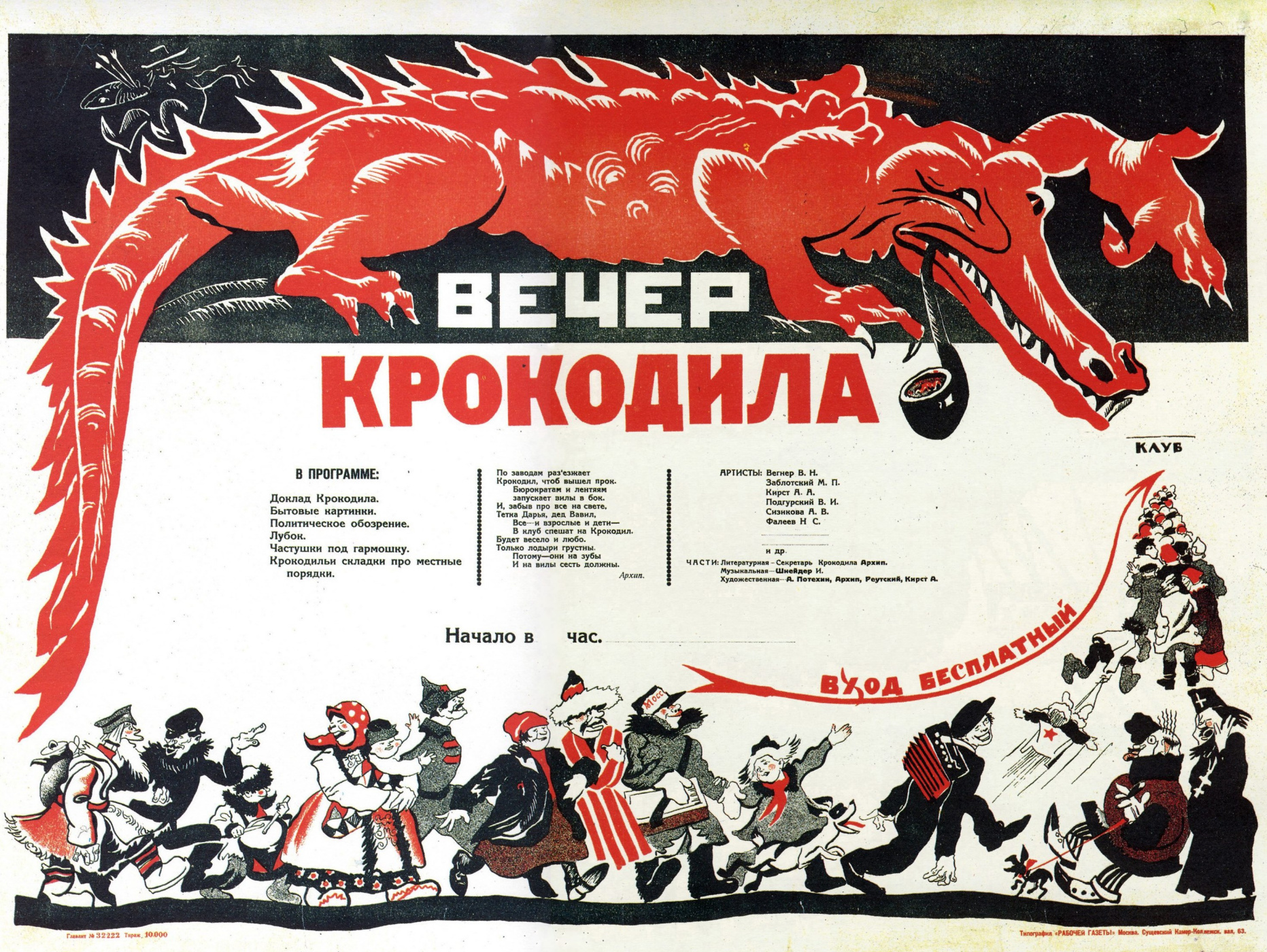
Неизвестный художник, 1925
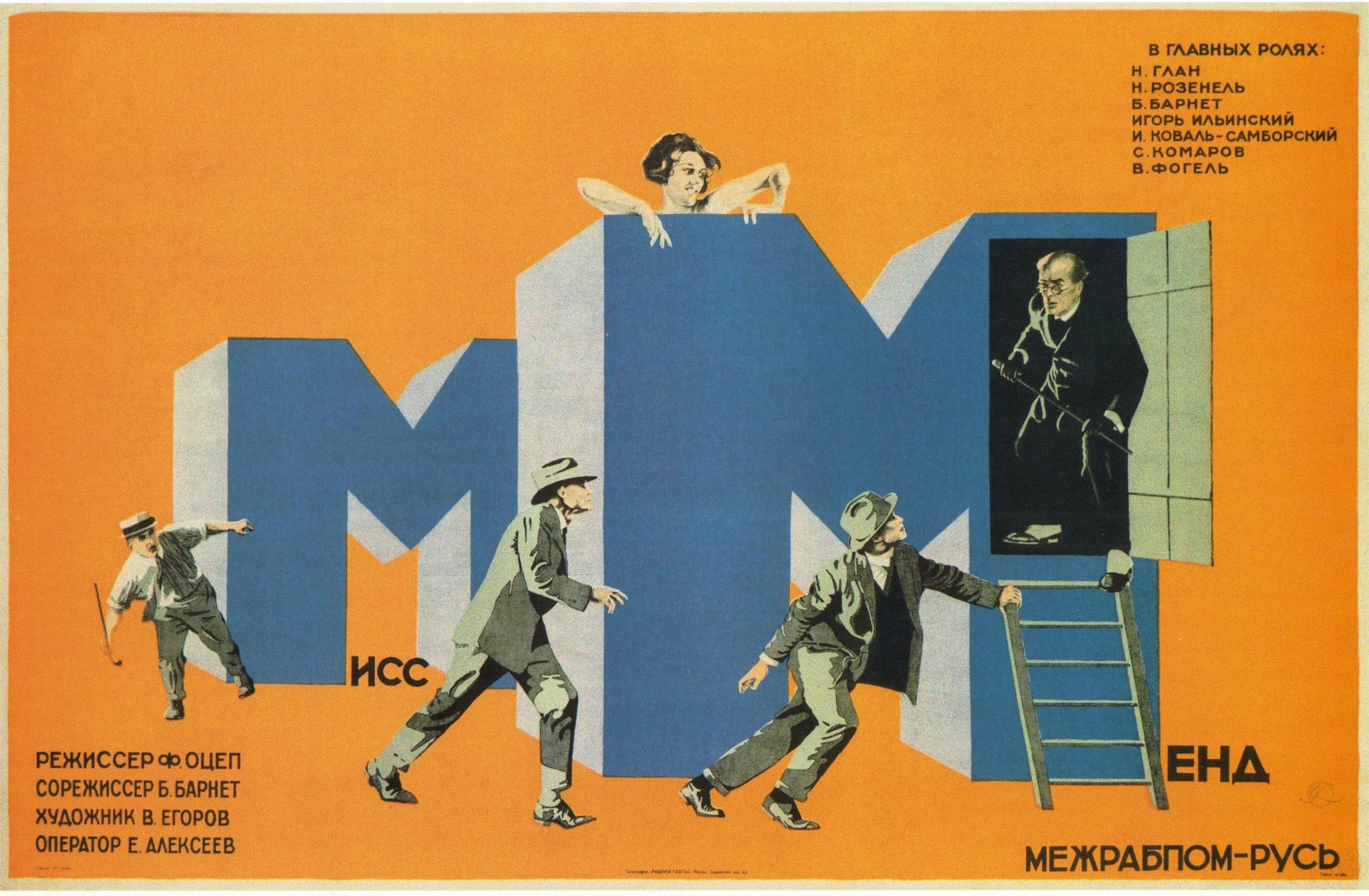
Владимир Каабак, 1926
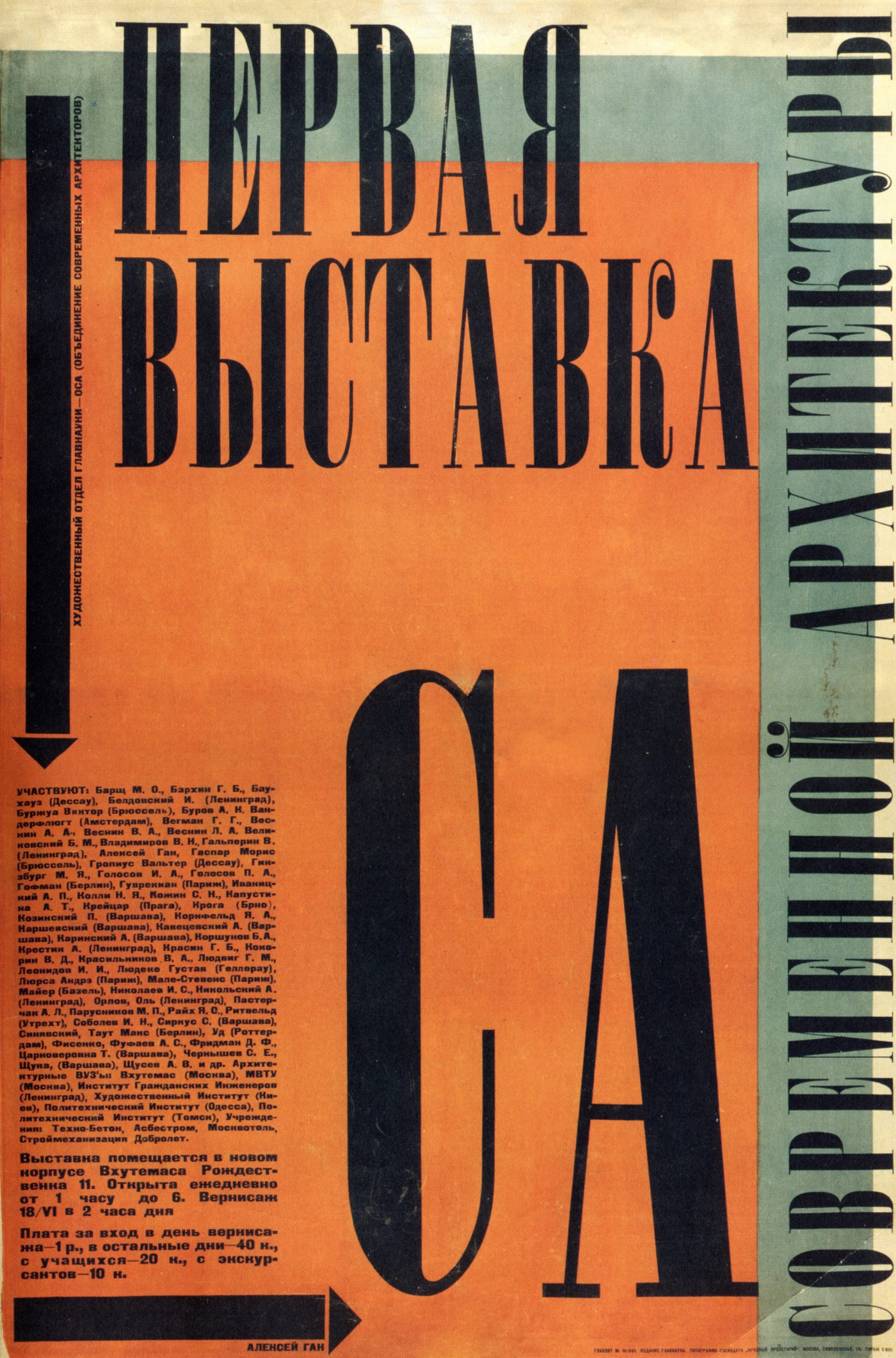
Алексей Ган, 1927
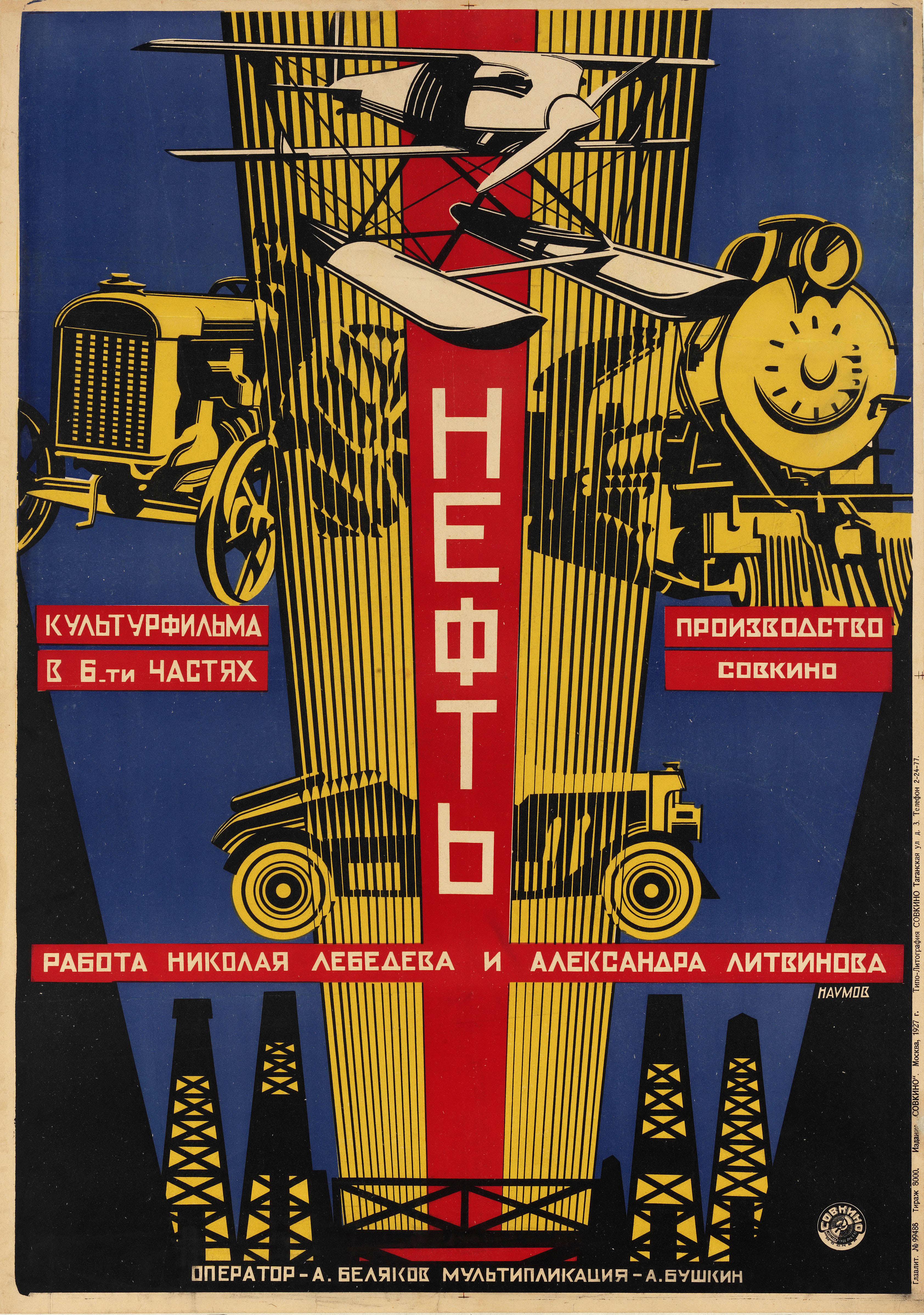
Александр Наумов, 1927
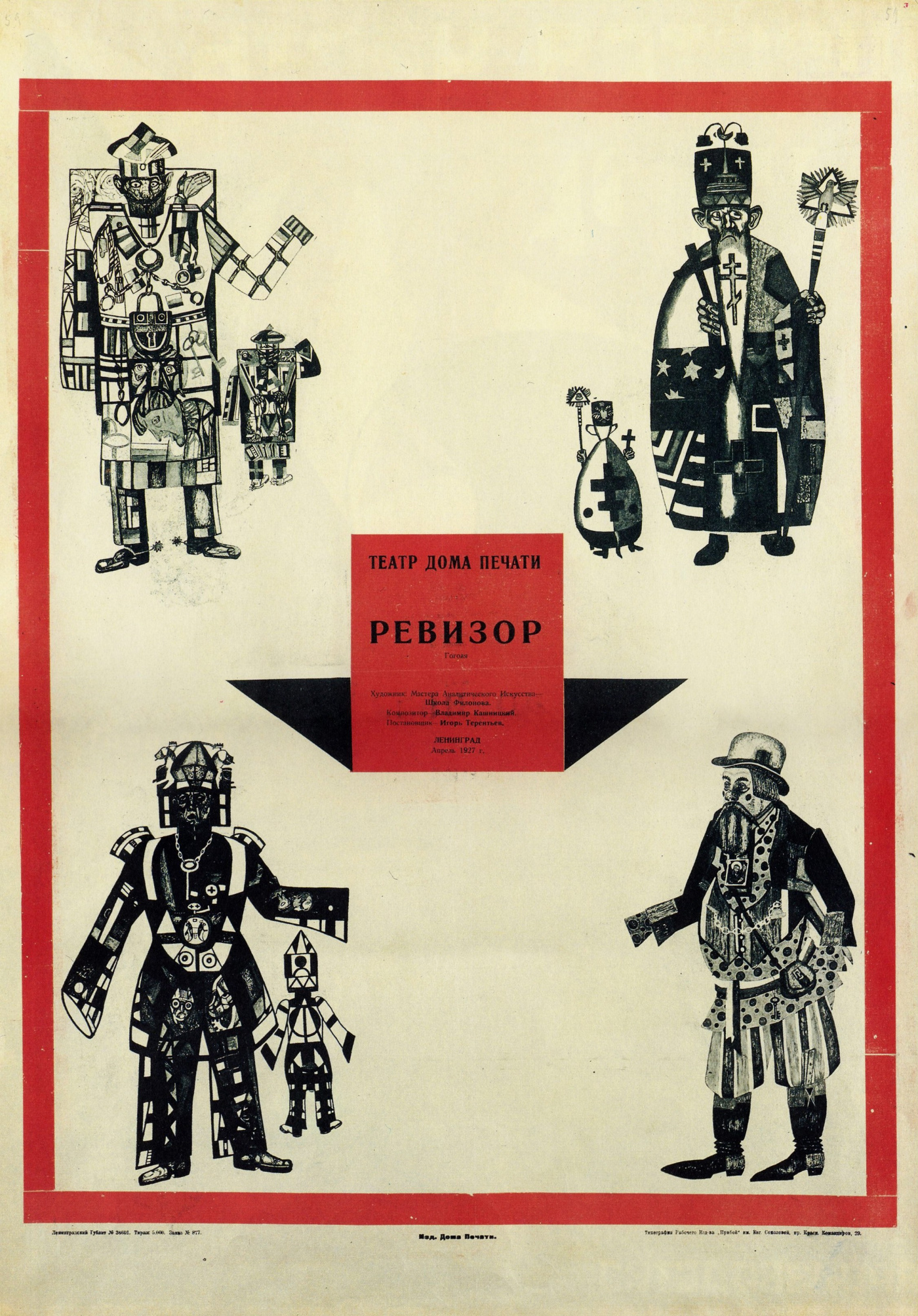
Неизвестный художник, 1927
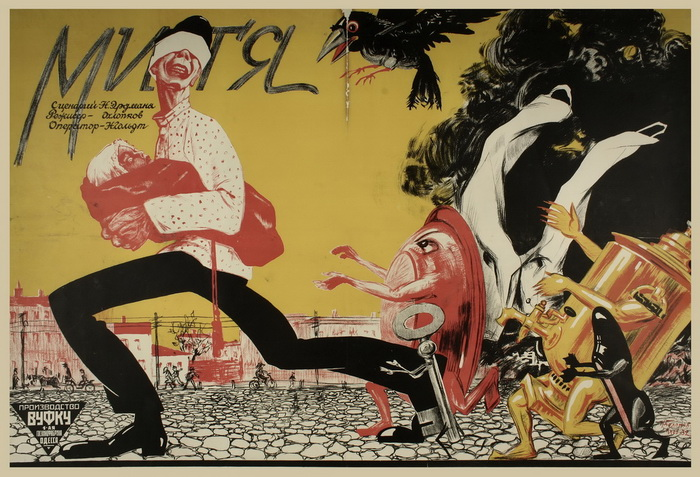
Константин Болотов, 1927
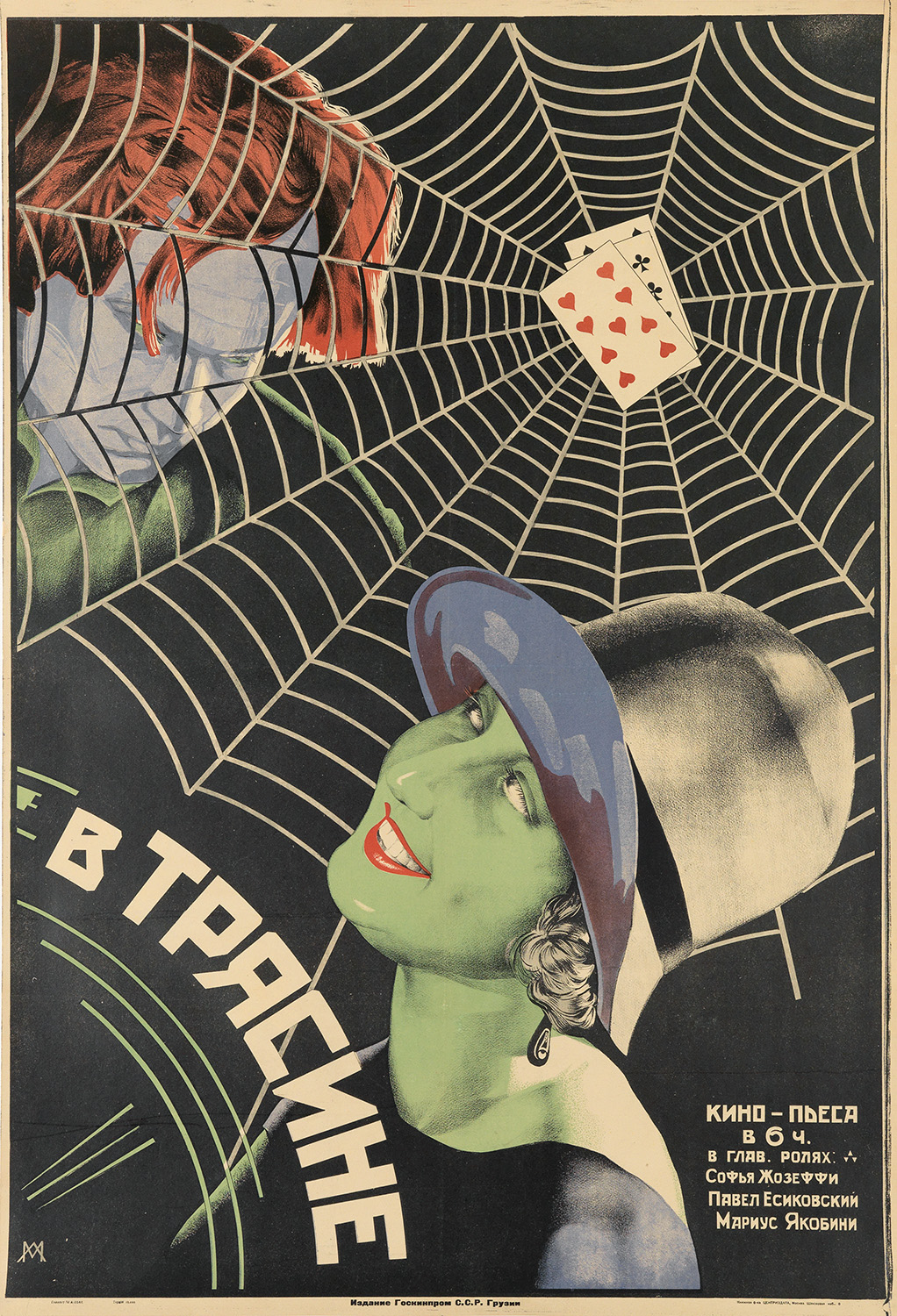
Максим Литвак, 1927
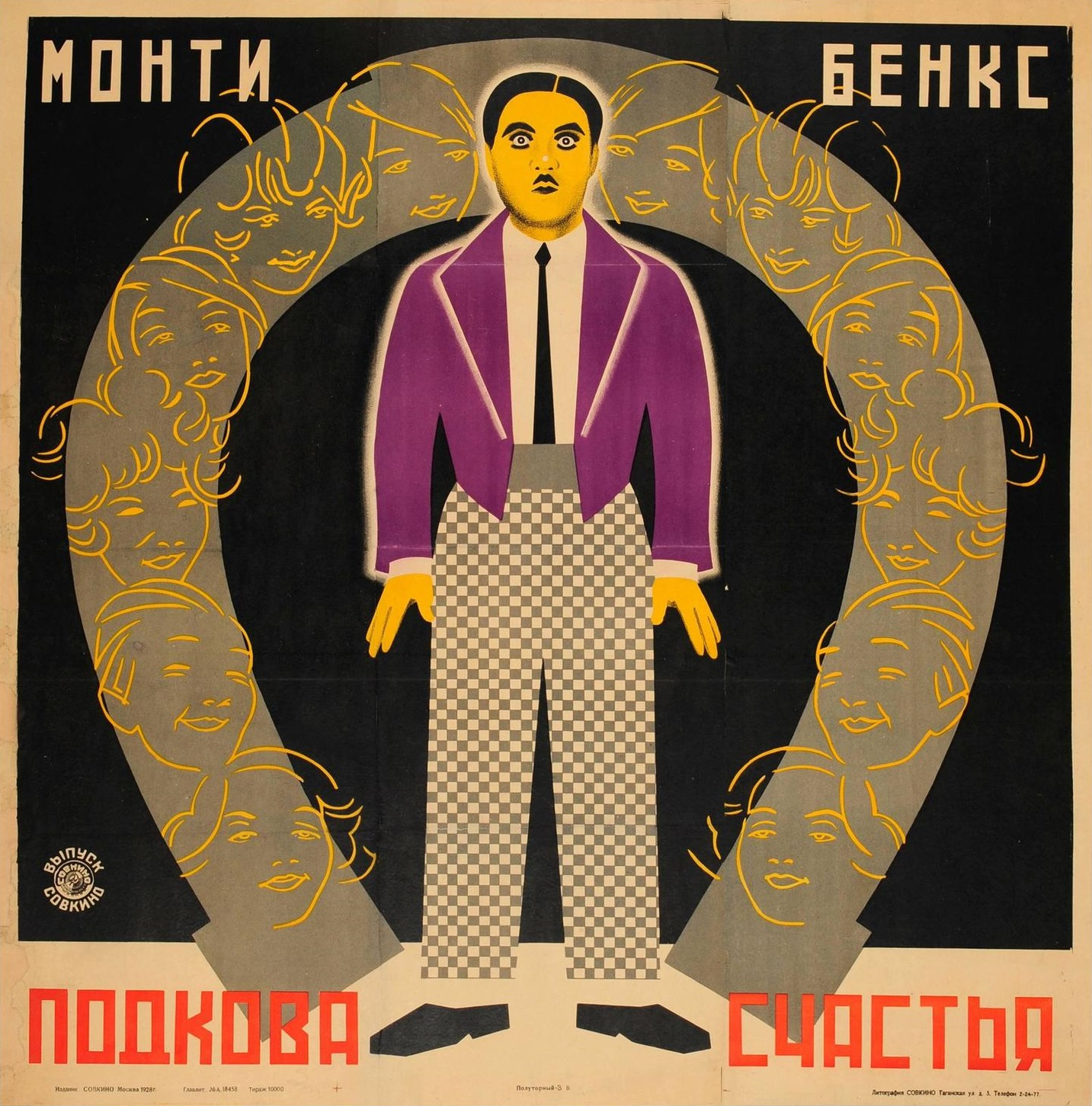
Неизвестный художник, 1928
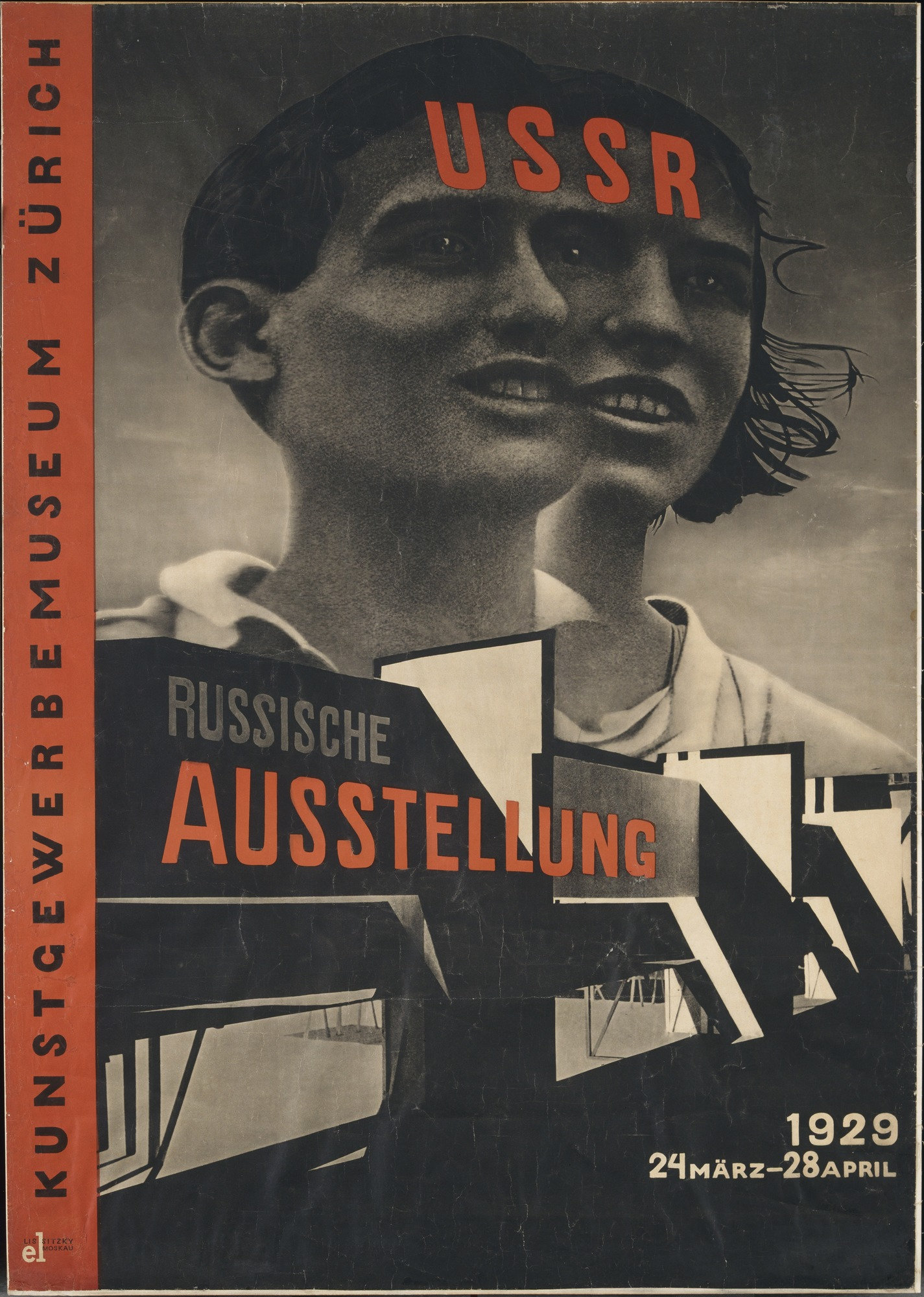
Эль Лисицкий, 1929
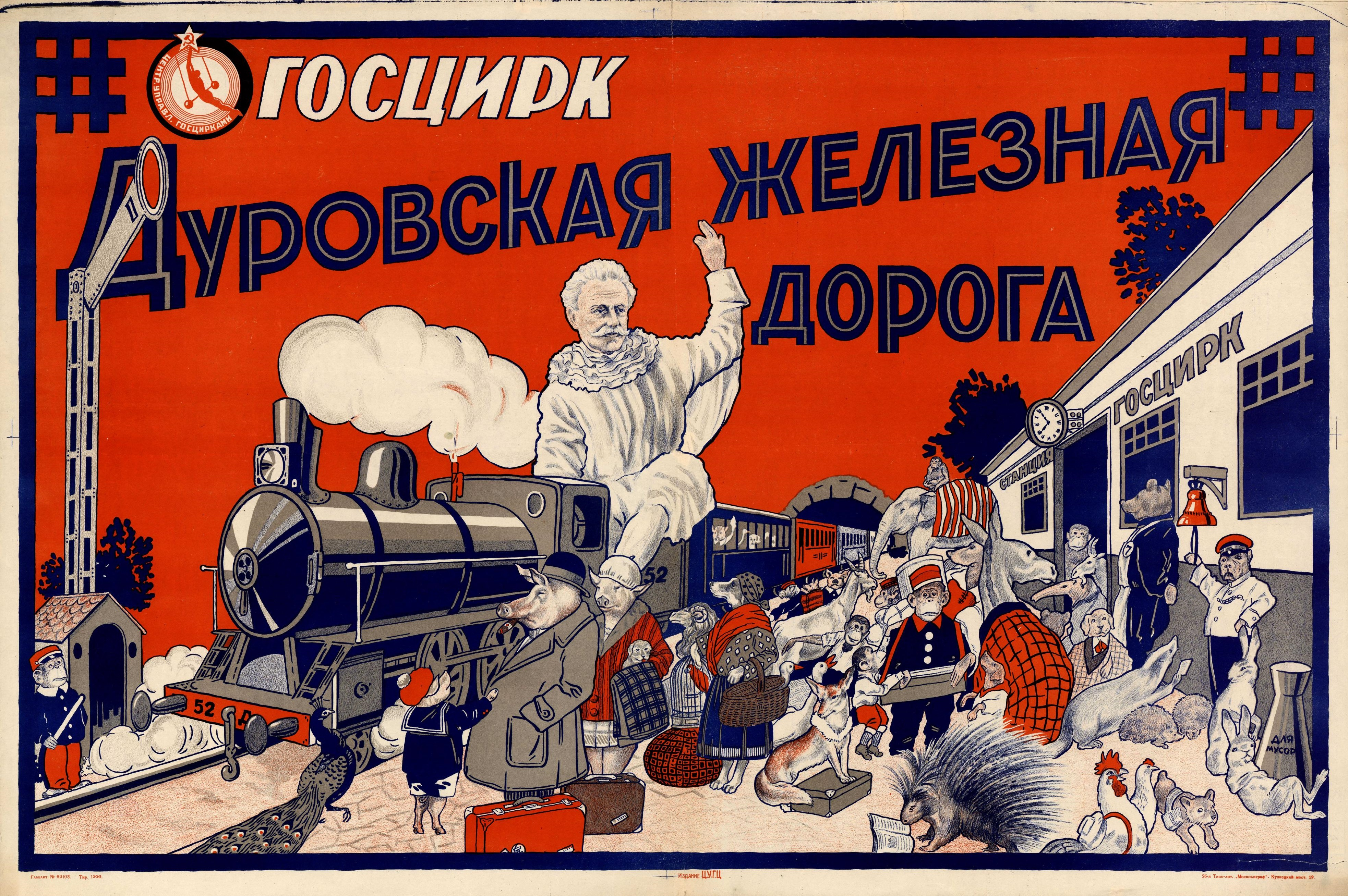
Неизвестный художник, 1929
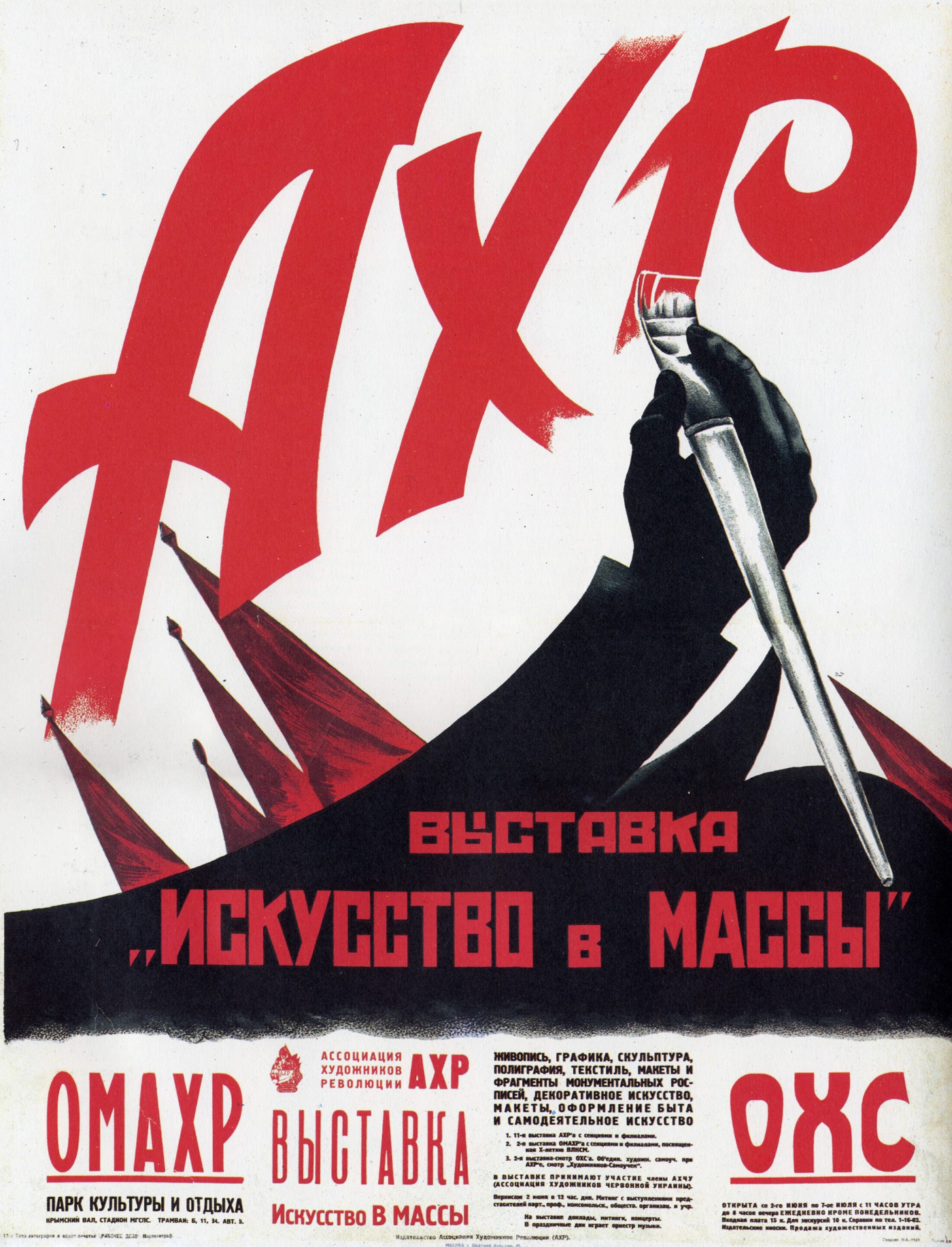
Неизвестный художник, 1929
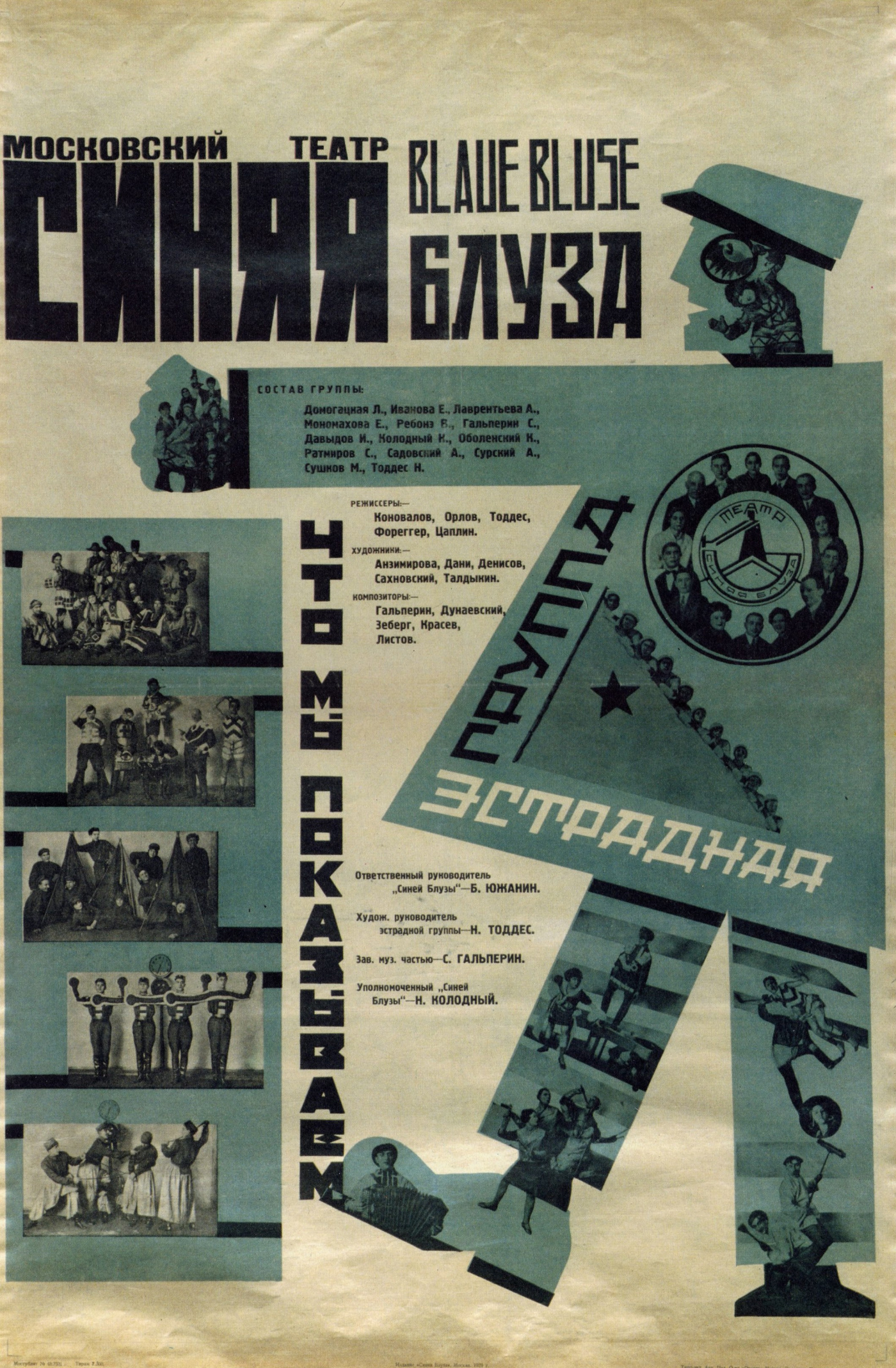
Неизвестный художник, 1929
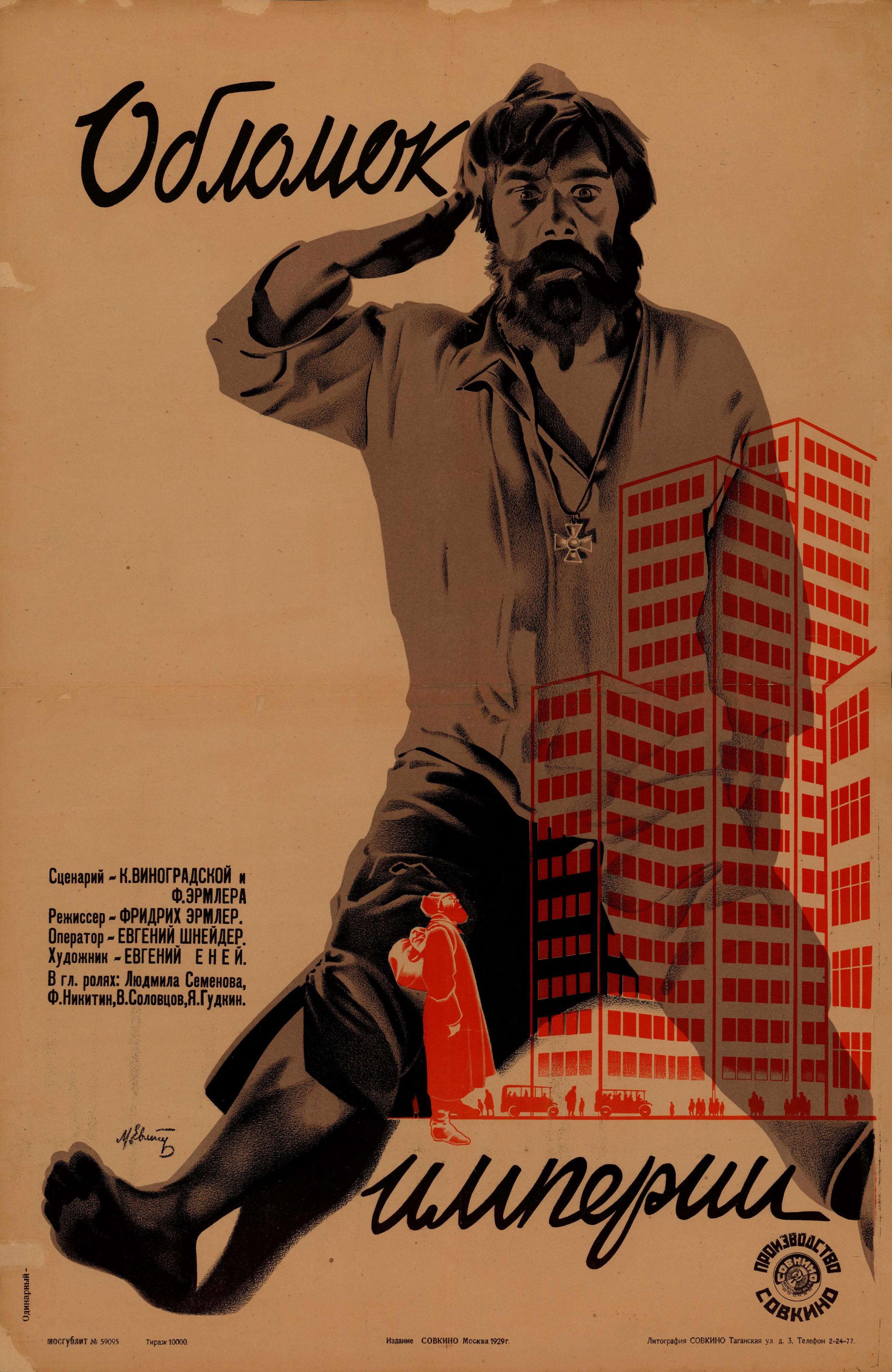
Михаил Евстафьев, 1929
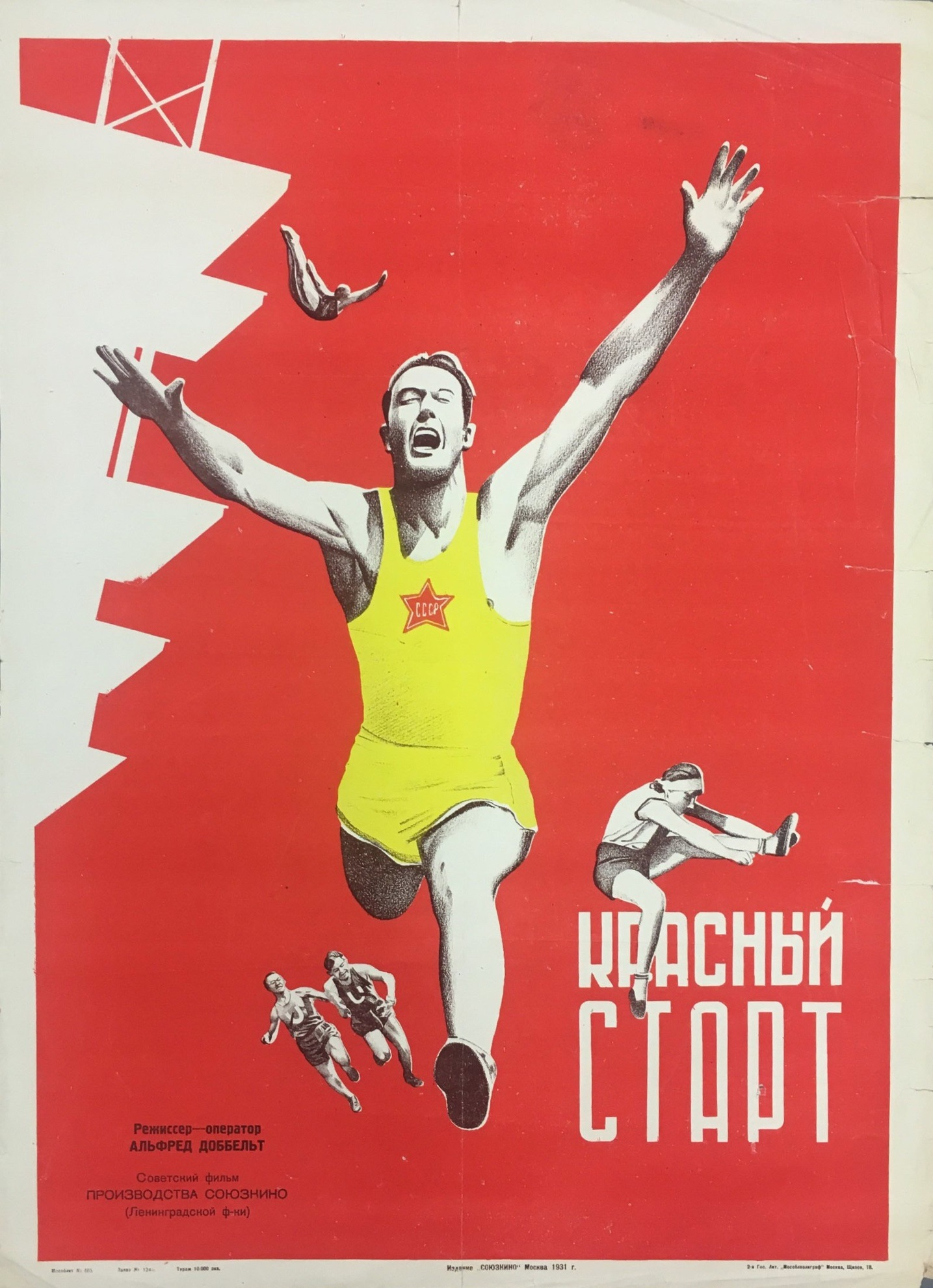
Неизвестный художник, 1931
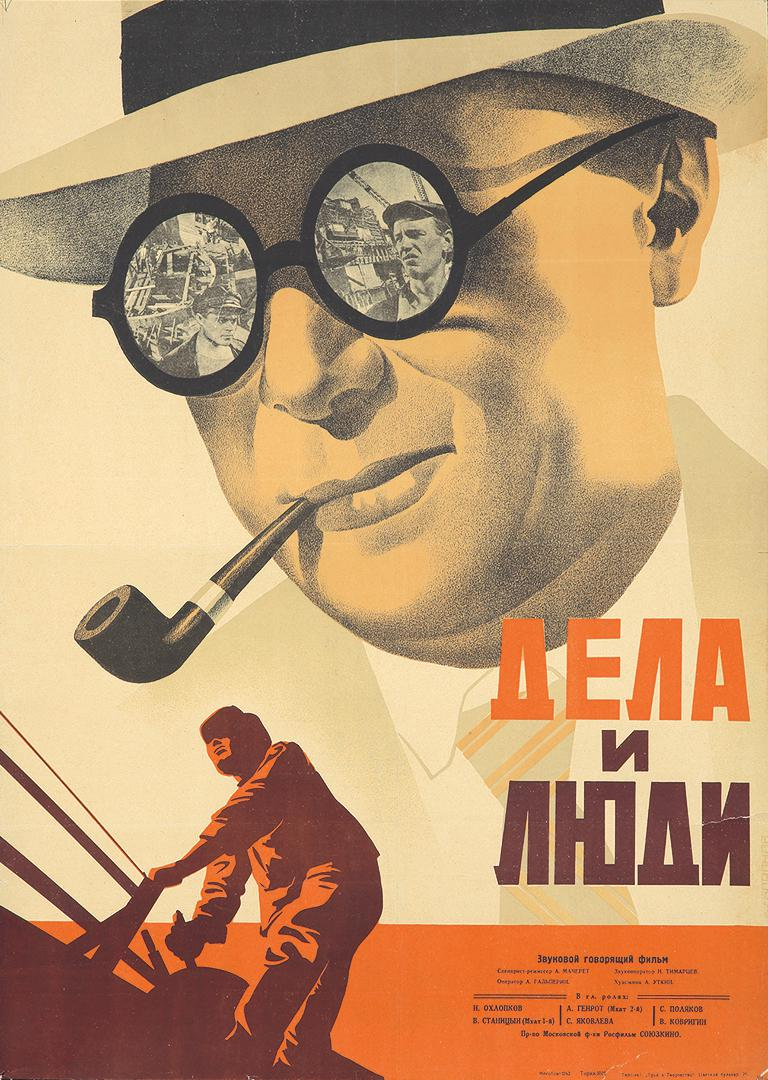
Леонид Воронов, 1932
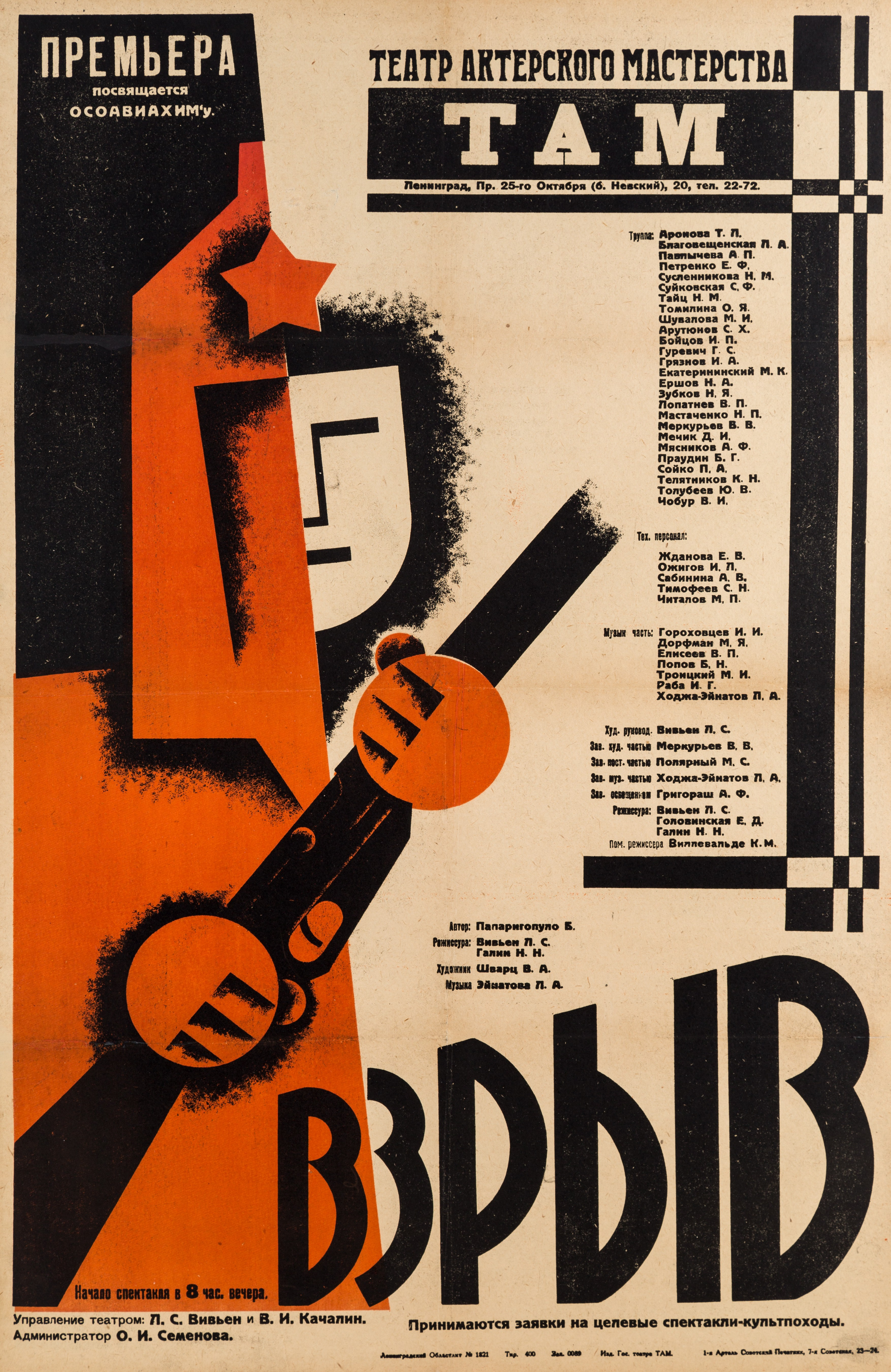
Неизвестный художник, 1934
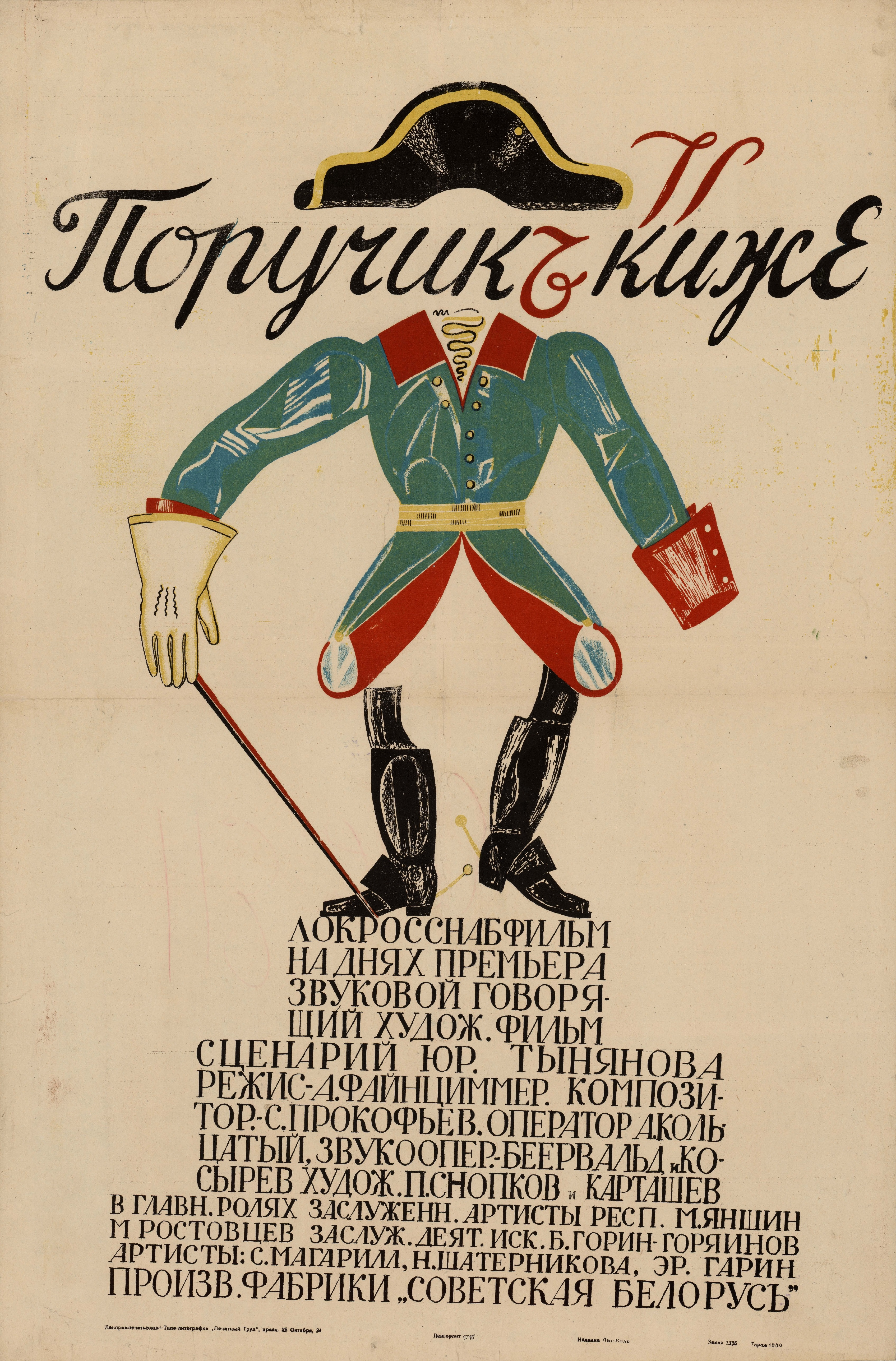
Неизвестный художник, 1934
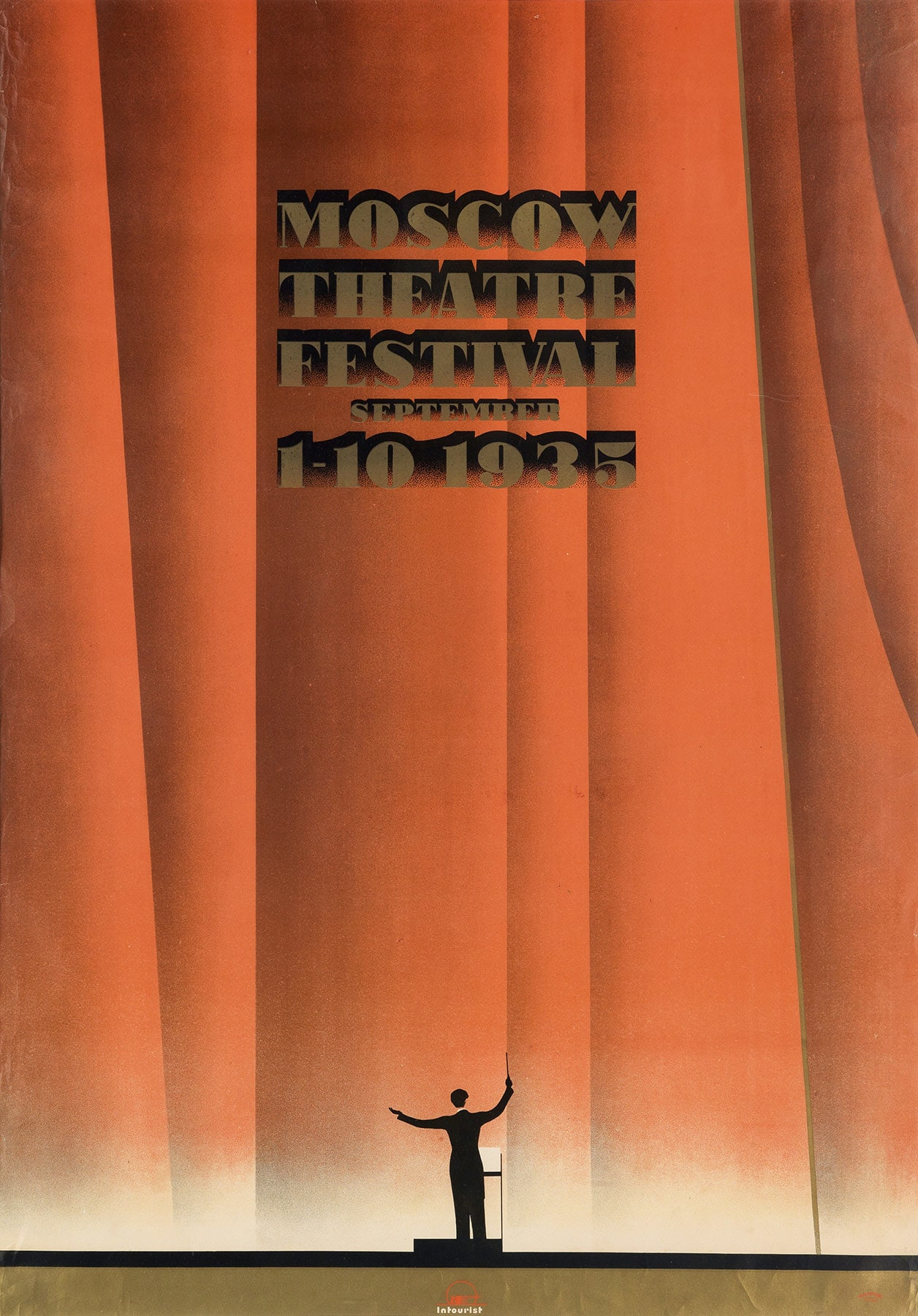
Неизвестный художник, 1935
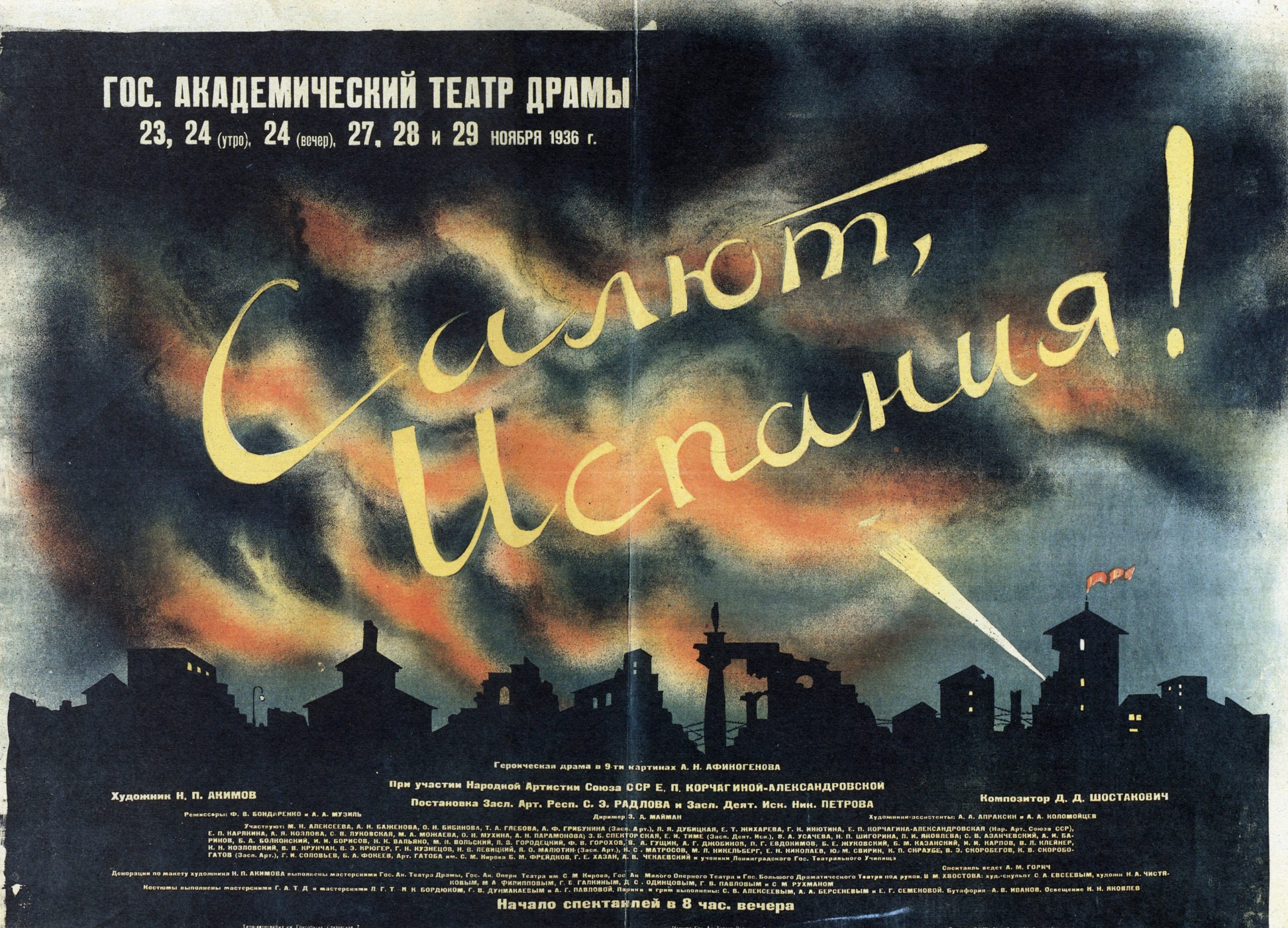
Неизвестный художник, 1936
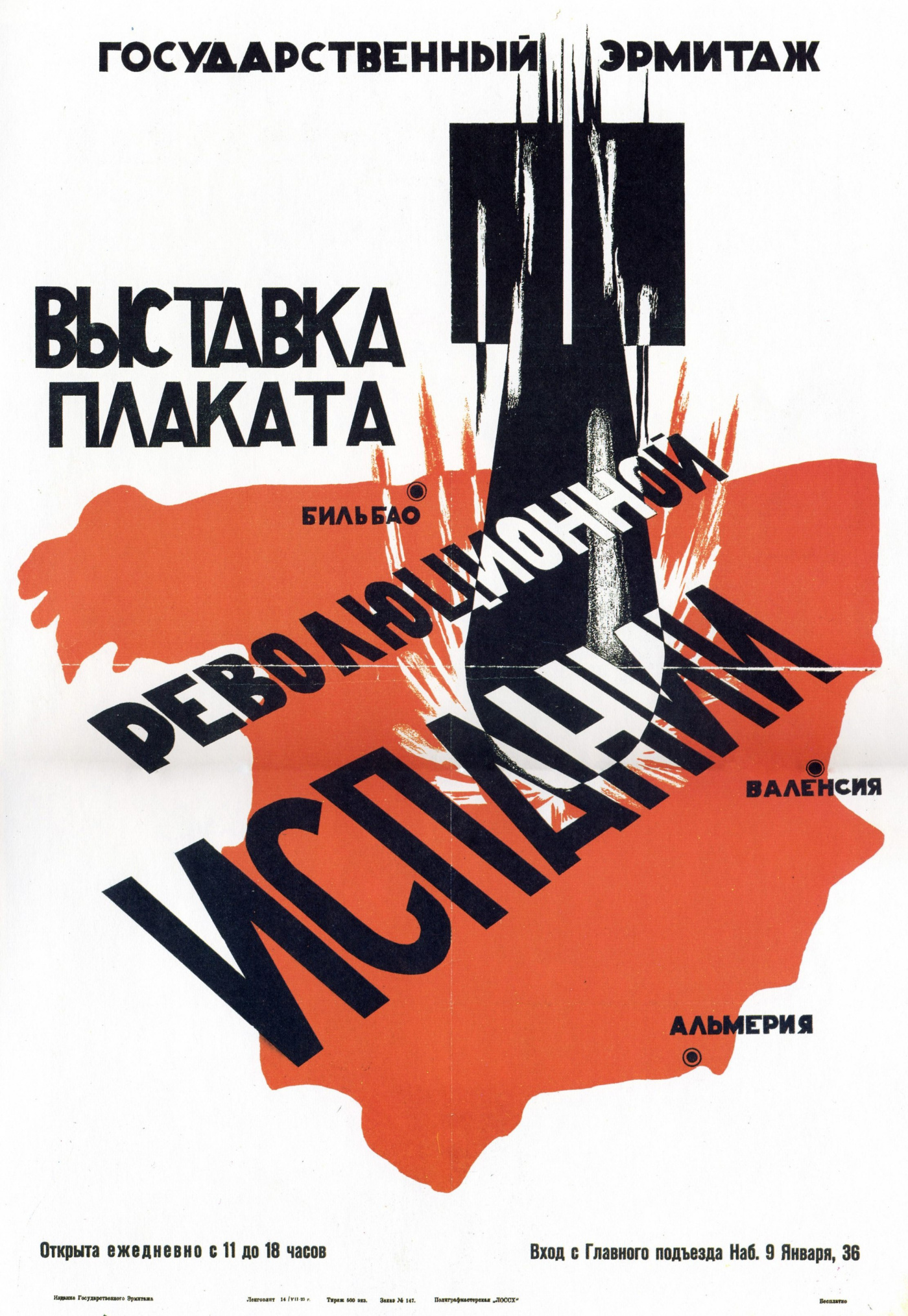
Неизвестный художник, 1936
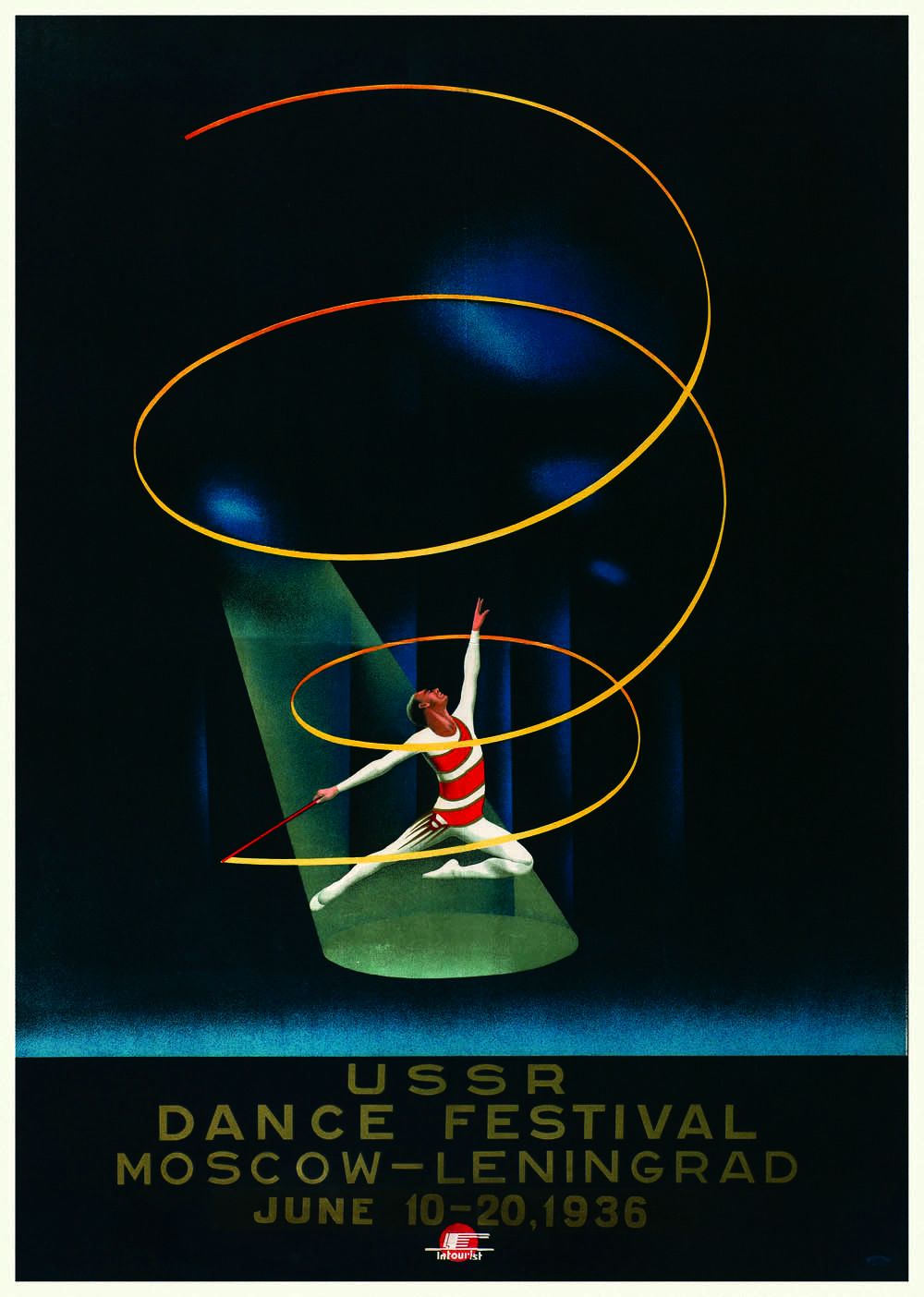
Неизвестный художник, 1936
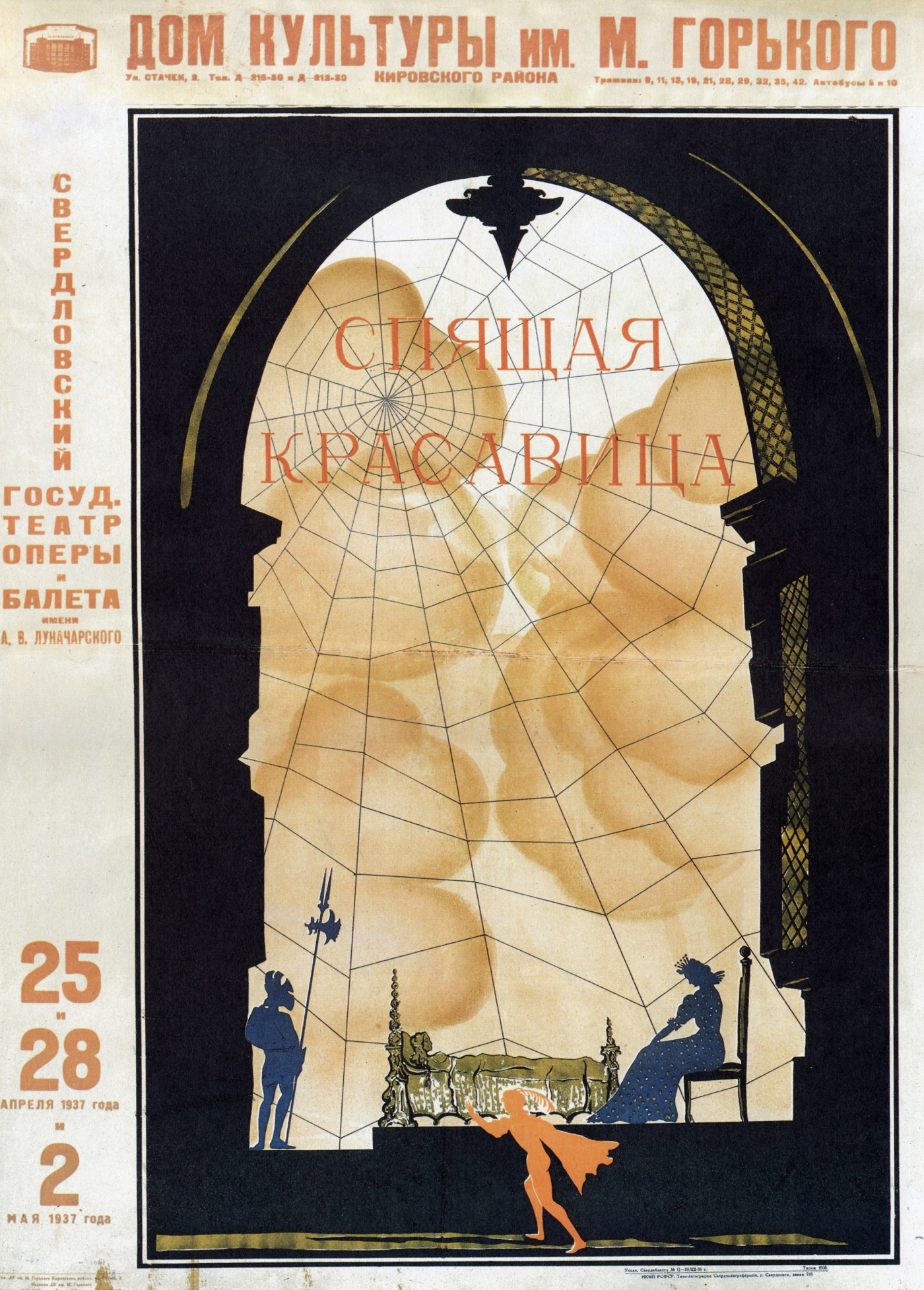
Неизвестный художник, 1937
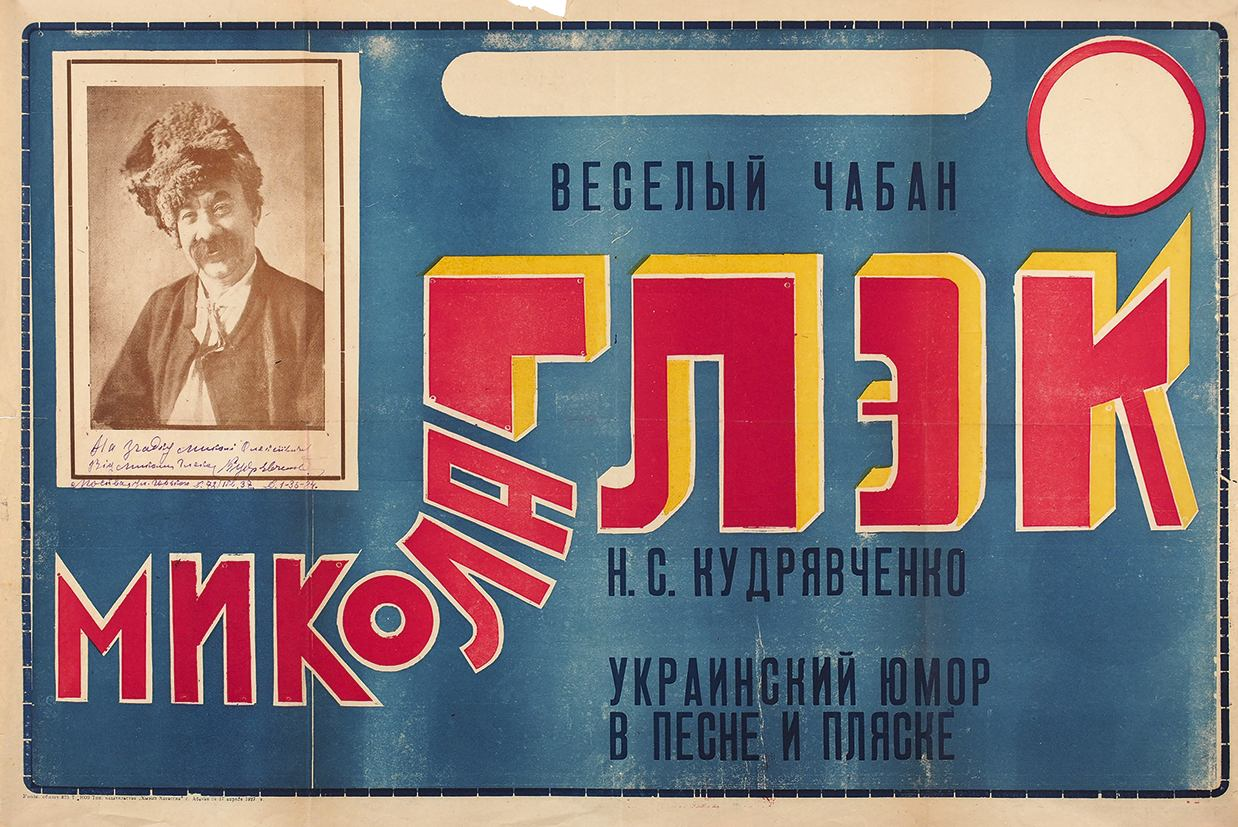
Неизвестный художник, 1937
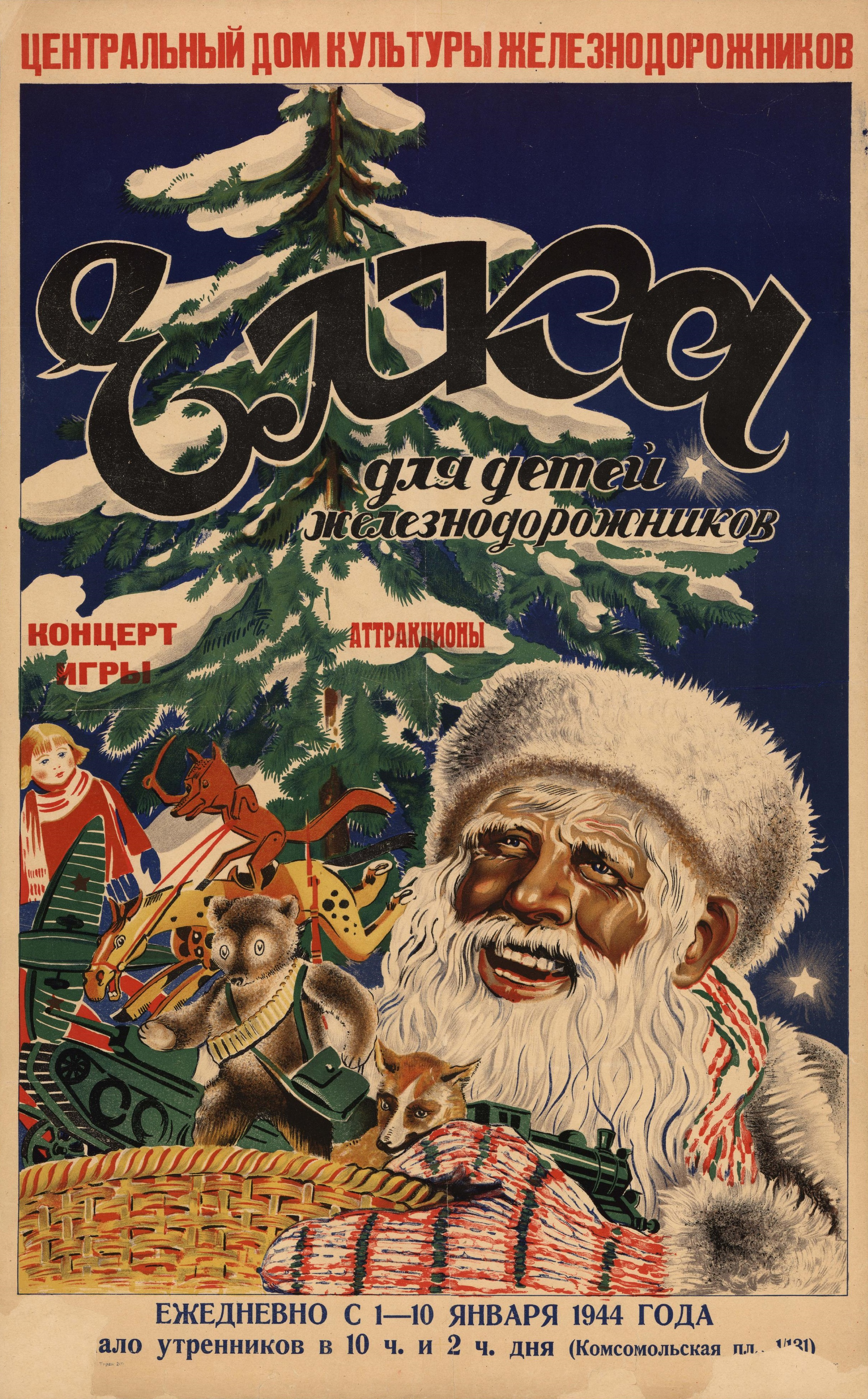
Неизвестный художник, 1943
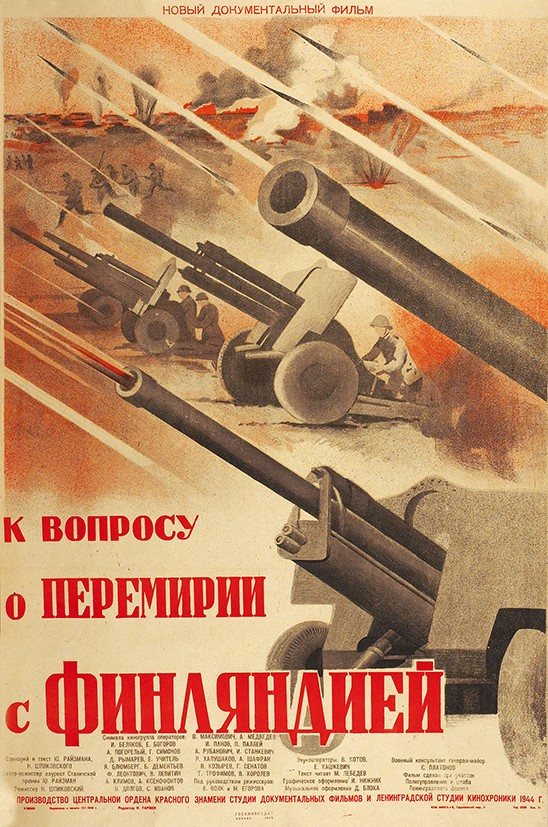
Неизвестный художник, 1945

Широкое распространение в СССР также получали плакаты, рекламирующие государственные организации денежно-финансового оборота и их услуги. Эта разновидность рекламного плаката призывала воспользоваться услугами госстраха, стать вкладчиком сберкассы или сбербанка, принять участие во всесоюзной лотерее (например лотерея ОЗЕТ, или лотерея ДОСААФ). В 1920-е годы издавались плакаты, призывающие стать акционерами «ОСОАВИАХИМа», «Добролёта» и других кооперативных организаций.

### Инструктивно-методический и учебный плакат
Издательства СССР выпускали инструктивно-методические, инструктивно-технические и учебные плакаты на самые разные темы. Такие издания представляли собой наглядные пособия в виде плакатов, предназначенные для разъяснения определённой узкоспециализированной темы. Такие плакаты имели сугубо прикладной характер и использовались на производстве, в учебных заведениях в процессе обучения.

## Статистика выпуска плакатов в СССР
Количество плакатов, выпущенных в СССР за некоторые годы его истории, сгруппированное по основным темам представлено следующими цифрами:
| Тематика плакатов          | Количество изданий | Количество изданий | Количество изданий | Количество изданий | Тираж, млн экз. | Тираж, млн экз. | Тираж, млн экз. | Тираж, млн экз. |
| Тематика плакатов          | 1956               | 1980               | 1985               | 1990               | 1956            | 1980            | 1985            | 1990            |
| -------------------------- | ------------------ | ------------------ | ------------------ | ------------------ | --------------- | --------------- | --------------- | --------------- |
| Детские                    | 106                | 55                 | 97                 | 43                 | 3,599           | 3,274           | 2,062           | 4,094           |
| Инструктивные и учебные    | 3350               | 3700               | 4137               | 2976               | 36,885          | 51,232          | 100,109         | 49,687          |
| Информационные и рекламные | 885                | 3505               | 3846               | 2852               | 17,806          | 68,719          | 58,936          | 75,885          |
| Политические               | 916                | 1627               | 3401               | 955                | 36,045          | 27,686          | 187,210         | 43,562          |
| Всего                      | 5257               | 8887               | 11481              | 6826               | 94,335          | 151,061         | 348,317         | 173,228         |

## Региональные вариации
Плакаты были созданы для многих народов СССР и других «стран социалистического содружества».
При этом, они отражали местную тематику и имели призывы на различных языках. Как правило, их содержимое понятно без слов.